# 日本の空港

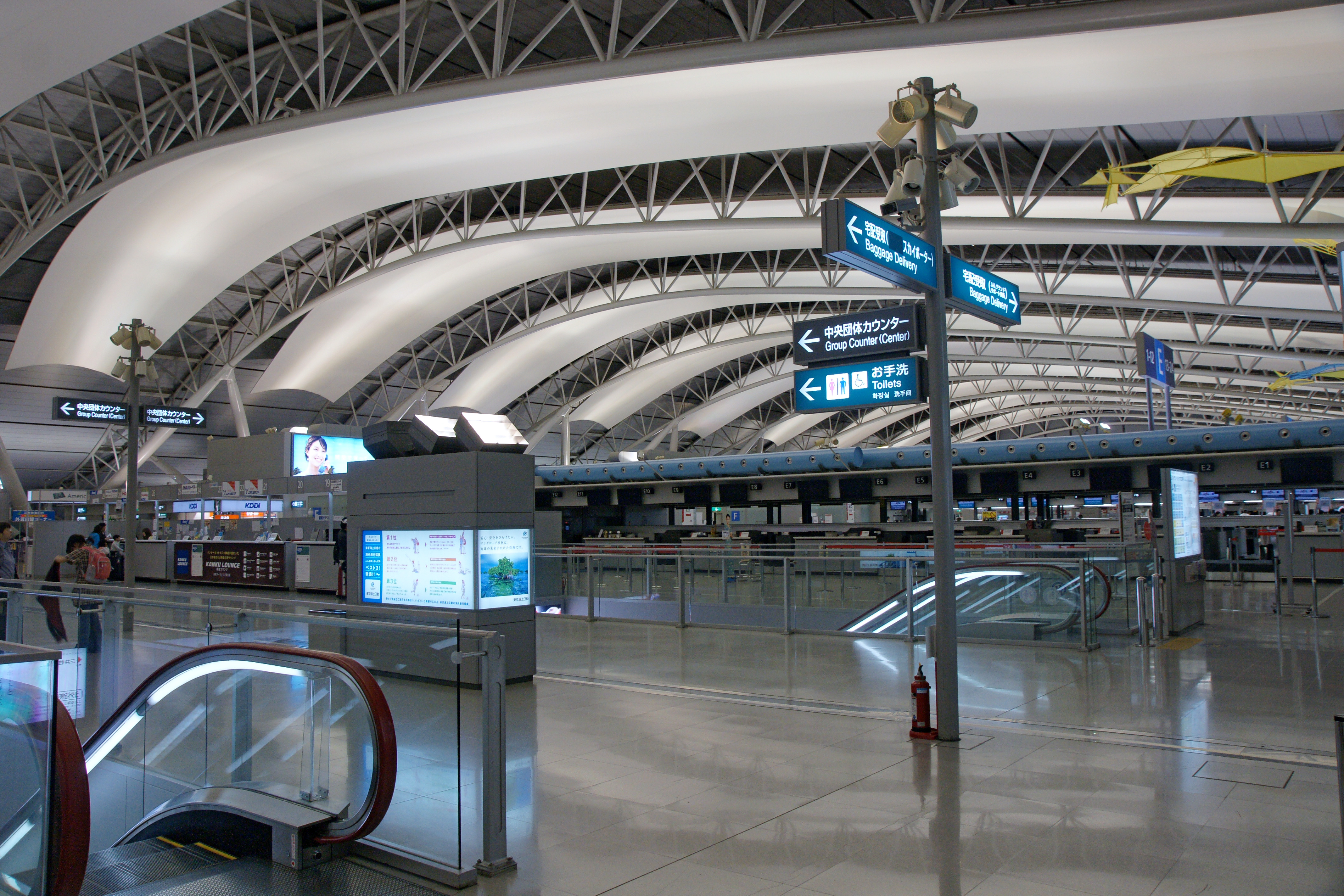
完全24時間運用が可能な関西国際空港

日本の空港（にほんのくうこう）では日本国内における公共の用に供する飛行場 である空港とその他の飛行場（併せて空港等）について述べる。

## 概要
日本の空港は、空港法に基づき、空港の果たしている機能と設置・管理主体によって区分されており、基本施設（滑走路、誘導路、着陸帯、エプロン）と附帯施設（排水施設、照明、護岸、道路、駐車場など）の工事費用や災害復旧費用の負担ルールなどが定められている。また、旅客ターミナルや貨物取扱施設、給油施設などは、空港を設置する国や地方公共団体が、建設・管理する者を指定して行わせることができる。2013年には、民間の能力を活用した国管理空港等の運営等に関する法律（民活空港運営法）が制定され、国や地方公共団体が設置している空港の運営を、民間事業者に一体的に行わせることが可能となった。
空港の区分は、2008年の空港法改正により、それまでの第一種空港・第二種空港・第三種空港から変更され、次のように区分されている。各区分の空港名と位置は、空港法と空港法施行令で定められている。

### 拠点空港
空港法第4条第1項で定める「国際航空輸送網又は国内航空輸送網の拠点となる空港」で、航空行政上「拠点空港」と呼ばれる。会社管理空港、国管理空港、特定地方管理空港があり、2008年の空港法改正までの旧第一種空港（国際航空路線に必要な飛行場）と旧第二種空港（主要な国内航空路線に必要な飛行場）が該当する。
会社管理空港
空港法第4条第3項及び第4項の規定に基づき会社が設置し、管理する空港で、航空行政上「会社管理空港」と呼ばれる。各空港の特別法に基づき、会社の事業として空港の設置、管理を行う。旧第一種空港のうち4か所。仙台国際空港株式会社が運営する仙台空港は民活空港運営法に基づき民間に運営権が移行しているが、会社管理空港ではなく、後述の国管理空港に分類される。他に民活空港運営法に基づき民間に運営権が移行した空港も同様に、会社管理空港ではなく、従前の区分に分類される。
国管理空港
空港法第4条第1項に基づき国が設置・管理する空港。東京国際空港と、政令で定める18空港 が該当する。東京国際空港については、基本施設と附帯施設の工事費用を国が全額を負担。政令で定める空港は、附帯施設は全額を国が負担し、基本施設は3分の2を国が、3分の1を地方公共団体が負担する。北海道、沖縄、離島の空港については、空港法や地域特別法などにより、基本施設に対する国の負担割合が100分の80から100分の95までの間でそれぞれ定められている。東京国際空港は旧第一種空港に、それ以外は旧第二種空港(A)に該当する。20か所。
特定地方管理空港
空港法第4条第1項第6号で規定された「国際航空輸送網又は国内航空輸送網の拠点となる空港として政令で定めるもの」で、国が設置し、地方公共団体が管理する空港。基本施設の工事費用は、国が100分の55、地方公共団体が100分の45を負担。附帯施設は地方公共団体が負担するが、国が工事費の100分の55まで補助することができる。北海道、沖縄、離島の空港については、空港法や地域特別法などにより、国が負担・補助する工事費の割合が高くなっている。2008年の空港法改正時に、旧空港整備法第4条第2項の規定により、国が設置し、地方公共団体が管理していた空港 で、旧第二種空港(B)に該当する。5か所。

### 地方管理空港
空港法第5条で定める「国際航空輸送網又は国内航空輸送網を形成する上で重要な役割を果たす空港」で、地方公共団体が設置・管理する。基本施設の工事費用は、国と地方が100分の50ずつ負担。附帯施設は地方公共団体が負担するが、国が工事費の100分の50まで補助することができる。北海道、沖縄、奄美地方、離島の空港については、空港法や地域特別法などにより、国が負担・補助する工事費の割合が高くなっている。旧第三種空港（地方的な航空運送を確保するため必要な飛行場）に該当する。54か所。

### その他の空港
上記の区分のいずれにも該当しない空港（空港法第2条に規定する空港のうち、拠点空港、地方管理空港及び公共用ヘリポートを除く空港）。ただし、このうち八尾空港は、「当分の間、国管理空港とみなす」との経過措置が設けられている。7か所。

### 共用空港
空港法附則第2条第1項における「自衛隊の設置する飛行場及び日本国とアメリカ合衆国との間の相互協力及び安全保障条約第6条に基づく施設及び区域並びに日本国における合衆国軍隊の地位に関する協定第2条第4項（a）の規定に基づき日本国政府又は日本国民が使用する飛行場であつて公共の用に供するものとして政令で定めるもの」で分類される空港で、自衛隊が設置・運用する飛行場もしくは在日米軍が使用している飛行場で、公共の用に供する空港。自衛隊の設置する共用空港のうち5か所 については、空港として使用するために工事する場合は、附帯施設の工事費用は全額を国が負担し、基本施設は3分の2を国が、3分の1を地方公共団体が負担する。このうち北海道の空港 については、基本施設の工事費用に対する国の負担割合が100分の85となっている。8か所。

### 公共用ヘリポート
空港法第2条における空港（公共の用に供する飛行場）に分類されるヘリポートで、不特定多数のヘリコプターが離着陸するために整備された施設。13箇所。

### 空港以外の飛行場など
空港以外の施設には、航空法に基づき、国土交通大臣の許可を得て設置する次の飛行場などがある。
- 民間事業者や地方自治体などが設置する非公共用の飛行場、ヘリポート[16]
- 期間を限定して離着陸できる公共用・非公共用の場外離着陸場[17]

## 空港法以外における空港の区分
空港法以外に、出入国、輸出入に関する法律において指定された空港に限り、出入港や外国貿易を行うこととしているものがある。
1. 関税法：関税法第2条第1項第12号により政令[18] で指定する税関空港でない場合は、個別の税関長の許可がないと外国貿易機は、その空港に出入りできない。
2. 出入国管理及び難民認定法：出入国管理及び難民認定法第2条第8号により法務省令で定める[19] 出入国港以外では外国人の出入国はできない。出入国管理及び難民認定法施行規則別表第1に規定する空港でない場合は、特定の航空機につき地方出入国在留管理局長による指定を受ける必要がある。
3. 検疫法：検疫法第3条の規定により政令[20] で指定する検疫飛行場でない飛行場には、外国から来航した航空機は、個別の検疫所長の許可がないと着陸できない。
4. 植物防疫法：植物防疫法第6条第3項の規定により農林水産省令[21] で定める飛行場以外では植物の輸入はできない。
5. 家畜伝染病予防法：家畜伝染病予防法第38条の規定により、農林水産省令[22] で定める飛行場以外では指定検疫物の輸入はできない。
植物防疫法及び家畜伝染病予防法には、個別の許可により輸入できる規定がないので、通常は国際線のない空港で国際チャーター便等が運航されても、果物や肉製品は一切持ち込むことができない。例えば2019年に国際線旅客の乗降実績のあった女満別空港はその例である。
6. 感染症の予防及び感染症の患者に対する医療に関する法律：感染症の予防及び感染症の患者に対する医療に関する法律第55条の規定により、農林水産省令[23] で定める飛行場以外では指定動物（サル）の輸入はできない。

- 配列順は2019年の乗降客数の順。
- 植物防疫、動物検疫、感染症は、それぞれ植物防疫法、家畜伝染病予防法、感染症の予防及び感染症の患者に対する医療に関する法律により指定された飛行場を意味する。
- 植物防疫の欄における△は、旅行者の携帯品に限り輸入できることを示す。
- 動物検疫以外の欄における○は、それぞれ該当することを示す。
- 動物検疫の欄における記号の意味は次のとおり。
  - ◎：ふるい目の開きが840マイクロメートルの網ふるいを通過する生骨粉[注釈 2]を除くすべての貨物の輸入が可能
  - ○：ふるい目の開きが840マイクロメートルの網ふるいを通過する生骨粉[注釈 2]、家畜伝染病予防法施行規則第45条第1号の貨物（生きている豚、牛等）、殻付きの卵を除く貨物の輸入が可能
  - ○’：○の貨物から肉、骨等を除いた貨物
  - △：旅行者の携帯品に限り輸入できる

|          | 税関空港 | 出入国港 | 検疫飛行場 | 植物防疫 | 動物検疫 | 感染症 |
| -------- | -------- | -------- | ---------- | -------- | -------- | ------ |
| 羽田     | ○        | ○        | ○          | ○        | ◎        |        |
| 成田     | ○        | ○        | ○          | ○        | ◎        | ○      |
| 関西     | ○        | ○        | ○          | ○        | ◎        | ○      |
| 福岡     | ○        | ○        | ○          | ○        | ◎        |        |
| 新千歳   | ○        | ○        | ○          | ○        | ◎        |        |
| 那覇     | ○        | ○        | ○          | ○        | ◎        |        |
| 伊丹     |          |          |            | ○        | ◎        |        |
| 中部     | ○        | ○        | ○          | ○        | ◎        |        |
| 鹿児島   | ○        | ○        | ○          | ○        | ◎        | ○      |
| 仙台     | ○        | ○        | ○          | ○        | ○        |        |
| 熊本     | ○        | ○        | ○          | ○        | ○        |        |
| 宮崎     | ○        | ○        | ○          | ○        | ○’       |        |
| 神戸     |          |          |            | ○        | ○        |        |
| 長崎     | ○        | ○        | ○          | ○        | ○        |        |
| 広島     | ○        | ○        | ○          | ○        | ○        |        |
| 松山     | ○        | ○        | ○          | ○        | ○        |        |
| 石垣     | ○        | ○        |            | △        | △        |        |
| 高松     | ○        | ○        | ○          | ○        | ○        |        |
| 大分     | ○        | ○        | ○          | ○        | ○        |        |
| 小松     | ○        | ○        | ○          | ○        | ○        |        |
| 函館     | ○        | ○        | ○          | ○        | ○        |        |
| 北九州   | ○        | ○        | ○          | ○        | ◎        |        |
| 高知     |          |          |            | △        | △        |        |
| 岡山     | ○        | ○        | ○          | ○        | ○        |        |
| 秋田     | ○        | ○        | ○          | ○        | ○’       |        |
| 青森     | ○        | ○        | ○          | ○        | ○        |        |
| 徳島     |          |          |            | △        | △        |        |
| 新潟     | ○        | ○        | ○          | ○        | ○        |        |
| 旭川     | ○        | ○        | ○          | ○        | ○        |        |
| 出雲     |          |          |            | △        | △        |        |
| 山口宇部 |          |          |            | △        | △        |        |
| 小牧     |          |          |            | ○        | △        |        |
| 釧路     |          |          |            | △        | △        |        |
| 茨城     | ○        | ○        | ○          | ○        | ○        |        |
| 佐賀     | ○        | ○        | ○          | △        | △        |        |
| 静岡     | ○        | ○        | ○          | ○        | △        |        |
| 帯広     |          |          |            | △        | △        |        |
| 米子     | ○        | ○        | ○          | ○        | ○’       |        |
| 富山     | ○        | ○        | ○          | ○        | ○        |        |
| 花巻     | ○        | ○        |            | △        | △        |        |
| 庄内     |          |          |            | △        | △        |        |
| 鳥取     |          |          |            | △        | △        |        |
| 山形     |          |          |            | △        | △        |        |
| 福島     | ○        | ○        | ○          | ○        | ○        |        |
| 下地島   |          |          |            | △        | △        |        |
| 嘉手納   |          |          |            | ○        |          |        |

## 日本の空港の特徴
狭隘かつ急峻で島嶼の多い国土をもつ日本における空港の特徴として、海外の基幹空港と比較して国土面積当たりの空港数が多いこと、滑走路の本数が少ないこと、また滑走路の長さが短いことが挙げられる。空港内のターミナルビルも数が少ない傾向にある。
日本でよく見られる中規模クラスの空港は市街地からも近いことが多く、利用者にとっての利便性は高いものの、需要の集約が難しく就航路線の採算性が低下しやすい。また、中規模クラスの空港が乱立したために投資が分散し、仁川国際空港やチャンギ国際空港のようなハブ空港と言えるクラスの大規模な空港を建設することが出来ていない。
また、日本の空港の着陸料は世界で比較的高い水準にあるが、利用料の多くを直接負担するのは航空会社である。一方、欧米の空港は乗客が支払う施設利用料が高額に設定されており、空港利用料の大半を旅客が直接負担する。
国内線に関しては、東京の都市圏からのアクセスが良好な東京国際空港（羽田空港）、及び大阪の都市圏から最も近い大阪国際空港（伊丹空港）を拠点に全国各地へ路線網が張り巡らされている。全国各地の地方空港ではこの二つの空港の片方、若しくは両方との路線があることが多い。ただし羽田・伊丹は日本航空・全日本空輸のような旧来から存在するフルサービスキャリア（FSC）がメインであり、新興の格安航空会社（LCC）は前者の二空港よりややアクセスの悪い成田国際空港・関西国際空港を主に使用する。一方、門限が設けられている成田・伊丹・福岡などでは特に顕著だが空港周辺における騒音問題があるほか、用地確保の難しさもあり、都市部における空港インフラが不足し慢性的な容量不足となっているという課題がある。2019年時点で、成田国際空港、東京国際空港（羽田）、関西国際空港、大阪国際空港（伊丹）、福岡空港の5空港が国土交通省により混雑空港に指定されている。
大都市圏以外の空港では、東北地方、中国・四国地方、九州地方などでは各県に1つ以上の空港が設置されていることが多いが、空港が乱立しているために需要不足に陥る空港も少なくない。
また東京都島嶼部・長崎県・鹿児島県・沖縄県などでは離島空港が多く設置されており、その多くは小型機専用の短い滑走路をもつものである。近年の航空機の大型化に対応できなかったり、搭乗率が低迷したりなどで定期路線が運航出来ていない空港も幾つか存在する。
国際線に関しては、離島空港を除くほとんどの空港に国際線就航の要件となるCIQ（税関、出入国管理、検疫）の設備がある。しかしながら国際線の就航便数の割合は一部の拠点空港に大幅に偏っており、2019年に国土交通省が発表したデータでは、便数基準で国際線定期路線全体の50%弱を東京国際空港（羽田空港）及び成田国際空港が占め、75%以上はこの二空港に関西国際空港と中部国際空港を加えた四空港が占める。この他では新千歳空港、福岡空港、那覇空港において国際線の路線が多く就航しているものの、ここまでに挙げた七空港以外の国際便は全て合計しても日本に就航する国際線定期便全体の5%程度のみである。
羽田・成田・関空・中部の四空港以外での国際線は東アジア地域（台湾・韓国・中国・香港等）との近距離路線が主であり、新千歳・福岡・那覇の三空港では東南アジアやハワイのような中距離路線も就航している。
また日系航空会社が運航する国際線は、その殆どが羽田・成田を発着するものに限られる。
なお、一部の空港では正式な名称とは別に愛称を付与している。各空港の愛称については下記の「日本の空港分類」および「地域一覧」を参照のこと。

## 日本の空港分類
空港名に付記した括弧内の呼称は、通称・愛称などである。

### 拠点空港

#### 会社管理空港
4箇所
- 関東: 成田国際空港（成田空港または成田）
- 中部: 中部国際空港（セントレア）
- 近畿: 関西国際空港（関空またはKIX）[注釈 9] [26]、大阪国際空港（伊丹空港または伊丹）[注釈 9][27][28]

#### 国管理空港
20箇所
- 北海道: 新千歳空港（千歳）[注釈 10]、稚内空港、函館空港、釧路空港（たんちょう釧路空港）
- 東北: 仙台空港（仙台国際空港）[注釈 9]
- 関東: 東京国際空港（羽田空港または羽田）
- 中部: 新潟空港
- 中国: 広島空港
- 四国: 高松空港[注釈 11]、松山空港、高知空港（高知龍馬空港）
- 九州: 福岡空港[注釈 12]、北九州空港、長崎空港、熊本空港（阿蘇くまもと空港）[注釈 13][29]、大分空港、宮崎空港（宮崎ブーゲンビリア空港）、鹿児島空港
- 沖縄: 那覇空港

#### 特定地方管理空港
5箇所
- 北海道: 旭川空港（北海道のまん中・旭川空港）、帯広空港（とかち帯広空港）
- 東北: 秋田空港、山形空港（おいしい山形空港）
- 中国: 山口宇部空港

### 地方管理空港
54箇所
- 北海道: 利尻空港、礼文空港、奥尻空港、中標津空港（根室中標津空港）、女満別空港、紋別空港（オホーツク紋別空港）
- 東北: 青森空港、花巻空港（いわて花巻空港）、大館能代空港（あきた北空港）、庄内空港（おいしい庄内空港）、福島空港
- 伊豆諸島: 大島空港（東京大島かめりあ空港）、新島空港、神津島空港、三宅島空港、八丈島空港
- 中部: 佐渡空港、富山空港（富山きときと空港）、能登空港（のと里山空港）、福井空港、松本空港（信州まつもと空港）、静岡空港（富士山静岡空港）[注釈 12]
- 近畿: 神戸空港（マリンエア）[注釈 11]、南紀白浜空港（熊野白浜リゾート空港）[注釈 12]
- 中国: 鳥取空港（鳥取砂丘コナン空港）、隠岐空港（隠岐世界ジオパーク空港）、出雲空港（出雲縁結び空港）、石見空港（萩・石見空港）、岡山空港（岡山桃太郎空港）
- 九州: 佐賀空港（九州佐賀国際空港）、壱岐空港、対馬空港（対馬やまねこ空港）、小値賀空港、上五島空港、福江空港（五島つばき空港）
- 薩南諸島: 種子島空港（コスモポート種子島）、屋久島空港、奄美空港、喜界空港、徳之島空港（徳之島子宝空港）、沖永良部空港（えらぶゆりの島空港）、与論空港
- 沖縄: 伊江島空港、慶良間空港、粟国空港、久米島空港、北大東空港、南大東空港、宮古空港、下地島空港、多良間空港（かりゆす多良間空港）、石垣空港（南ぬ島石垣空港） 、波照間空港、与那国空港

### その他の空港
7箇所
- 関東: 調布飛行場
- 中部: 名古屋飛行場（名古屋空港、小牧空港、県営名古屋空港）
- 近畿: 八尾空港、但馬飛行場（コウノトリ但馬空港）
- 中国: 岡南飛行場
- 九州: 天草飛行場、大分県央飛行場

### 共用空港
8箇所
- 北海道: 札幌飛行場（丘珠空港）[注釈 14]、千歳飛行場[注釈 15]
- 東北: 三沢飛行場（三沢空港）[注釈 16]
- 関東: 百里飛行場（茨城空港）[注釈 15]
- 中部: 小松飛行場（小松空港）[注釈 15]
- 中国: 美保飛行場（米子空港、米子鬼太郎空港）[注釈 15]、岩国飛行場（岩国錦帯橋空港）[注釈 17]
- 四国: 徳島飛行場（徳島空港、徳島阿波おどり空港）[注釈 18]

### 公共用ヘリポート
13箇所
- 北海道: 豊富ヘリポート
- 東北: 米沢ヘリポート
- 関東: 東京ヘリポート、群馬ヘリポート、高崎ヘリポート、栃木ヘリポート、つくばヘリポート
- 中部: 静岡ヘリポート、津市伊勢湾ヘリポート、若狭ヘリポート
- 近畿: 奈良県ヘリポート
- 中国: 広島ヘリポート
- 九州: 枕崎ヘリポート
  - 奈多ヘリポートは法令上は福岡空港の一部であり、13箇所に含めない。

### 非公共用ヘリポート
- 北海道: 北海道警察ヘリポート
- 東北: 青森県庁ヘリポート、岩手県警察盛岡ヘリポート、宮城県庁ヘリポート、仙台合同庁舎東北地方整備局ヘリポート、福島県警察ヘリポート
- 関東: 茨城県庁ヘリポート、前山下妻ヘリポート、みかもヘリポート、群馬県警察ヘリポート、プラスヘリポート、さいたま広域防災拠点ヘリポート、朝日・川越ヘリポート、千葉市消防局ヘリポート、千葉西総合病院ヘリポート、浦安ヘリポート、アークヒルズヘリポート、警視庁本部屋上ヘリポート、中央合同庁舎第2号館ヘリポート、東京朝日ヘリポート、芝浦ヘリポート、第三管区海上保安本部横浜海上防災基地ヘリポート、神奈川県警察ヘリポート、横浜ヘリポート
- 中部: SBS沼津ヘリポート、SBS静岡ヘリポート、浜松市消防ヘリポート、山梨県警察ヘリポート、山梨県立中央病院ヘリポート、日本航空学園双葉ヘリポート、佐久総合病院佐久医療センターヘリポート、富山県立中央病院ヘリポート、富山市民病院ヘリポート、砺波総合病院ヘリポート、高岡市民病院屋上ヘリポート、石川県警察ヘリポート、白山ヘリポート、福井県立病院ヘリポート、岐阜県総合医療センターヘリポート、大垣市民病院ヘリポート、岐阜県立多治見病院ヘリポート、岐阜県警察ヘリポート、中濃厚生病院ヘリポート、愛知県警察ヘリポート、トヨタ名駅ヘリポート、アルペン丸の内ヘリポート、アイシン安城ヘリポート、三重県警察ヘリポート、三重県立志摩病院ヘリポート、三重県立総合医療センターヘリポート
- 近畿: 滋賀県警察ヘリポート、滋賀県警察本部ヘリポート、大阪航空日野ヘリポート、京都府警察ヘリポート、京都府ヘリポート、京都消防ヘリポート、大阪府警察本部ヘリポート、NHK大阪ヘリポート、大阪ヘリポート、近畿地方整備局ヘリポート、兵庫県庁ヘリポート、兵庫県警察ヘリポート、兵庫県立災害医療センターヘリポート、神戸消防ヘリポート、NTT神戸中央ビルヘリポート、三木防災ヘリポート、明石川崎ヘリポート、和歌山県立医科大学附属病院ヘリポート、島精機ヘリポート、小倉C・Cヘリポート、紀南ヘリポート
- 中国: 島根県立中央病院ヘリポート、岡山県庁ヘリポート、NHK広島ヘリポート、周南ヘリポート
- 四国: 徳島県警察ヘリポート、高知県警察本部ヘリポート、高知医療センターヘリポート、土佐清水ヘリポート
- 九州・沖縄: 西日本ヘリポート、NHK福岡ヘリポート、福岡県済生会福岡総合病院ヘリポート、福岡和白病院ヘリポート、九州大学病院ヘリポート、福岡市立こども病院ヘリポート、久留米大学ヘリポート、聖マリア病院ヘリポート、佐賀大学医学部附属病院ヘリポート、長崎医療センターヘリポート、宮崎病院ヘリポート、熊本県警察ヘリポート、済生会熊本病院ヘリポート、大分県庁ヘリポート、米盛病院ヘリポート、沖縄県警察ヘリポート

### 非公共用飛行場
- 北海道: 鹿部飛行場
- 関東: ホンダエアポート、竜ヶ崎飛行場
- 九州: 薩摩硫黄島飛行場

## 地域一覧

### 北海道地方
※現在日本の実効支配下にない北方領土に存在する空港は除外する。
- 新千歳空港〔千歳市、苫小牧市〕
- 札幌飛行場（丘珠空港）〔札幌市東区〕
- 稚内空港〔稚内市〕
- 利尻空港〔利尻郡利尻富士町〕
- 礼文空港〔礼文郡礼文町〕※供用休止中
- 釧路空港（たんちょう釧路空港）〔釧路市〕
- 中標津空港（根室中標津空港）〔標津郡中標津町〕
- 女満別空港〔網走郡大空町〕
- 紋別空港（オホーツク紋別空港）〔紋別市〕
- 旭川空港（北海道のまん中・旭川空港）〔上川郡東神楽町・旭川市〕
- 帯広空港（とかち帯広空港）〔帯広市〕
- 函館空港〔函館市〕
- 奥尻空港〔奥尻郡奥尻町〕

新千歳と丘珠の両空港（飛行場）は、特定の航空会社によりマルチエアポートとして対応がなされている。

### 東北地方
- 青森空港〔青森県青森市〕
- 三沢飛行場（三沢空港）〔青森県三沢市〕
- 花巻空港（いわて花巻空港）〔岩手県花巻市〕
- 仙台空港（仙台国際空港）〔宮城県名取市・岩沼市〕
- 秋田空港〔秋田県秋田市〕
- 大館能代空港（あきた北空港）〔秋田県北秋田市〕
- 山形空港（おいしい山形空港）〔山形県東根市〕
- 庄内空港（おいしい庄内空港）〔山形県酒田市・鶴岡市〕
- 福島空港〔福島県石川郡玉川村・須賀川市〕

### 関東地方
- 東京国際空港（羽田空港）〔東京都大田区〕
- 成田国際空港（成田空港）〔千葉県成田市・山武郡芝山町・香取郡多古町〕
- 百里飛行場（茨城空港）〔茨城県小美玉市〕
- 調布飛行場〔東京都調布市・三鷹市・府中市〕
- 大島空港（東京大島かめりあ空港）〔東京都大島町〕
- 新島空港〔東京都新島村〕
- 神津島空港〔東京都神津島村〕
- 三宅島空港〔東京都三宅村〕
- 八丈島空港〔東京都八丈町〕

羽田と成田の両空港は、国際航空運送協会 (IATA) 公認のマルチエアポートとして対応がなされている。

### 中部地方
- 新潟空港〔新潟県新潟市東区〕
- 佐渡空港〔新潟県佐渡市〕※定期便は設定されていない。
- 富山空港（富山きときと空港）〔富山県富山市〕
- 小松飛行場（小松空港）〔石川県小松市〕
- 能登空港（のと里山空港）〔石川県輪島市・鳳珠郡穴水町・鳳珠郡能登町〕
- 福井空港〔福井県坂井市〕 ※定期便は設定されていない。
- 松本空港（信州まつもと空港）〔長野県松本市・塩尻市〕
- 静岡空港（富士山静岡空港）〔静岡県島田市・牧之原市〕
- 中部国際空港（セントレア）〔愛知県常滑市〕
- 名古屋飛行場（名古屋空港、小牧空港、県営名古屋空港）〔愛知県西春日井郡豊山町・小牧市・春日井市・名古屋市北区〕

中部と小牧の両空港（飛行場）は IATA 公認のマルチエアポートとして対応がなされている。
このほか2009年4月1日から2016年3月31日まで特定の航空会社により富山・小松・能登の3空港をマルチエアポートとして扱っていた。

### 近畿地方
- 大阪国際空港（伊丹空港）〔兵庫県伊丹市・大阪府池田市・豊中市〕
- 関西国際空港（関西空港、関空）〔大阪府泉佐野市・泉南郡田尻町・泉南市〕
- 神戸空港（マリンエア）〔兵庫県神戸市中央区〕
- 但馬飛行場（コウノトリ但馬空港）〔兵庫県豊岡市〕
- 南紀白浜空港（熊野白浜リゾート空港）〔和歌山県西牟婁郡白浜町〕
- 八尾空港〔大阪府八尾市〕※定期便は設定されていない。

伊丹・関西・神戸の関西三空港は、IATA 公認のマルチエアポートとして対応がなされている。

### 中国地方
- 鳥取空港（鳥取砂丘コナン空港）〔鳥取県鳥取市〕
- 美保飛行場（米子空港、米子鬼太郎空港）〔鳥取県境港市〕
- 出雲空港（出雲縁結び空港）〔島根県出雲市〕
- 石見空港（萩・石見空港）〔島根県益田市〕
- 隠岐空港（隠岐世界ジオパーク空港）〔島根県隠岐郡隠岐の島町〕
- 岡山空港（岡山桃太郎空港）〔岡山県岡山市北区〕
- 岡南飛行場〔岡山県岡山市南区〕※定期便は設定されていない。
- 広島空港〔広島県三原市〕
- 岩国飛行場（岩国錦帯橋空港）〔山口県岩国市〕
- 山口宇部空港〔山口県宇部市〕

広島と岩国の両空港（飛行場）は特定の航空会社によりマルチエアポートとして対応がなされている。

### 四国地方
- 徳島飛行場（徳島空港、徳島阿波おどり空港）〔徳島県板野郡松茂町〕
- 高松空港〔香川県高松市〕
- 松山空港〔愛媛県松山市〕
- 高知空港（高知龍馬空港）〔高知県南国市〕

### 九州地方
- 福岡空港〔福岡県福岡市博多区〕
- 北九州空港〔福岡県北九州市小倉南区・京都郡苅田町〕
- 佐賀空港（九州佐賀国際空港）〔佐賀県佐賀市〕
- 長崎空港〔長崎県大村市〕
- 壱岐空港〔長崎県壱岐市〕
- 対馬空港（対馬やまねこ空港）〔長崎県対馬市〕
- 小値賀空港〔長崎県北松浦郡小値賀町〕 ※定期便は設定されていない。
- 上五島空港〔長崎県南松浦郡新上五島町〕 ※定期便は設定されていない。
- 福江空港（五島つばき空港）〔長崎県五島市〕
- 熊本空港（阿蘇くまもと空港）〔熊本県菊池郡菊陽町・上益城郡益城町〕
- 天草飛行場（天草空港）〔熊本県天草市〕
- 大分空港〔大分県国東市〕
- 大分県央飛行場（大分県央空港）〔大分県豊後大野市〕 ※定期便は設定されていない。
- 宮崎空港（宮崎ブーゲンビリア空港）〔宮崎県宮崎市〕
- 鹿児島空港〔鹿児島県霧島市〕
- 薩摩硫黄島飛行場〔鹿児島県鹿児島郡三島村〕
- 種子島空港（コスモポート種子島）〔鹿児島県熊毛郡中種子町〕
- 屋久島空港〔鹿児島県熊毛郡屋久島町〕
- 諏訪之瀬島飛行場〔鹿児島県鹿児島郡十島村〕
- 奄美空港〔鹿児島県奄美市〕
- 喜界空港〔鹿児島県大島郡喜界町〕
- 徳之島空港（徳之島子宝空港）〔鹿児島県大島郡天城町〕
- 沖永良部空港（えらぶゆりの島空港）〔鹿児島県大島郡和泊町〕
- 与論空港〔鹿児島県大島郡与論町〕

福岡・北九州・佐賀の3空港は特定の航空各社によりマルチエアポートとして対応がなされている。

### 沖縄地方
- 那覇空港〔那覇市〕
- 伊江島空港〔国頭郡伊江村〕 ※定期便は設定されていない。
- 慶良間空港〔島尻郡座間味村〕 ※定期便は設定されていない。
- 粟国空港〔島尻郡粟国村〕　※予約成立に限り週3便運航。
- 久米島空港〔島尻郡久米島町〕
- 北大東空港〔島尻郡北大東村〕
- 南大東空港〔島尻郡南大東村〕
- 宮古空港〔宮古島市〕
- 下地島空港〔宮古島市〕
- 多良間空港（かりゆす多良間空港）〔宮古郡多良間村〕
- 石垣空港（南ぬ島石垣空港）〔石垣市〕
- 波照間空港〔八重山郡竹富町〕 ※予約成立に限り週3便運航。
- 与那国空港〔八重山郡与那国町〕

### 自衛隊・在日米軍などの飛行場
自衛隊・在日米軍が使用する、いわゆる軍用飛行場（三沢飛行場などの軍民共用の飛行場も含む）
空港名に付記した括弧内の呼称は使用者による呼称（基地名）を示す。また、括弧内の使用者略称は以下の凡例をもって示す。
- 凡例 : 空自 - 航空自衛隊、海自 - 海上自衛隊、陸自 - 陸上自衛隊、海保 - 海上保安庁（自衛隊共用のみ）、米空 - アメリカ空軍、米海 - アメリカ海軍、米海兵 - アメリカ海兵隊、米陸 - アメリカ陸軍

#### 北海道・東北
- 計根別飛行場（西春別空港）〔北海道別海町・中標津町〕

※航空自衛隊の代替滑走路として管理され、航空機等の配備はない。一部は別海フライトパークとして再利用される。
- 十勝飛行場〔北海道帯広市〕
  - 帯広駐屯地（陸自）
- 旭川飛行場〔北海道旭川市〕
  - 旭川駐屯地（陸自）
- 札幌飛行場〔北海道札幌市東区〕
  - 丘珠駐屯地（陸自）
  - 丘珠空港（民間）
- 千歳飛行場〔北海道千歳市〕
  - 千歳基地（空自）
  - 千歳航空基地（海保）
  - 千歳空港（民間） ※通常は、民間は未使用。隣接の新千歳空港と誘導路で接続しているほか管制等は一体で行われている。
- 八雲飛行場〔北海道二海郡八雲町〕
  - 八雲分屯基地（空自） ※代替滑走路として管理され、航空機等の配備はない。
- 大湊飛行場〔青森県むつ市〕
  - 大湊航空基地（海自）
- 三沢飛行場〔青森県三沢市〕
  - 三沢基地（米空・空自）
  - 三沢空港（民間）
- 八戸飛行場〔青森県八戸市〕
  - 八戸航空基地（海自）
- 八戸駐屯地飛行場〔青森県八戸市〕
  - 八戸駐屯地（陸自） ※八戸航空基地・八戸飛行場と隣接するが、独自の滑走路を持つ。
- 松島飛行場〔宮城県東松島市〕
  - 松島基地（空自）
- 霞目飛行場〔宮城県仙台市若林区〕
  - 霞目駐屯地（陸自）

#### 関東
- 百里飛行場〔茨城県小美玉市〕
  - 百里基地（空自）
  - 茨城空港（民間）
- 霞ヶ浦飛行場〔茨城県土浦市〕
  - 霞ヶ浦駐屯地（陸自）
- 宇都宮飛行場〔栃木県宇都宮市〕
  - 北宇都宮駐屯地（陸自）
- 相馬原飛行場〔群馬県北群馬郡榛東村〕
  - 相馬原駐屯地（陸自）
- 入間飛行場〔埼玉県狭山市・入間市〕
  - 入間基地（空自）
- 横田飛行場〔東京都福生市、西多摩郡瑞穂町 ほか〕
  - 横田基地（米空・空自）

※航空自衛隊航空総隊司令部の他、在日米軍司令部、第5空軍司令部、国連軍（朝鮮戦争）後方司令部、日米共同統合作戦調整センターなどが置かれている。
- 立川飛行場〔東京都立川市〕
  - 立川駐屯地（陸自） ※警視庁・海上保安庁・東京消防庁と共同の立川広域防災基地が置かれている。
- 硫黄島飛行場〔東京都小笠原村硫黄島〕
  - 硫黄島航空基地（海自）
  - 硫黄島分屯基地（空自）
- 南鳥島航空基地飛行場〔東京都小笠原村南鳥島〕
  - 南鳥島航空基地（海自）
- キャスナー飛行場〔神奈川県座間市、相模原市南区〕
  - キャンプ座間（米陸）
- 厚木海軍飛行場〔神奈川県綾瀬市、大和市〕
  - 厚木航空施設（米海）
  - 厚木航空基地（海自）
- 下総飛行場〔千葉県柏市・鎌ケ谷市〕
  - 下総航空基地（海自）
- 木更津飛行場〔千葉県木更津市〕
  - 木更津駐屯地（陸自）
- 館山飛行場〔千葉県館山市〕
  - 館山航空基地（海自）

#### 中部・北陸
- 静浜飛行場〔静岡県焼津市〕
  - 静浜基地（空自）
- 浜松飛行場〔静岡県浜松市〕
  - 浜松基地（空自）
- 名古屋飛行場〔愛知県小牧市〕
  - 小牧基地（空自）
  - 県営名古屋空港（小牧空港）（民間）
- 岐阜飛行場〔岐阜県各務原市〕
  - 岐阜基地（空自）
- 明野飛行場〔三重県伊勢市〕
  - 明野駐屯地（陸自）
- 小松飛行場〔石川県小松市〕
  - 小松基地（空自）
  - 小松空港（民間）

#### 近畿・中国・四国
- 舞鶴飛行場〔京都府舞鶴市〕
  - 舞鶴航空基地（海自）
- 美保飛行場〔鳥取県境港市〕
  - 美保基地（空自）
  - 美保分屯地（陸自）
  - 美保航空基地（海保）
  - 米子鬼太郎空港（民間）
- 岩国飛行場〔山口県岩国市〕
  - 岩国飛行場（米海兵・米海） ※第7艦隊空母艦載機が所属している（第5空母航空団）。
  - 岩国航空基地（海自）
  - 岩国錦帯橋空港（民間）
- 防府飛行場〔山口県防府市〕
  - 防府北基地（空自）
  - 防府分屯地（陸自）
- 小月飛行場〔山口県下関市〕
  - 小月航空基地（海自）
- 小松島飛行場〔徳島県小松島市〕
  - 小松島航空基地（海自）
- 徳島飛行場〔徳島県板野郡松茂町〕
  - 徳島航空基地（海自）
  - 北徳島分屯地（陸自）
  - 徳島阿波おどり空港（民間）

#### 九州・沖縄
- 築城飛行場〔福岡県築上郡築上町〕
  - 築城基地（空自）
- 芦屋飛行場〔福岡県遠賀郡芦屋町〕
  - 芦屋基地（空自）
- 目達原飛行場〔佐賀県神埼郡吉野ヶ里町〕
  - 目達原駐屯地（陸自）
- 大村飛行場（旧長崎空港A滑走路地区）〔長崎県大村市〕
  - 大村航空基地（海自）
- 新田原飛行場〔宮崎県児湯郡新富町〕
  - 新田原基地（空自）
- 鹿屋飛行場〔鹿児島県鹿屋市〕
  - 鹿屋航空基地（海自）
- 嘉手納飛行場〔沖縄県中頭郡嘉手納町、沖縄市 ほか〕
  - 嘉手納基地（米空）
- 普天間飛行場〔沖縄県宜野湾市〕
  - 普天間飛行場（米海兵）

### 空港・飛行場一覧
| 呼称                  | 市区町村                                                    | 都道府県      | ICAO | IATA | 種別                   | 注記/就航 | 緯度・経度                                                          |
| --------------------- | ----------------------------------------------------------- | ------------- | ---- | ---- | ---------------------- | --- | ------------------------------------------------------------------- |
| 成田国際空港          | 成田市・山武郡芝山町・香取郡多古町                          | 千葉県        | RJAA | NRT  | 会社管理空港           | 拠点空港 | 北緯35度45分53秒 東経140度23分11秒 / 北緯35.76472度 東経140.38639度 |
| 関西国際空港          | 泉佐野市・泉南郡田尻町・泉南市                              | 大阪府        | RJBB | KIX  | 会社管理空港           | 拠点空港 | 北緯34度26分03秒 東経135度13分58秒 / 北緯34.43417度 東経135.23278度 |
| 大阪国際空港          | 伊丹市 池田市・豊中市                                       | 兵庫県 大阪府 | RJOO | ITM  | 会社管理空港           | 拠点空港 | 北緯34度47分04秒 東経135度26分21秒 / 北緯34.78444度 東経135.43917度 |
| 中部国際空港          | 常滑市                                                      | 愛知県        | RJGG | NGO  | 会社管理空港           | 拠点空港 | 北緯34度51分30秒 東経136度48分19秒 / 北緯34.85833度 東経136.80528度 |
| 東京国際空港          | 大田区                                                      | 東京都        | RJTT | HND  | 国管理空港             | 拠点空港 | 北緯35度33分12秒 東経139度46分52秒 / 北緯35.55333度 東経139.78111度 |
| 秋田空港              | 秋田市                                                      | 秋田県        | RJSK | AXT  | 特定地方管理空港       | 拠点空港 | 北緯39度36分56秒 東経140度13分07秒 / 北緯39.61556度 東経140.21861度 |
| 旭川空港              | 上川郡東神楽町・旭川市                                      | 北海道        | RJEC | AKJ  | 特定地方管理空港       | 拠点空港 | 北緯43度40分15秒 東経142度26分51秒 / 北緯43.67083度 東経142.44750度 |
| 新千歳空港            | 千歳市・苫小牧市                                            | 北海道        | RJCC | CTS  | 国管理空港             | 拠点空港 | 北緯42度46分31秒 東経141度41分33秒 / 北緯42.77528度 東経141.69250度 |
| 福岡空港              | 福岡市博多区                                                | 福岡県        | RJFF | FUK  | 国管理空港             | 拠点空港 | 北緯33度35分04秒 東経130度27分06秒 / 北緯33.58444度 東経130.45167度 |
| 函館空港              | 函館市                                                      | 北海道        | RJCH | HKD  | 国管理空港             | 拠点空港 | 北緯41度46分12秒 東経140度49分19秒 / 北緯41.77000度 東経140.82194度 |
| 山形空港              | 東根市                                                      | 山形県        | RJSC | GAJ  | 特定地方管理空港       | 拠点空港 | 北緯38度24分43秒 東経140度22分16秒 / 北緯38.41194度 東経140.37111度 |
| 鹿児島空港            | 霧島市                                                      | 鹿児島県      | RJFK | KOJ  | 国管理空港             | 拠点空港 | 北緯31度48分12秒 東経130度43分01秒 / 北緯31.80333度 東経130.71694度 |
| 北九州空港            | 北九州市小倉南区・京都郡苅田町                              | 福岡県        | RJFR | KKJ  | 国管理空港             | 拠点空港 | 北緯33度50分44秒 東経131度02分06秒 / 北緯33.84556度 東経131.03500度 |
| 大分空港              | 国東市                                                      | 大分県        | RJFO | OIT  | 国管理空港             | 拠点空港 | 北緯33度28分46秒 東経131度44分14秒 / 北緯33.47944度 東経131.73722度 |
| 釧路空港              | 釧路市                                                      | 北海道        | RJCK | KUH  | 国管理空港             | 拠点空港 | 北緯43度02分27秒 東経144度11分35秒 / 北緯43.04083度 東経144.19306度 |
| 熊本空港              | 菊池郡菊陽町・上益城郡益城町                                | 熊本県        | RJFT | KMJ  | 国管理空港             | 拠点空港 | 北緯32度50分14秒 東経130度51分19秒 / 北緯32.83722度 東経130.85528度 |
| 松山空港              | 松山市                                                      | 愛媛県        | RJOM | MYJ  | 国管理空港             | 拠点空港 | 北緯33度49分38秒 東経132度41分59秒 / 北緯33.82722度 東経132.69972度 |
| 広島空港              | 三原市                                                      | 広島県        | RJOA | HIJ  | 国管理空港             | 拠点空港 | 北緯34度26分10秒 東経132度55分10秒 / 北緯34.43611度 東経132.91944度 |
| 宮崎空港              | 宮崎市                                                      | 宮崎県        | RJFM | KMI  | 国管理空港             | 拠点空港 | 北緯31度52分38秒 東経131度26分55秒 / 北緯31.87722度 東経131.44861度 |
| 那覇空港 那覇基地     | 那覇市                                                      | 沖縄県        | ROAH | OKA  | 国管理空港             | 拠点空港 | 北緯26度11分45秒 東経127度38分45秒 / 北緯26.19583度 東経127.64583度 |
| 高知空港              | 南国市                                                      | 高知県        | RJOK | KCZ  | 国管理空港             | 拠点空港 | 北緯33度32分46秒 東経133度40分10秒 / 北緯33.54611度 東経133.66944度 |
| 仙台空港              | 名取市・岩沼市                                              | 宮城県        | RJSS | SDJ  | 国管理空港             | 拠点空港 | 北緯38度08分23秒 東経140度55分01秒 / 北緯38.13972度 東経140.91694度 |
| 新潟空港              | 新潟市東区                                                  | 新潟県        | RJSN | KIJ  | 国管理空港             | 拠点空港 | 北緯37度57分21秒 東経139度06分42秒 / 北緯37.95583度 東経139.11167度 |
| 帯広空港              | 帯広市                                                      | 北海道        | RJCB | OBO  | 特定地方管理空港       | 拠点空港 | 北緯42度44分00秒 東経143度13分02秒 / 北緯42.73333度 東経143.21722度 |
| 長崎空港              | 大村市                                                      | 長崎県        | RJFU | NGS  | 国管理空港             | 拠点空港 | 北緯32度55分01秒 東経129度54分49秒 / 北緯32.91694度 東経129.91361度 |
| 高松空港              | 高松市                                                      | 香川県        | RJOT | TAK  | 国管理空港             | 拠点空港 | 北緯34度12分51秒 東経134度00分56秒 / 北緯34.21417度 東経134.01556度 |
| 山口宇部空港          | 宇部市                                                      | 山口県        | RJDC | UBJ  | 特定地方管理空港       | 拠点空港 | 北緯33度55分48秒 東経131度16分43秒 / 北緯33.93000度 東経131.27861度 |
| 稚内空港              | 稚内市                                                      | 北海道        | RJCW | WKJ  | 国管理空港             | 拠点空港 | 北緯45度24分15秒 東経141度48分03秒 / 北緯45.40417度 東経141.80083度 |
| 八尾空港              | 八尾市                                                      | 大阪府        | RJOY |      | その他の空港           | 軽飛行機専用 | 北緯34度35分48秒 東経135度36分02秒 / 北緯34.59667度 東経135.60056度 |
| 粟国空港              | 島尻郡粟国村                                                | 沖縄県        | RORA | AGJ  | 地方管理空港           | 2021年7月以降、第一航空により、週3便チャーター方式にて運航                                                                             | 北緯26度35分34秒 東経127度14分25秒 / 北緯26.59278度 東経127.24028度 |
| 奄美空港              | 奄美市                                                      | 鹿児島県      | RJKA | ASJ  | 地方管理空港           | 日本航空 、日本エアコミューター、琉球エアーコミューター、Peach Aviation 、スカイマーク                                                 | 北緯28度25分51秒 東経129度42分45秒 / 北緯28.43083度 東経129.71250度 |
| 青森空港              | 青森市                                                      | 青森県        | RJSA | AOJ  | 地方管理空港           | 日本航空、全日本空輸、フジドリームエアラインズ、大韓航空、エバー航空                                                                   | 北緯40度44分00秒 東経140度41分19秒 / 北緯40.73333度 東経140.68861度 |
| 福江空港              | 五島市                                                      | 長崎県        | RJFE | FUJ  | 地方管理空港           | 全日本空輸、オリエンタルエアブリッジ                                                                                                   | 北緯32度39分58秒 東経128度49分58秒 / 北緯32.66611度 東経128.83278度 |
| 八丈島空港            | 八丈町                                                      | 東京都        | RJTH | HAC  | 地方管理空港           | 全日本空輸、東邦航空(ヘリ) | 北緯33度06分54秒 東経139度47分09秒 / 北緯33.11500度 東経139.78583度 |
| 花巻空港              | 花巻市                                                      | 岩手県        | RJSI | HNA  | 地方管理空港           | 日本航空、フジドリームエアラインズ、タイガーエア台湾、中国東方航空                                                                     | 北緯39度25分43秒 東経141度08分07秒 / 北緯39.42861度 東経141.13528度 |
| 福井空港              | 坂井市                                                      | 福井県        | RJNF | FKJ  | 地方管理空港           | 定期便は運航されていない | 北緯36度08分34秒 東経136度13分26秒 / 北緯36.14278度 東経136.22389度 |
| 出雲空港              | 出雲市                                                      | 島根県        | RJOC | IZO  | 地方管理空港           | 日本航空、日本エアコミューター、フジドリームエアラインズ                                                                               | 北緯35度24分49秒 東経132度53分24秒 / 北緯35.41361度 東経132.89000度 |
| 伊江島空港            | 国頭郡伊江村                                                | 沖縄県        | RORE | IEJ  | 地方管理空港           | 定期便は運航されていない | 北緯26度43分21秒 東経127度47分13秒 / 北緯26.72250度 東経127.78694度 |
| 壱岐空港              | 壱岐市                                                      | 長崎県        | RJDB | IKI  | 地方管理空港           | オリエンタルエアブリッジ | 北緯33度44分57秒 東経129度47分09秒 / 北緯33.74917度 東経129.78583度 |
| 石垣空港              | 石垣市                                                      | 沖縄県        | ROIG | ISG  | 地方管理空港           | 日本トランスオーシャン航空、琉球エアーコミューター、全日本空輸、ソラシドエア、Peach Aviation、チャイナエアライン、香港エクスプレス航空 | 北緯24度23分47秒 東経124度14分42秒 / 北緯24.39639度 東経124.24500度 |
| 大島空港              | 大島町                                                      | 東京都        | RJTO | OIM  | 地方管理空港           | 新中央航空、東邦航空(ヘリ) | 北緯34度46分55秒 東経139度21分37秒 / 北緯34.78194度 東経139.36028度 |
| 佐賀空港              | 佐賀市                                                      | 佐賀県        | RJFS | HSG  | 地方管理空港           | 全日本空輸、春秋航空日本、春秋航空、タイガーエア台湾                                                                                   | 北緯33度08分59秒 東経130度18分08秒 / 北緯33.14972度 東経130.30222度 |
| 喜界空港              | 大島郡喜界町                                                | 鹿児島県      | RJKI | KKX  | 地方管理空港           | 日本エアコミューター | 北緯28度19分17秒 東経129度55分41秒 / 北緯28.32139度 東経129.92806度 |
| 大館能代空港          | 北秋田市                                                    | 秋田県        | RJSR | ONJ  | 地方管理空港           | 全日本空輸 | 北緯40度11分31秒 東経140度22分18秒 / 北緯40.19194度 東経140.37167度 |
| 北大東空港            | 島尻郡北大東村                                              | 沖縄県        | RORK | KTD  | 地方管理空港           | 琉球エアーコミューター | 北緯25度56分41秒 東経131度19分37秒 / 北緯25.94472度 東経131.32694度 |
| 神戸空港              | 神戸市中央区                                                | 兵庫県        | RJBE | UKB  | 地方管理空港           | スカイマーク、全日本空輸、AIRDO、ソラシドエア、フジドリームエアラインズ                                                                | 北緯34度37分58秒 東経135度13分26秒 / 北緯34.63278度 東経135.22389度 |
| 神津島空港            | 神津島村                                                    | 東京都        | RJAZ |      | 地方管理空港           | 新中央航空 | 北緯34度11分22秒 東経139度08分01秒 / 北緯34.18944度 東経139.13361度 |
| 久米島空港            | 島尻郡久米島町                                              | 沖縄県        | ROKJ | UEO  | 地方管理空港           | 日本トランスオーシャン航空、琉球エアーコミューター                                                                                     | 北緯26度21分49秒 東経126度42分50秒 / 北緯26.36361度 東経126.71389度 |
| 静岡空港              | 島田市・牧之原市                                            | 静岡県        | RJNS | FSZ  | 地方管理空港           | フジドリームエアラインズ、全日本空輸                                                                                                   | 北緯34度47分46秒 東経138度11分22秒 / 北緯34.79611度 東経138.18944度 |
| 石見空港              | 益田市                                                      | 島根県        | RJOW | IWJ  | 地方管理空港           | 全日本空輸 | 北緯34度40分35秒 東経131度47分25秒 / 北緯34.67639度 東経131.79028度 |
| 松本空港              | 松本市・塩尻市                                              | 長野県        | RJAF | MMJ  | 地方管理空港           | フジドリームエアラインズ、ジェイエア                                                                                                   | 北緯36度10分00秒 東経137度55分22秒 / 北緯36.16667度 東経137.92278度 |
| 女満別空港            | 網走郡大空町                                                | 北海道        | RJCM | MMB  | 地方管理空港           | 日本航空、全日本空輸、AIRDO | 北緯43度52分50秒 東経144度09分51秒 / 北緯43.88056度 東経144.16417度 |
| 南大東空港            | 島尻郡南大東村                                              | 沖縄県        | ROMD | MMD  | 地方管理空港           | 琉球エアーコミューター | 北緯25度50分48秒 東経131度15分49秒 / 北緯25.84667度 東経131.26361度 |
| 下地島空港            | 宮古島市                                                    | 沖縄県        | RORS | SHI  | 地方管理空港           | ジェットスター・ジャパン、香港エクスプレス航空                                                                                         | 北緯24度49分36秒 東経125度08分41秒 / 北緯24.82667度 東経125.14472度 |
| 宮古空港              | 宮古島市                                                    | 沖縄県        | ROMY | MMY  | 地方管理空港           | 日本トランスオーシャン航空、琉球エアーコミューター、全日本空輸                                                                         | 北緯24度46分58秒 東経125度17分42秒 / 北緯24.78278度 東経125.29500度 |
| 三宅島空港            | 三宅村                                                      | 東京都        | RJTQ | MYE  | 地方管理空港           | 新中央航空 | 北緯34度04分25秒 東経139度33分37秒 / 北緯34.07361度 東経139.56028度 |
| 紋別空港              | 紋別市                                                      | 北海道        | RJEB | MBE  | 地方管理空港           | 全日本空輸 | 北緯44度18分15秒 東経143度24分15秒 / 北緯44.30417度 東経143.40417度 |
| 中標津空港            | 標津郡中標津町                                              | 北海道        | RJCN | SHB  | 地方管理空港           | 全日本空輸 | 北緯43度34分39秒 東経144度57分36秒 / 北緯43.57750度 東経144.96000度 |
| 新島空港              | 新島村                                                      | 東京都        | RJAN |      | 地方管理空港           | 新中央航空 | 北緯34度22分01秒 東経139度16分07秒 / 北緯34.36694度 東経139.26861度 |
| 小値賀空港            | 北松浦郡小値賀町                                            | 長崎県        | RJDO |      | 地方管理空港           | 2006年3月で、オリエンタルエアブリッジが全便休止とし、以降定期便就航無し                                                                | 北緯33度11分27秒 東経129度05分25秒 / 北緯33.19083度 東経129.09028度 |
| 岡山空港              | 岡山市北区                                                  | 岡山県        | RJOB | OKJ  | 地方管理空港           | 日本航空、日本トランスオーシャン航空、全日本空輸、大韓航空、中国東方航空、タイガーエア台湾、香港航空                                   | 北緯34度45分25秒 東経133度51分19秒 / 北緯34.75694度 東経133.85528度 |
| 隠岐空港              | 隠岐郡隠岐の島町                                            | 島根県        | RJNO | OKI  | 地方管理空港           | 日本エアコミューター、ジェイエア | 北緯36度10分42秒 東経133度19分24秒 / 北緯36.17833度 東経133.32333度 |
| 奥尻空港              | 奥尻郡奥尻町                                                | 北海道        | RJEO | OIR  | 地方管理空港           | 北海道エアシステム | 北緯42度04分18秒 東経139度25分58秒 / 北緯42.07167度 東経139.43278度 |
| 礼文空港              | 礼文郡礼文町                                                | 北海道        | RJCR | RBJ  | 地方管理空港           | 2014年12月15日より2021年3月31日までの予定で供用休止中                                                                                  | 北緯45度27分18秒 東経141度02分21秒 / 北緯45.45500度 東経141.03917度 |
| 利尻空港              | 利尻郡利尻富士町                                            | 北海道        | RJER | RIS  | 地方管理空港           | 北海道エアシステム、ANAウイングス | 北緯45度14分31秒 東経141度11分15秒 / 北緯45.24194度 東経141.18750度 |
| 佐渡空港              | 佐渡市                                                      | 新潟県        | RJSD | SDS  | 地方管理空港           | 2014年3月より新日本航空が無期限運休とし、以降定期便就航無し                                                                            | 北緯38度03分40秒 東経138度24分51秒 / 北緯38.06111度 東経138.41417度 |
| 庄内空港              | 酒田市・鶴岡市                                              | 山形県        | RJSY | SYO  | 地方管理空港           | 全日本空輸、ジェットスター・ジャパン                                                                                                   | 北緯38度48分44秒 東経139度47分14秒 / 北緯38.81222度 東経139.78722度 |
| 上五島空港            | 南松浦郡新上五島町                                          | 長崎県        | RJDK |      | 地方管理空港           | 2006年3月で、オリエンタルエアブリッジが全便休止とし、以降定期便就航無し                                                                | 北緯33度00分49秒 東経129度11分33秒 / 北緯33.01361度 東経129.19250度 |
| 南紀白浜空港          | 西牟婁郡白浜町                                              | 和歌山県      | RJBD | SHM  | 地方管理空港           | ジェイエア | 北緯33度39分44秒 東経135度21分52秒 / 北緯33.66222度 東経135.36444度 |
| 波照間空港            | 八重山郡竹富町                                              | 沖縄県        | RORH | HTR  | 地方管理空港           | 第一航空（特別チャーター便、隔日運航）                                                                                                 | 北緯24度03分30秒 東経123度48分14秒 / 北緯24.05833度 東経123.80389度 |
| 福島空港              | 石川郡玉川村・須賀川市                                      | 福島県        | RJSF | FKS  | 地方管理空港           | 全日本空輸、IBEXエアラインズ | 北緯37度13分39秒 東経140度25分41秒 / 北緯37.22750度 東経140.42806度 |
| 種子島空港            | 熊毛郡中種子町                                              | 鹿児島県      | RJFG | TNE  | 地方管理空港           | 日本エアコミューター、ジェイエア | 北緯30度36分18秒 東経130度59分30秒 / 北緯30.60500度 東経130.99167度 |
| 多良間空港            | 宮古郡多良間村                                              | 沖縄県        | RORT | TRA  | 地方管理空港           | 琉球エアーコミューター | 北緯24度39分14秒 東経124度40分31秒 / 北緯24.65389度 東経124.67528度 |
| 徳之島空港            | 大島郡天城町                                                | 鹿児島県      | RJKN | TKN  | 地方管理空港           | 日本エアコミューター、ジェイエア | 北緯27度50分11秒 東経128度52分53秒 / 北緯27.83639度 東経128.88139度 |
| 鳥取空港              | 鳥取市                                                      | 鳥取県        | RJOR | TTJ  | 地方管理空港           | 全日本空輸、コリアエクスプレスエア | 北緯35度31分48秒 東経134度09分45秒 / 北緯35.53000度 東経134.16250度 |
| 富山空港              | 富山市                                                      | 富山県        | RJNT | TOY  | 地方管理空港           | 全日本空輸、上海航空、中国南方航空、チャイナエアライン                                                                                 | 北緯36度38分54秒 東経137度11分15秒 / 北緯36.64833度 東経137.18750度 |
| 対馬空港              | 対馬市                                                      | 長崎県        | RJDT | TSJ  | 地方管理空港           | 全日本空輸、オリエンタルエアブリッジ                                                                                                   | 北緯34度17分06秒 東経129度19分50秒 / 北緯34.28500度 東経129.33056度 |
| 沖永良部空港          | 大島郡和泊町                                                | 鹿児島県      | RJKB | OKE  | 地方管理空港           | 日本エアコミューター | 北緯27度25分54秒 東経128度42分20秒 / 北緯27.43167度 東経128.70556度 |
| 能登空港              | 輪島市・鳳珠郡穴水町・鳳珠郡能登町                          | 石川県        | RJNW | NTQ  | 地方管理空港           | 全日本空輸 | 北緯37度17分36秒 東経136度57分44秒 / 北緯37.29333度 東経136.96222度 |
| 屋久島空港            | 熊毛郡屋久島町                                              | 鹿児島県      | RJFC | KUM  | 地方管理空港           | 日本エアコミューター | 北緯30度23分08秒 東経130度39分33秒 / 北緯30.38556度 東経130.65917度 |
| 与那国空港            | 八重山郡与那国町                                            | 沖縄県        | ROYN | OGN  | 地方管理空港           | 琉球エアーコミューター | 北緯24度28分03秒 東経122度58分47秒 / 北緯24.46750度 東経122.97972度 |
| 与論空港              | 大島郡与論町                                                | 鹿児島県      | RORY | RNJ  | 地方管理空港           | 日本エアコミューター、琉球エアーコミューター                                                                                           | 北緯27度02分38秒 東経128度24分06秒 / 北緯27.04389度 東経128.40167度 |
| 慶良間空港            | 島尻郡座間味村                                              | 沖縄県        | ROKR | KJP  | 地方管理空港           | 2013年10月の第一航空撤退後、定期便無し                                                                                                 | 北緯26度10分06秒 東経127度17分36秒 / 北緯26.16833度 東経127.29333度 |
| 天草飛行場            | 天草市                                                      | 熊本県        | RJDA | AXJ  | その他の空港           | 天草エアライン | 北緯32度28分56秒 東経130度09分32秒 / 北緯32.48222度 東経130.15889度 |
| 大分県央飛行場        | 豊後大野市                                                  | 大分県        | -    | -    | その他の空港           | レジャー飛行及び、訓練飛行等のみで運用                                                                                                 | 北緯33度1分34秒 東経131度30分20秒 / 北緯33.02611度 東経131.50556度  |
| 調布飛行場            | 調布市・三鷹市・府中市                                      | 東京都        | RJTF |      | 民間公共用その他の空港 | 新中央航空 | 北緯35度40分18秒 東経139度31分41秒 / 北緯35.67167度 東経139.52806度 |
| 広島ヘリポート        | 広島市西区                                                  | 広島県        | RJBH | HIW  | 公共用ヘリポート       | 旧広島西飛行場、飛行場としては2012年11月15日に廃港                                                                                     | 北緯34度22分01秒 東経132度24分50秒 / 北緯34.36694度 東経132.41389度 |
| 小松飛行場 小松基地   | 小松市                                                      | 石川県        | RJNK | KMQ  | 軍民共用               | 航空自衛隊基地/民間空港 | 北緯36度23分38秒 東経136度24分27秒 / 北緯36.39389度 東経136.40750度 |
| 枕崎ヘリポート        | 枕崎市                                                      | 鹿児島県      |      |      | 公共用ヘリポート       | 旧枕崎飛行場、飛行場としては2013年3月31日に廃港                                                                                        | 北緯31度15分45秒 東経130度21分31秒 / 北緯31.26250度 東経130.35861度 |
| 徳島飛行場            | 板野郡松茂町                                                | 徳島県        | RJOS | TKS  | 軍民共用               | 海上自衛隊基地/民間空港 | 北緯34度07分58秒 東経134度36分24秒 / 北緯34.13278度 東経134.60667度 |
| 南鳥島飛行場          | 小笠原村南鳥島                                              | 東京都        | RJAM | MUS  | 航空基地               | 海上自衛隊基地 | 北緯24度17分23秒 東経153度58分45秒 / 北緯24.28972度 東経153.97917度 |
| 三沢飛行場 三沢基地   | 三沢市                                                      | 青森県        | RJSM | MSJ  | 軍民共用               | アメリカ空軍・航空自衛隊基地/民間空港                                                                                                  | 北緯40度42分19秒 東経141度22分19秒 / 北緯40.70528度 東経141.37194度 |
| 名古屋飛行場 小牧基地 | 春日井市・小牧市 西春日井郡豊山町・名古屋市北区             | 愛知県        | RJNA | NKM  | 軍民共用その他の空港   | 航空自衛隊基地/民間空港 | 北緯35度15分18秒 東経136度55分28秒 / 北緯35.25500度 東経136.92444度 |
| 岡南飛行場            | 岡山市南区                                                  | 岡山県        | RJBK |      | 民間公共用その他の空港 | レジャー機専用 | 北緯34度35分29秒 東経133度56分00秒 / 北緯34.59139度 東経133.93333度 |
| ホンダエアポート      | 桶川市・比企郡川島町                                        | 埼玉県        | RJT1 |      | 民間非公共用           | レジャー機専用 | 北緯35度58分21秒 東経139度31分42秒 / 北緯35.97250度 東経139.52833度 |
| 丘珠空港 札幌飛行場   | 札幌市東区                                                  | 北海道        | RJCO | OKD  | 軍民共用               | 陸上自衛隊駐屯地/民間空港 | 北緯43度07分03秒 東経141度22分53秒 / 北緯43.11750度 東経141.38139度 |
| （旧）弟子屈飛行場    | 川上郡弟子屈町                                              | 北海道        | -    | -    | 2009年9月24日廃止      | 国又は地方公共団体が管理・運営する空港・飛行場で、新空港への移転に伴う場合以外の国内初の廃止例                                         | 北緯43度28分45秒 東経144度26分9秒 / 北緯43.47917度 東経144.43583度  |
| 但馬飛行場            | 豊岡市                                                      | 兵庫県        | RJBT | TJH  | その他の空港           | 日本エアコミューター | 北緯35度30分46秒 東経134度47分13秒 / 北緯35.51278度 東経134.78694度 |
| 美保飛行場 米子空港   | 境港市                                                      | 鳥取県        | RJOH | YGJ  | 軍民共用               | 航空自衛隊基地/民間空港 | 北緯35度29分32秒 東経133度14分11秒 / 北緯35.49222度 東経133.23639度 |
| 旭川飛行場            | 旭川市                                                      | 北海道        | RJCA |      | 航空基地               | 陸上自衛隊駐屯地 | 北緯43度47分40秒 東経142度21分54秒 / 北緯43.79444度 東経142.36500度 |
| 芦屋飛行場            | 遠賀郡芦屋町                                                | 福岡県        | RJFA |      | 航空基地               | 航空自衛隊基地 | 北緯33度52分53秒 東経130度39分06秒 / 北緯33.88139度 東経130.65167度 |
| 厚木海軍飛行場        | 綾瀬市・大和市                                              | 神奈川県      | RJTA | NJA  | 航空基地               | アメリカ海軍・海上自衛隊基地 | 北緯35度27分17秒 東経139度27分00秒 / 北緯35.45472度 東経139.45000度 |
| 千歳飛行場            | 千歳市                                                      | 北海道        | RJCJ |      | 航空基地               | 航空自衛隊基地 | 北緯42度47分40秒 東経141度39分59秒 / 北緯42.79444度 東経141.66639度 |
| 横田飛行場            | 福生市・西多摩郡瑞穂町 ・武蔵村山市・羽村市・立川市・昭島市 | 東京都        | RJTY | OKO  | 航空基地               | アメリカ空軍基地 | 北緯35度44分55秒 東経139度20分55秒 / 北緯35.74861度 東経139.34861度 |
| 岐阜飛行場            | 各務原市                                                    | 岐阜県        | RJNG |      | 航空基地               | 航空自衛隊基地 | 北緯35度23分40秒 東経136度52分10秒 / 北緯35.39444度 東経136.86944度 |
| 普天間飛行場          | 宜野湾市                                                    | 沖縄県        | ROTM |      | 航空基地               | アメリカ海兵隊基地 | 北緯26度16分15秒 東経127度44分53秒 / 北緯26.27083度 東経127.74806度 |
| 八戸飛行場            | 八戸市                                                      | 青森県        | RJSH |      | 航空基地               | 海上自衛隊基地 | 北緯40度33分07秒 東経141度28分02秒 / 北緯40.55194度 東経141.46722度 |
| 浜松飛行場            | 浜松市                                                      | 静岡県        | RJNH |      | 航空基地               | 航空自衛隊基地 | 北緯34度45分01秒 東経137度42分11秒 / 北緯34.75028度 東経137.70306度 |
| 防府飛行場            | 防府市                                                      | 山口県        | RJOF |      | 航空基地               | 航空自衛隊基地 | 北緯34度02分04秒 東経131度32分47秒 / 北緯34.03444度 東経131.54639度 |
| 入間飛行場            | 狭山市・入間市                                              | 埼玉県        | RJTJ |      | 航空基地               | 航空自衛隊基地 | 北緯35度50分31秒 東経139度24分38秒 / 北緯35.84194度 東経139.41056度 |
| 明野飛行場            | 伊勢市                                                      | 三重県        | RJOE |      | 航空基地               | 陸上自衛隊駐屯地 | 北緯34度32分00秒 東経136度40分20秒 / 北緯34.53333度 東経136.67222度 |
| 岩国飛行場            | 岩国市                                                      | 山口県        | RJOI |      | 軍民共用               | アメリカ海兵隊・海上自衛隊基地/民間空港                                                                                                | 北緯34度08分38秒 東経132度14分08秒 / 北緯34.14389度 東経132.23556度 |
| 目達原飛行場          | 神埼郡吉野ヶ里町                                            | 佐賀県        | RJDM |      | 航空基地               | 陸上自衛隊駐屯地 | 北緯33度19分31秒 東経130度24分49秒 / 北緯33.32528度 東経130.41361度 |
| 鹿屋飛行場            | 鹿屋市                                                      | 鹿児島県      | RJFY |      | 航空基地               | 海上自衛隊基地 | 北緯31度22分05秒 東経130度50分17秒 / 北緯31.36806度 東経130.83806度 |
| 笠岡地区農道離着陸場  | 笠岡市                                                      | 岡山県        | -    | -    | 農道離着陸場           | 飛行機使用時は農道が閉鎖されるが、実際にはほぼ常時開放                                                                                 | 北緯34度28分25秒 東経133度29分20秒 / 北緯34.47361度 東経133.48889度 |
| 霞ヶ浦飛行場          | 土浦市                                                      | 茨城県        | RJAK |      | 航空基地               | 陸上自衛隊駐屯地 | 北緯36度02分05秒 東経140度11分34秒 / 北緯36.03472度 東経140.19278度 |
| 木更津飛行場          | 木更津市                                                    | 千葉県        | RJTK |      | 航空基地               | 陸上自衛隊駐屯地 | 北緯35度23分42秒 東経139度54分47秒 / 北緯35.39500度 東経139.91306度 |
| 松島飛行場            | 東松島市                                                    | 宮城県        | RJST |      | 航空基地               | 航空自衛隊基地 | 北緯38度24分11秒 東経141度12分43秒 / 北緯38.40306度 東経141.21194度 |
| 大湊飛行場            | むつ市                                                      | 青森県        | RJSO |      | 航空基地               | 海上自衛隊基地 | 北緯41度13分58秒 東経141度07分56秒 / 北緯41.23278度 東経141.13222度 |
| 十勝飛行場            | 帯広市                                                      | 北海道        | RJCT |      | 航空基地               | 陸上自衛隊駐屯地 | 北緯42度53分25秒 東経143度09分30秒 / 北緯42.89028度 東経143.15833度 |
| 硫黄島飛行場          | 小笠原村硫黄島                                              | 東京都        | RJAW | IWO  | 航空基地               | 海上自衛隊・航空自衛隊基地 | 北緯24度47分03秒 東経141度19分21秒 / 北緯24.78417度 東経141.32250度 |
| 嘉手納飛行場          | 中頭郡嘉手納町・沖縄市                                      | 沖縄県        | RODN | DNA  | 航空基地               | アメリカ空軍基地 | 北緯26度21分06秒 東経127度46分10秒 / 北緯26.35167度 東経127.76944度 |
| 百里飛行場 茨城空港   | 小美玉市                                                    | 茨城県        | RJAH | IBR  | 軍民共用               | 航空自衛隊基地/民間空港 | 北緯36度10分54秒 東経140度24分53秒 / 北緯36.18167度 東経140.41472度 |
| 霞目飛行場            | 仙台市若林区                                                | 宮城県        | RJSU |      | 航空基地               | 陸上自衛隊駐屯地 | 北緯38度14分08秒 東経140度55分23秒 / 北緯38.23556度 東経140.92306度 |
| 下総飛行場            | 柏市・鎌ケ谷市                                              | 千葉県        | RJTL |      | 航空基地               | 海上自衛隊基地 | 北緯35度47分56秒 東経140度00分44秒 / 北緯35.79889度 東経140.01222度 |
| 小月飛行場            | 下関市                                                      | 山口県        | RJOZ |      | 航空基地               | 海上自衛隊基地 | 北緯34度02分49秒 東経131度03分08秒 / 北緯34.04694度 東経131.05222度 |
| 新田原飛行場          | 児湯郡新富町                                                | 宮崎県        | RJFN |      | 航空基地               | 航空自衛隊基地 | 北緯32度05分01秒 東経131度27分05秒 / 北緯32.08361度 東経131.45139度 |
| 立川飛行場            | 立川市                                                      | 東京都        | RJTC |      | 軍官共用               | 陸上自衛隊駐屯地 | 北緯35度42分39秒 東経139度24分11秒 / 北緯35.71083度 東経139.40306度 |
| 館山飛行場            | 館山市                                                      | 千葉県        | RJTE |      | 航空基地               | 海上自衛隊基地 | 北緯34度59分15秒 東経139度49分55秒 / 北緯34.98750度 東経139.83194度 |
| 築城飛行場            | 築上郡築城町                                                | 福岡県        | RJFZ |      | 航空基地               | 航空自衛隊基地 | 北緯33度41分06秒 東経131度02分25秒 / 北緯33.68500度 東経131.04028度 |
| 宇都宮飛行場          | 宇都宮市                                                    | 栃木県        | RJTU |      | 航空基地               | 陸上自衛隊駐屯地 | 北緯36度30分52秒 東経139度52分15秒 / 北緯36.51444度 東経139.87083度 |
| 静浜飛行場            | 焼津市                                                      | 静岡県        | RJNY |      | 航空基地               | 航空自衛隊基地 | 北緯34度48分46秒 東経138度17分53秒 / 北緯34.81278度 東経138.29806度 |
| （旧）石垣空港        | 石垣市                                                      | 沖縄県        | ROIG | ISG  | 2013年3月6日廃港       | 石垣空港移転により | 北緯24度20分41秒 東経124度11分13秒 / 北緯24.34472度 東経124.18694度 |
| （旧）北九州空港      | 北九州市小倉南区                                            | 福岡県        | RJFR | KKJ  | 2006年3月15日廃港      | 北九州空港移転により | 北緯33度50分11秒 東経130度56分49秒 / 北緯33.83639度 東経130.94694度 |
| 大村飛行場            | 大村市                                                      | 長崎県        | RJDU |      | 軍民共用               | 長崎空港A滑走路地区より(旧)大村空港が独立                                                                                              | 北緯32度55分47秒 東経129度56分56秒 / 北緯32.92972度 東経129.94889度 |

### 過去に存在した飛行場

#### 過去に存在した主な空港
廃港（廃止）後の跡地は、再開発・転用されたもののほか、ヘリポートとしてヘリコプターの離着陸に特化したものもある。
- (旧)紋別空港〔北海道紋別市〕 - 1999年11月11日廃港
- (旧)女満別空港〔北海道網走郡女満別町（現・網走郡大空町）〕 - 1985年4月廃港
- (旧)秋田空港〔秋田県秋田市〕 - 1981年6月25日廃港
- (旧)広島空港〔広島県広島市西区〕- 1993年に広島西飛行場に改称後、2012年11月15日廃港。同日より広島ヘリポートとして供用開始
- (旧)高松空港〔香川県高松市〕 - 1989年12月15日廃港、「林の飛行場」と呼ばれていた
- (旧)北九州空港〔福岡県北九州市〕 - 2006年3月15日廃港
- (旧)熊本空港〔熊本県熊本市〕 - 1971年4月廃港
- (旧)大分空港〔大分県大分市〕 - 1971年10月廃港
- (旧)鹿児島空港〔鹿児島県鹿児島市〕 - 1972年4月廃港
- (旧)種子島空港〔鹿児島県熊毛郡中種子町〕 - 2006年3月15日廃港
- (旧)奄美空港〔鹿児島県奄美市〕 - 1988年7月9日廃港
- (旧)南大東空港〔沖縄県島尻郡南大東村〕 - 1997年7月廃港
- (旧)多良間空港〔沖縄県宮古郡多良間村〕 - 2004年7月廃港
- (旧)石垣空港〔沖縄県石垣市〕 - 2013年3月6日廃港

以上の空港は新空港への移転に伴う閉鎖。いずれも、新空港開港当初には呼称に「新」の文字を含んでいたが、いずれも移転から1 - 2年後（石垣空港は12年後）に改称し、その文字が外されている。
- 牧の内飛行場〔北海道根室市〕
- 愛国飛行場〔北海道釧路郡釧路町〕
- 浅茅野飛行場〔北海道宗谷郡猿払村〕
- 弟子屈飛行場〔北海道川上郡弟子屈町〕 - 2009年9月24日廃止
- 阿見飛行場〔茨城県稲敷郡阿見町〕 - 2015年2月5日廃止
- 大西飛行場〔群馬県館林市、邑楽郡邑楽町〕 - 2004年3月31日廃止
- 所沢陸軍飛行場
- 追浜飛行場
- 東洋航空藤沢飛行場〔神奈川県藤沢市〕 - 1964年10月31日廃止
- 八日市飛行場〔滋賀県東近江市〕 - 日本初の民間飛行場
- 木津川飛行場（大阪府大阪市） - 逓信省航空局が開設した最初の飛行場
- 鳴尾飛行場〔兵庫県西宮市〕
- 鶉野飛行場〔兵庫県加西市〕
- 福岡第一飛行場（雁ノ巣飛行場）〔福岡県福岡市〕
- 枕崎飛行場（枕崎空港）〔鹿児島県枕崎市〕 - 2013年3月31日廃港2014年9月18日より枕崎ヘリポートとして供用中
- 上本部飛行場（本部飛行場、桃原飛行場）〔沖縄県国頭郡本部町〕 - 国有地部分を本部町が買収し、観光や農業振興を目的とした再開発を実施する予定[30]
- ボーロー飛行場〔沖縄県中頭郡読谷村〕 - 第二次世界大戦中に米軍が建設した飛行場。終戦後は飛行場としては使われていない
- 読谷補助飛行場〔沖縄県中頭郡読谷村〕 - 現在は一般道として使用
- 泡瀬飛行場〔沖縄県沖縄市〕 - 第二次世界大戦中に米軍が建設した飛行場。終戦後は飛行場としては使われていない

#### 過去に存在していた主な公共用ヘリポート
- 足寄ヘリポート〔北海道足寄郡足寄町〕 - 北海道防災航空室の指定離陸場に転換
- 占冠ヘリポート（北海道勇払郡占冠村） - 非公共用ヘリポートに転換
- ニセコヘリポート（北海道虻田郡ニセコ町） - 非公共用ヘリポートに転換
- 増毛ヘリポート（北海道増毛郡増毛町） - 非公共用ヘリポートに転換
- 乙部ヘリポート（北海道爾志郡乙部町） - 非公共用ヘリポートに転換
- 砂川ヘリポート（北海道砂川市） - 非公共用ヘリポートに転換
- 舞洲ヘリポート（大阪府大阪市此花区） - 非公共用ヘリポートに転換し、大阪ヘリポートに改称
- 湯村温泉ヘリポート〔兵庫県美方郡新温泉町〕
- 播磨ヘリポート〔兵庫県赤穂郡上郡町〕
- 神戸ヘリポート〔兵庫県神戸市〕
- 佐伯ヘリポート（大分県佐伯市)

### 建設中の空港
- 沖縄本島キャンプ・シュワブ辺野古（普天間飛行場機能の移転）
- 馬毛島基地（航空自衛隊・鹿児島県西之表市馬毛島）[31]

## 日本のコミューター空港構想計画地域
1987年（昭和62年）頃、規制緩和を背景に当時の運輸省による全国航空サービス均一化思想のもと、全国で40ヶ所程度のコミューター空港設置構想があった。

| - 宗谷南部 - 上川北部 - 留萌中部 - 網走東部 - 根室 - 十勝南部 - 日高 - 後志南部 - 桧山北部 - 桧山南部 - むつ市 - 気仙沼 - 秋田県北 | - 水戸 - 桶川 - 北能登 - 金沢 - 浅間・小諸市 - 諏訪南 - 甲府 - 中勢 - 伊勢志摩 - 東紀州 - 但馬 - 播磨 - 和歌山市 | - 新宮市 - 隠岐島前地区 - 津山 - 小豆島 - 西南（幡多地区）・四万十 - 伊万里 - 上対馬 - 島原 - 天草 - 北松（北松浦郡） - 宮崎県北 - 枕崎 - 渡嘉敷 |

このうち、コミューター空港の位置付けで開港が実現したのは、但馬・天草・枕崎の3ヶ所で、いずれも空港分類は「その他の空港」となっている。この中では四万十空港の設置場所が決まっており、構想が具体化する寸前であった。

## 統計情報
元のウィキデータクエリを参照してください.
- 国土交通省の統計による。配列順は旅客数の順とし、同一の場合は着陸回数の順とする。元の統計で空港とヘリポートを区部しておらず、またヘリポートでも旅客の利用があるため、区別せず配列する。
- ■（※印）：空港連絡鉄道がある空港。
- チャーター便の旅客数を含む。
- 単位 : 旅客数は「人」、着陸回数は「回」。
- 背景の棒グラフは対数。紫色は国際線を示す。

| 順位 | 空港        | 合計       | 合計    | 国内線     | 国内線  | 国際線     | 国際線  | 種別         |
| 順位 | 空港        | 旅客数     | 着陸数  | 旅客数     | 着陸数  | 旅客数     | 着陸数  | 種別         |
| ---- | ----------- | ---------- | ------- | ---------- | ------- | ---------- | ------- | ------------ |
| 1    | 羽田※       | 86,920,293 | 229,184 | 68,382,811 | 184,755 | 18,537,482 | 44,429  | 国管理空港   |
| 2    | 成田※       | 42,413,928 | 132,626 | 7,642,779  | 28,015  | 34,771,149 | 104,611 | 会社管理空港 |
| 3    | 関西※       | 31,807,820 | 103,417 | 6,981,770  | 24,463  | 24,826,050 | 78,954  | 会社管理空港 |
| 4    | 福岡※       | 24,679,617 | 90,740  | 18,281,552 | 71,086  | 6,398,065  | 19,654  | 国管理空港   |
| 5    | 新千歳※     | 24,599,263 | 79,367  | 20,732,744 | 67,920  | 3,866,519  | 11,447  | 国管理空港   |
| 6    | 那覇※       | 21,761,828 | 80,806  | 18,080,998 | 68,427  | 3,680,830  | 12,379  | 国管理空港   |
| 7    | 伊丹※       | 16,504,209 | 69,222  | 16,504,209 | 69,212  | 0          | 10      | 会社管理空港 |
| 8    | 中部※       | 13,460,149 | 57,020  | 6,676,623  | 32,864  | 6,783,526  | 24,156  | 会社管理空港 |
| 9    | 鹿児島      | 6,075,210  | 34,610  | 5,663,539  | 32,957  | 411,671    | 1,653   | 国管理空港   |
| 10   | 仙台※       | 3,855,387  | 29,015  | 3,462,344  | 27,621  | 393,043    | 1,394   | 国管理空港   |
| 11   | 熊本        | 3,492,188  | 21,740  | 3,321,313  | 21,072  | 170,875    | 668     | 国管理空港   |
| 12   | 宮崎※       | 3,410,361  | 21,793  | 3,312,416  | 21,362  | 97,945     | 431     | 国管理空港   |
| 13   | 神戸※       | 3,362,720  | 15,704  | 3,362,671  | 15,697  | 49         | 7       | 地方管理空港 |
| 14   | 長崎        | 3,360,170  | 15,729  | 3,275,270  | 15,366  | 84,900     | 363     | 国管理空港   |
| 15   | 広島        | 3,166,572  | 12,500  | 2,821,076  | 11,015  | 345,496    | 1,485   | 国管理空港   |
| 16   | 松山        | 3,152,419  | 15,527  | 3,054,961  | 15,150  | 97,458     | 377     | 国管理空港   |
| 17   | 石垣        | 2,614,822  | 12,583  | 2,515,210  | 12,260  | 99,612     | 323     | 地方管理空港 |
| 18   | 高松        | 2,152,430  | 9,660   | 1,815,458  | 8,510   | 336,972    | 1,150   | 国管理空港   |
| 19   | 大分        | 1,982,377  | 11,507  | 1,876,887  | 11,046  | 105,490    | 461     | 国管理空港   |
| 20   | 小松        | 1,887,535  | 8,497   | 1,653,086  | 7,507   | 234,449    | 990     | 共用空港     |
| 21   | 宮古        | 1,803,490  | 8,351   | 1,803,490  | 8,351   | 0          | 8       | 地方管理空港 |
| 22   | 函館        | 1,800,577  | 9,056   | 1,632,697  | 8,453   | 167,880    | 603     | 国管理空港   |
| 23   | 北九州      | 1,753,525  | 9,813   | 1,450,606  | 8,359   | 302,919    | 1,454   | 国管理空港   |
| 24   | 高知        | 1,656,279  | 9,836   | 1,653,971  | 9,827   | 2,308      | 9       | 国管理空港   |
| 25   | 岡山        | 1,611,958  | 6,155   | 1,312,970  | 4,676   | 298,988    | 1,479   | 地方管理空港 |
| 26   | 秋田        | 1,380,863  | 8,938   | 1,369,033  | 8,880   | 11,830     | 58      | 地方管理空港 |
| 27   | 青森        | 1,250,569  | 8,509   | 1,178,205  | 8,196   | 72,364     | 313     | 地方管理空港 |
| 28   | 徳島        | 1,218,852  | 5,197   | 1,210,359  | 5,163   | 8,493      | 34      | 共用空港     |
| 29   | 新潟        | 1,201,419  | 13,323  | 1,063,706  | 12,692  | 137,713    | 631     | 国管理空港   |
| 30   | 旭川        | 1,158,948  | 3,574   | 1,109,517  | 3,574   | 49,431     | 235     | 地方管理空港 |
| 31   | 出雲        | 1,051,155  | 6,836   | 1,049,260  | 6,816   | 1,895      | 20      | 地方管理空港 |
| 32   | 山口宇部※   | 1,028,166  | 4,246   | 1,014,939  | 4,194   | 13,227     | 52      | 地方管理空港 |
| 33   | 小牧        | 942,753    | 21,199  | 942,062    | 21,117  | 691        | 82      | その他の空港 |
| 34   | 奄美        | 891,990    | 8,101   | 891,990    | 8,101   | 0          | 0       | 地方管理空港 |
| 35   | 釧路        | 866,970    | 5,442   | 866,198    | 5,432   | 772        | 10      | 国管理空港   |
| 36   | 女満別      | 860,458    | 4,640   | 858,500    | 4,630   | 1,958      | 10      | 地方管理空港 |
| 37   | 茨城        | 822,208    | 3,210   | 653,265    | 2,621   | 168,943    | 589     | 共用空港     |
| 38   | 佐賀        | 813,082    | 5,307   | 610,419    | 4,556   | 202,663    | 751     | 地方管理空港 |
| 39   | 静岡        | 805,195    | 5,702   | 488,053    | 4,348   | 317,142    | 1,354   | 地方管理空港 |
| 40   | 帯広        | 701,557    | 7,682   | 700,943    | 7,679   | 614        | 3       | 地方管理空港 |
| 41   | 米子※       | 692,137    | 3,078   | 604,792    | 2,721   | 87,345     | 357     | 共用空港     |
| 42   | 富山        | 575,172    | 3,937   | 455,614    | 3,360   | 119,558    | 577     | 地方管理空港 |
| 43   | 花巻        | 516,742    | 5,685   | 470,076    | 5,478   | 46,666     | 207     | 地方管理空港 |
| 44   | 岩国        | 513,750    | 2,171   | 513,750    | 2,171   | 0          | 0       | 共用空港     |
| 45   | 庄内        | 442,566    | 2,259   | 437,072    | 2,233   | 5,494      | 26      | 地方管理空港 |
| 46   | 鳥取        | 417,740    | 2,609   | 410,892    | 2,572   | 6,848      | 37      | 地方管理空港 |
| 47   | 山形        | 366,678    | 4,182   | 338,653    | 4,070   | 28,025     | 112     | 地方管理空港 |
| 48   | 三沢        | 309,527    | 1,815   | 309,527    | 1,815   | 0          | 0       | 共用空港     |
| 49   | 福島        | 282,437    | 4,504   | 255,617    | 4,388   | 26,820     | 116     | 地方管理空港 |
| 50   | 丘珠        | 277,425    | 8,388   | 277,425    | 8,387   | 0          | 1       | 共用空港     |
| 51   | 久米島      | 264,524    | 2,653   | 264,524    | 2,653   | 0          | 0       | 地方管理空港 |
| 52   | 対馬        | 257,687    | 3,420   | 257,687    | 3,420   | 0          | 0       | 地方管理空港 |
| 53   | 中標津      | 214,875    | 1,617   | 214,875    | 1,617   | 0          | 0       | 地方管理空港 |
| 54   | 八丈島      | 213,569    | 2,004   | 213,569    | 2,004   | 0          | 0       | 地方管理空港 |
| 55   | 徳之島      | 207,542    | 2,725   | 207,542    | 2,725   | 0          | 0       | 地方管理空港 |
| 56   | 稚内        | 203,654    | 1,415   | 203,654    | 1,415   | 0          | 0       | 国管理空港   |
| 57   | 南紀白浜    | 182,158    | 2,510   | 182,158    | 2,510   | 0          | 0       | 地方管理空港 |
| 58   | 能登        | 174,544    | 1,571   | 172,929    | 1,564   | 1,615      | 7       | 地方管理空港 |
| 59   | 福江        | 168,974    | 2,629   | 168,974    | 2,629   | 0          | 0       | 地方管理空港 |
| 60   | 大館能代    | 159,214    | 795     | 159,214    | 795     | 0          | 0       | 地方管理空港 |
| 61   | 松本        | 155,898    | 3,383   | 153,676    | 3,351   | 2,222      | 32      | 地方管理空港 |
| 62   | 石見        | 152,725    | 864     | 152,725    | 864     | 0          | 0       | 地方管理空港 |
| 63   | 屋久島      | 145,973    | 2,318   | 145,973    | 2,318   | 0          | 0       | 地方管理空港 |
| 64   | 沖永良部    | 119,636    | 2,151   | 119,636    | 2,151   | 0          | 0       | その他の空港 |
| 65   | 下地島      | 109,246    | 734     | 92,000     | 646     | 17,246     | 88      | 地方管理空港 |
| 66   | 与那国      | 104,463    | 1,484   | 104,463    | 1,484   | 0          | 0       | 地方管理空港 |
| 67   | 調布        | 97,041     | 6,412   | 97,041     | 6,412   | 0          | 0       | その他の空港 |
| 68   | 喜界        | 89,729     | 1,867   | 89,729     | 1,867   | 0          | 0       | 地方管理空港 |
| 69   | 種子島      | 88,513     | 1,871   | 88,513     | 1,871   | 0          | 0       | その他の空港 |
| 70   | 与論        | 78,227     | 1,493   | 78,227     | 1,493   | 0          | 0       | 地方管理空港 |
| 71   | 紋別        | 77,299     | 396     | 77,299     | 396     | 0          | 0       | 地方管理空港 |
| 72   | 隠岐        | 63,732     | 804     | 63,732     | 804     | 0          | 0       | 地方管理空港 |
| 73   | 南大東      | 47,871     | 766     | 47,871     | 766     | 0          | 0       | 地方管理空港 |
| 74   | 利尻        | 45,183     | 539     | 45,183     | 539     | 0          | 0       | 地方管理空港 |
| 75   | 多良間      | 44,809     | 725     | 44,809     | 725     | 0          | 0       | 地方管理空港 |
| 76   | 天草        | 43,982     | 1,314   | 43,982     | 1,314   | 0          | 0       | その他の空港 |
| 77   | 但馬        | 42,105     | 1,977   | 42,105     | 1,977   | 0          | 0       | その他の空港 |
| 78   | 壱岐        | 34,992     | 823     | 34,992     | 823     | 0          | 0       | 地方管理空港 |
| 79   | 新島        | 32,343     | 1,153   | 32,343     | 1,153   | 0          | 0       | 地方管理空港 |
| 80   | 三宅島      | 29,163     | 1,672   | 29,163     | 1,672   | 0          | 0       | 地方管理空港 |
| 81   | 大島        | 24,539     | 2,202   | 24,539     | 2,202   | 0          | 0       | 地方管理空港 |
| 82   | 神津島      | 22,638     | 823     | 22,638     | 823     | 0          | 0       | 地方管理空港 |
| 83   | 北大東      | 21,651     | 393     | 21,651     | 393     | 0          | 0       | 地方管理空港 |
| 84   | 奥尻        | 11,881     | 390     | 11,881     | 390     | 0          | 0       | 地方管理空港 |
| 85   | 舞洲H       | 1,403      | 1,113   | 1,403      | 1,113   | 0          | 0       |              |
| 86   | 粟国        | 850        | 822     | 850        | 219     | 0          | 0       | 地方管理空港 |
| 87   | 奈良県H     | 272        | 815     | 272        | 815     | 0          | 0       |              |
| 88   | 慶良間      | 193        | 50      | 193        | 50      | 0          | 0       | 地方管理空港 |
| 89   | 米沢H       | 43         | 54      | 43         | 54      | 0          | 0       |              |
| 90   | 津市伊勢湾H | 7          | 1,202   | 7          | 1,202   | 0          | 0       |              |
| 91   | 小値賀      | 5          | 170     | 5          | 170     | 0          | 0       | 地方管理空港 |
| 92   | 岡南        | 2          | 3,692   | 2          | 3,692   | 0          | 0       | その他の空港 |
| 93   | 東京都東京H | 0          | 11,562  | 0          | 11,562  | 0          | 0       |              |
| 94   | 八尾        | 0          | 10,517  | 0          | 10,516  | 0          | 1       | その他の空港 |
| 95   | 福井        | 0          | 3,436   | 0          | 3,436   | 0          | 0       | 地方管理空港 |
| 96   | 広島H       | 0          | 2,355   | 0          | 2,355   | 0          | 0       | 地方管理空港 |
| 97   | 静岡H       | 0          | 1,858   | 0          | 1,858   | 0          | 0       | 共用空港     |
| 98   | つくばH     | 0          | 1,227   | 0          | 1,227   | 0          | 0       |              |
| 99   | 栃木H       | 0          | 995     | 0          | 995     | 0          | 0       |              |
| 100  | 群馬H       | 0          | 822     | 0          | 822     | 0          | 0       |              |
| 101  | 大分県央    | 0          | 733     | 0          | 733     | 0          | 0       | その他の空港 |
| 102  | 枕崎H       | 0          | 290     | 0          | 290     | 0          | 0       |              |
| 103  | 佐渡        | 0          | 158     | 0          | 158     | 0          | 0       | 地方管理空港 |
| 104  | 高崎H       | 0          | 109     | 0          | 109     | 0          | 0       |              |
| 105  | 若狭H       | 0          | 70      | 0          | 70      | 0          | 0       |              |
| 106  | 上五島      | 0          | 69      | 0          | 69      | 0          | 0       | 地方管理空港 |
| 107  | 豊富H       | 0          | 50      | 0          | 50      | 0          | 0       |              |
| 108  | 伊江島      | 0          | 27      | 0          | 27      | 0          | 0       | 地方管理空港 |
| 109  | 波照間      | 0          | 9       | 0          | 9       | 0          | 0       | 地方管理空港 |
| 110  | 礼文        | 0          | 0       | 0          | 0       | 0          | 0       | 地方管理空港 |
| 111  | 千歳        | 0          | 0       | 0          | 0       | 0          | 0       | 共用空港     |

## 空港空撮画像ギャラリー

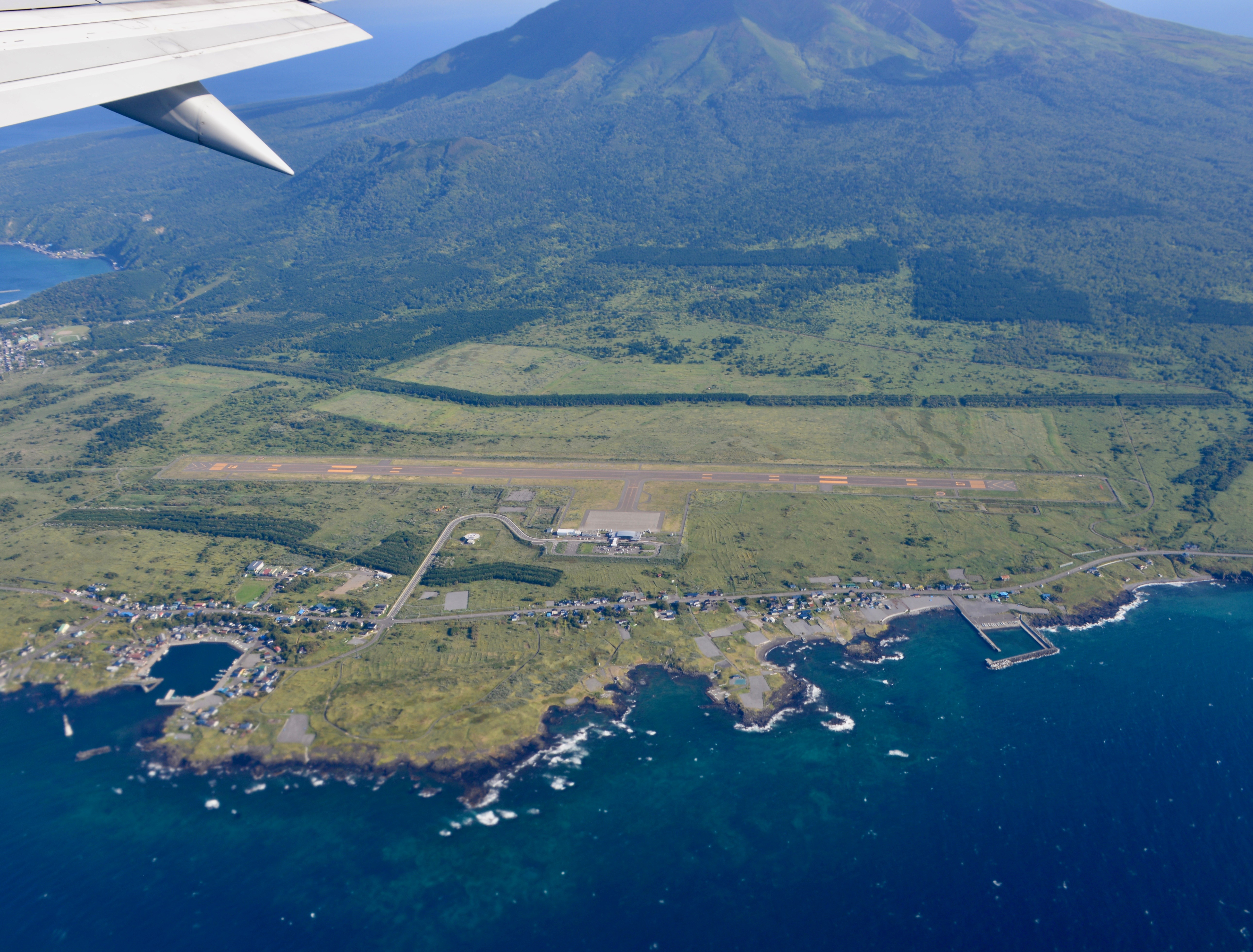
利尻空港
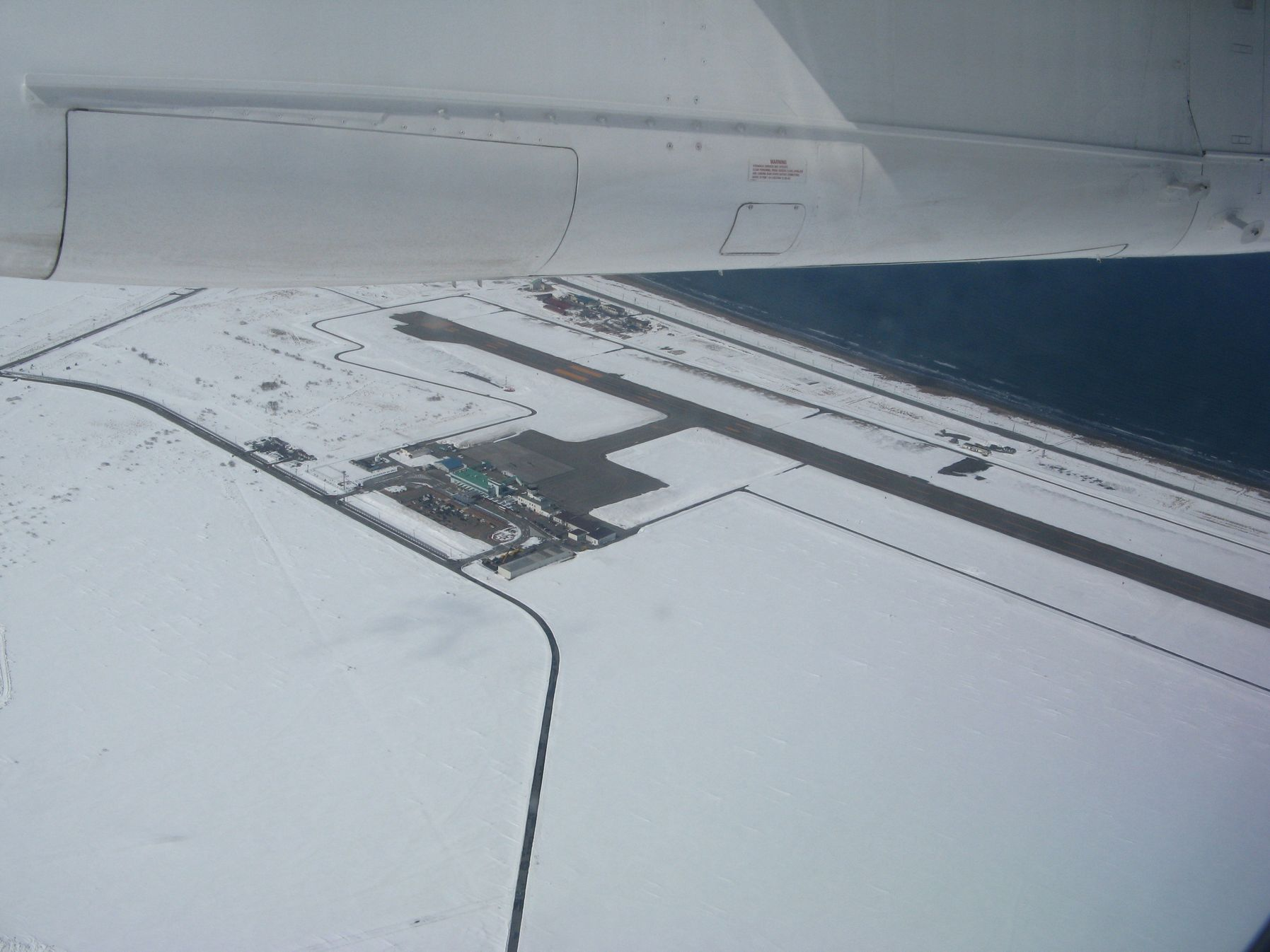
稚内空港
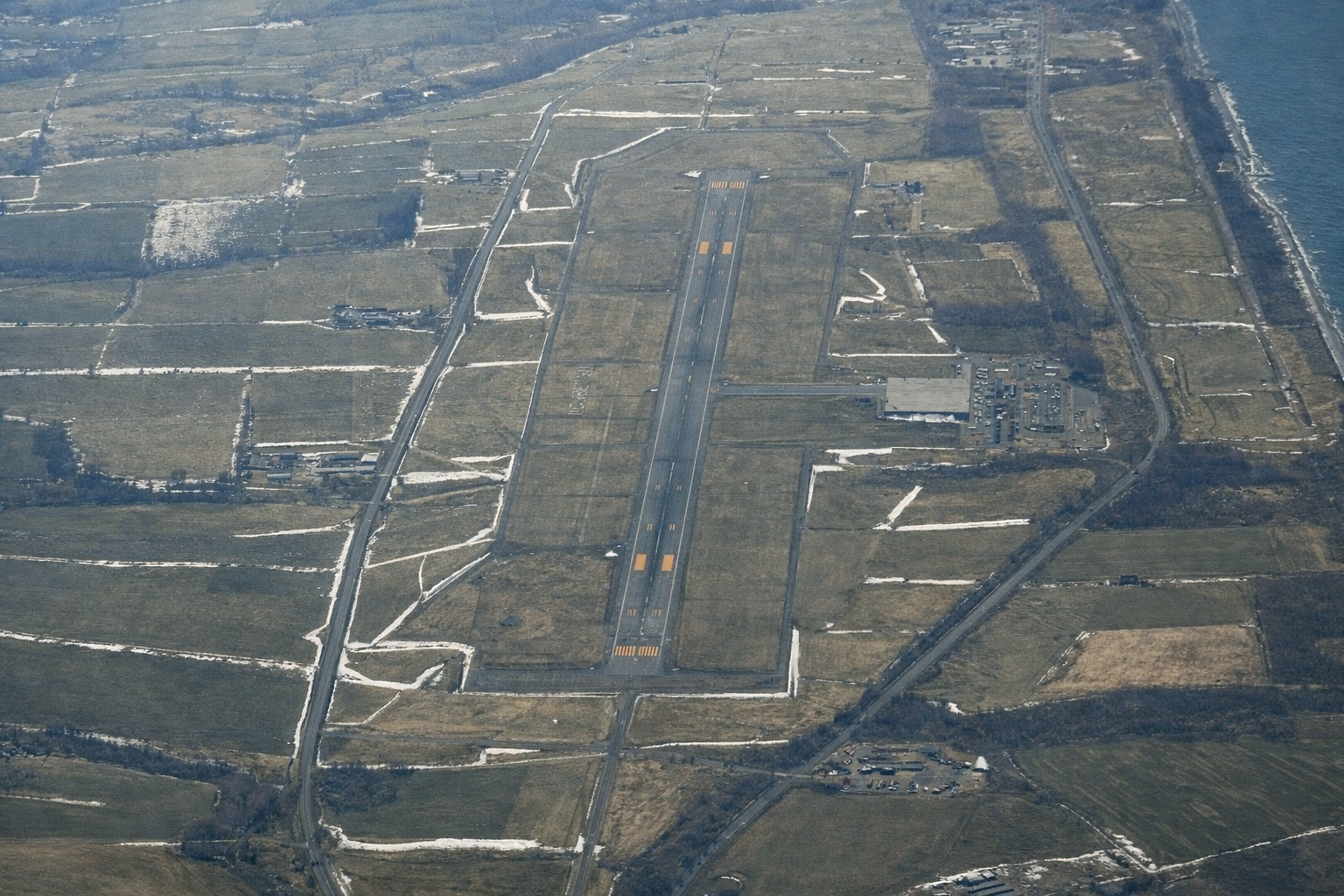
紋別空港
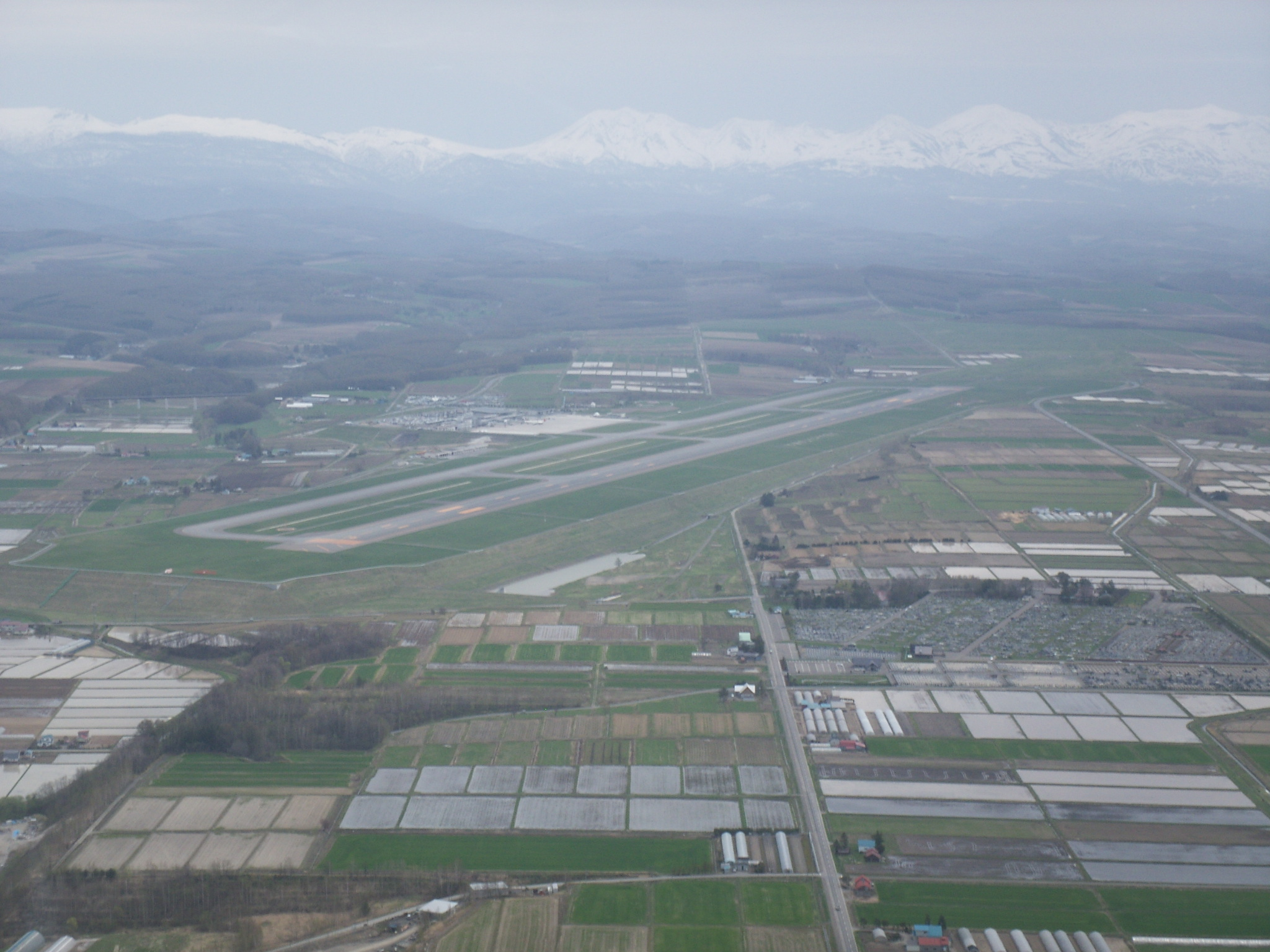
旭川空港
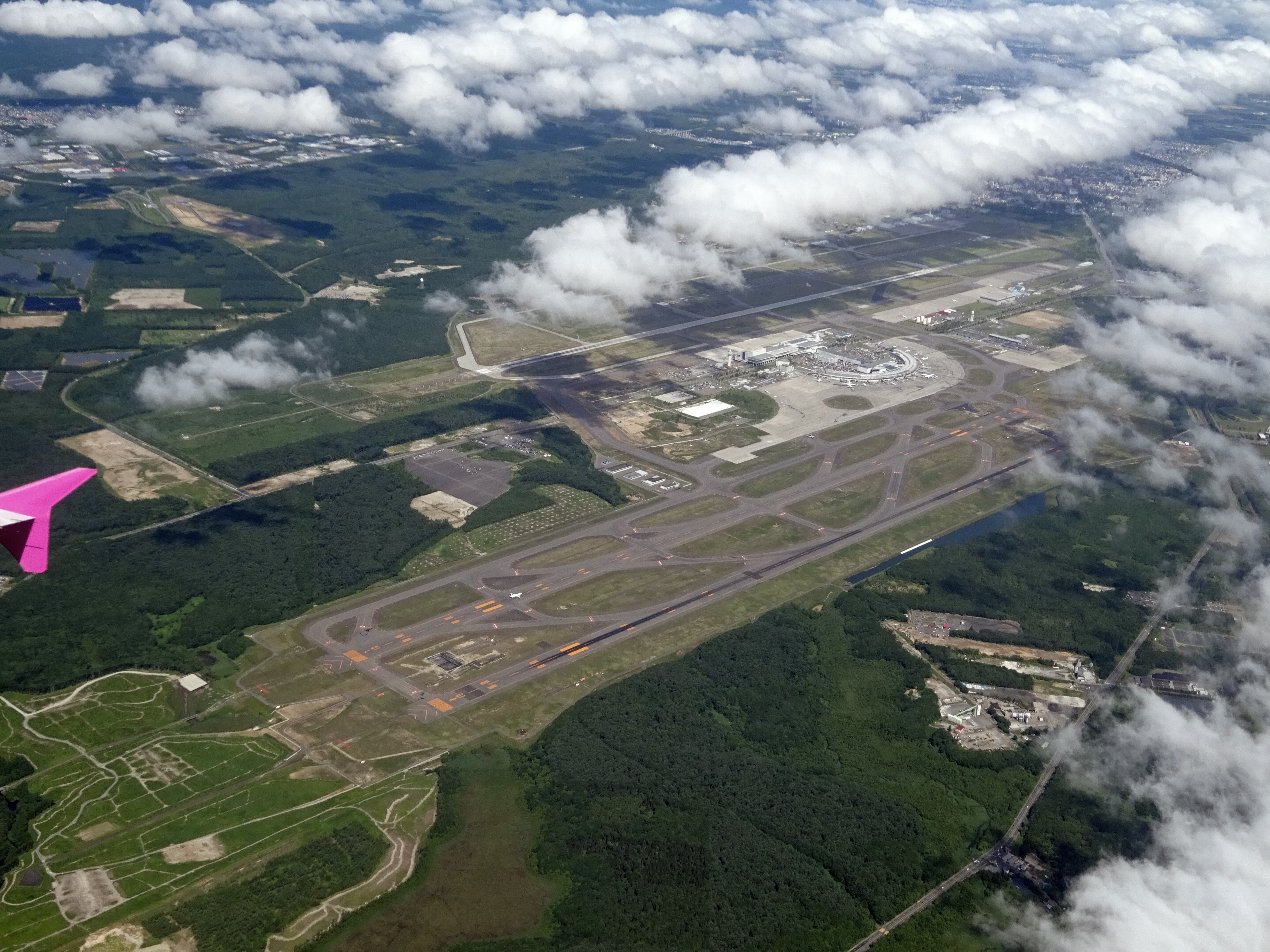
新千歳空港
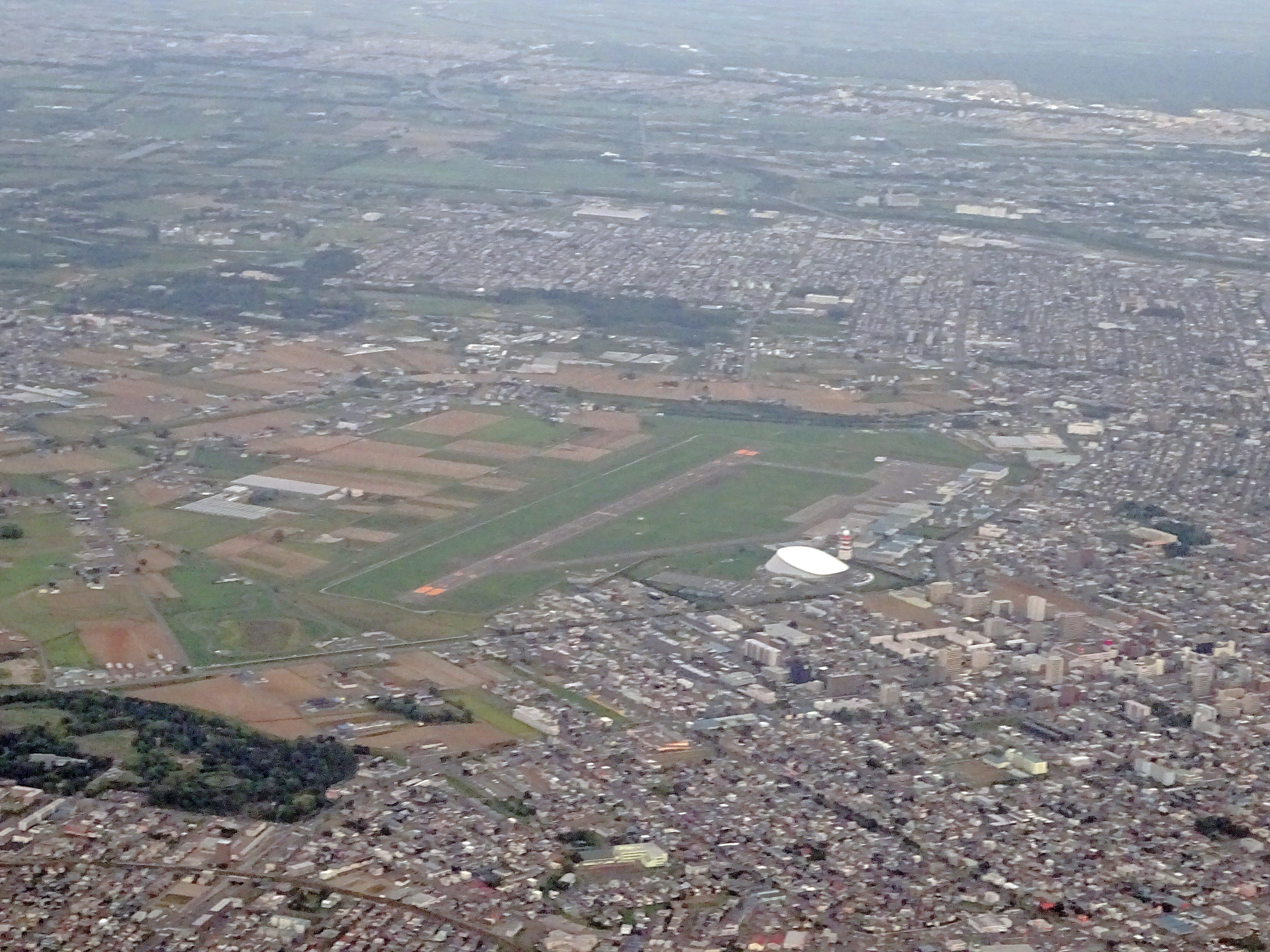
札幌飛行場（丘珠空港）
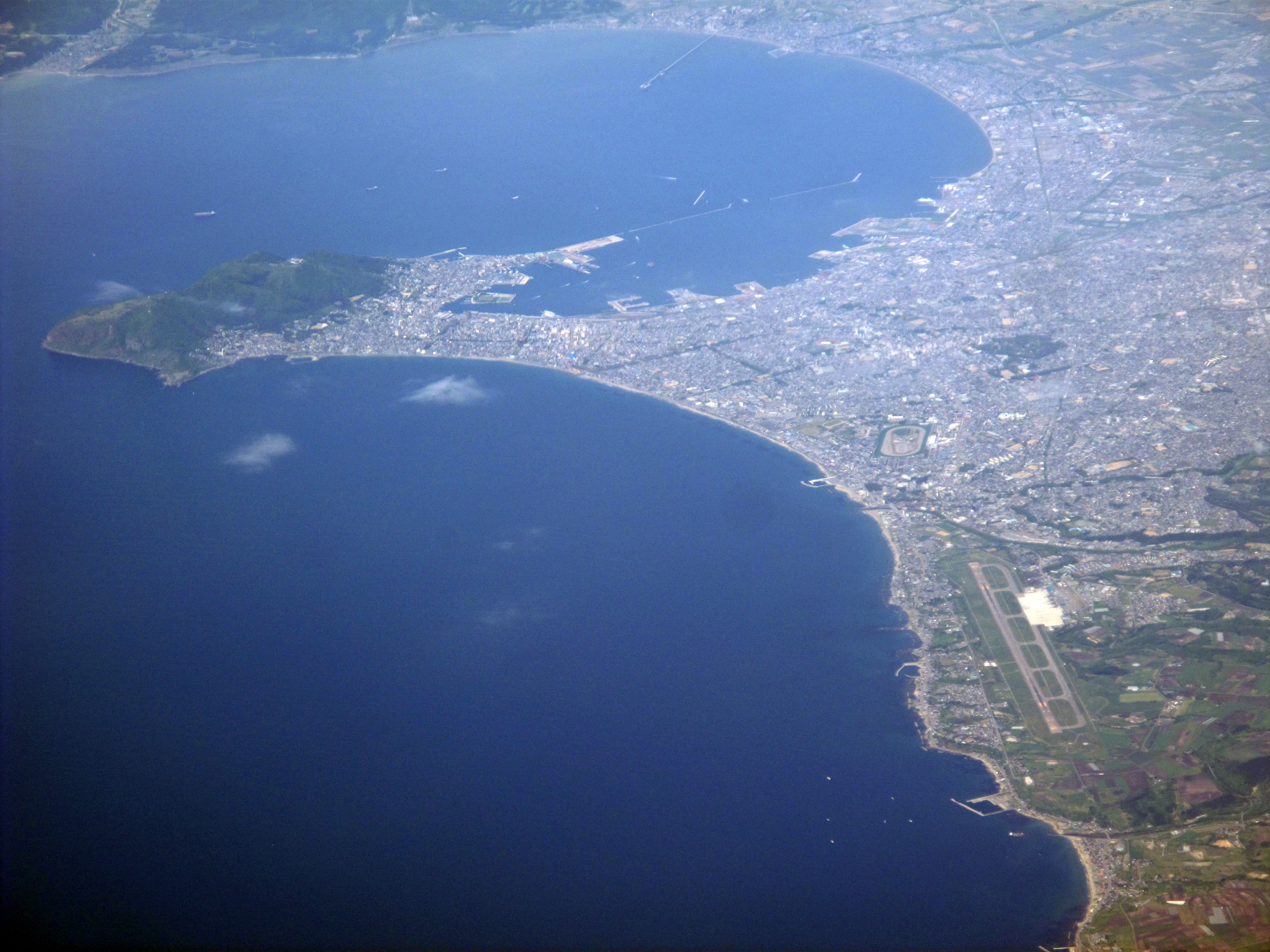
函館空港
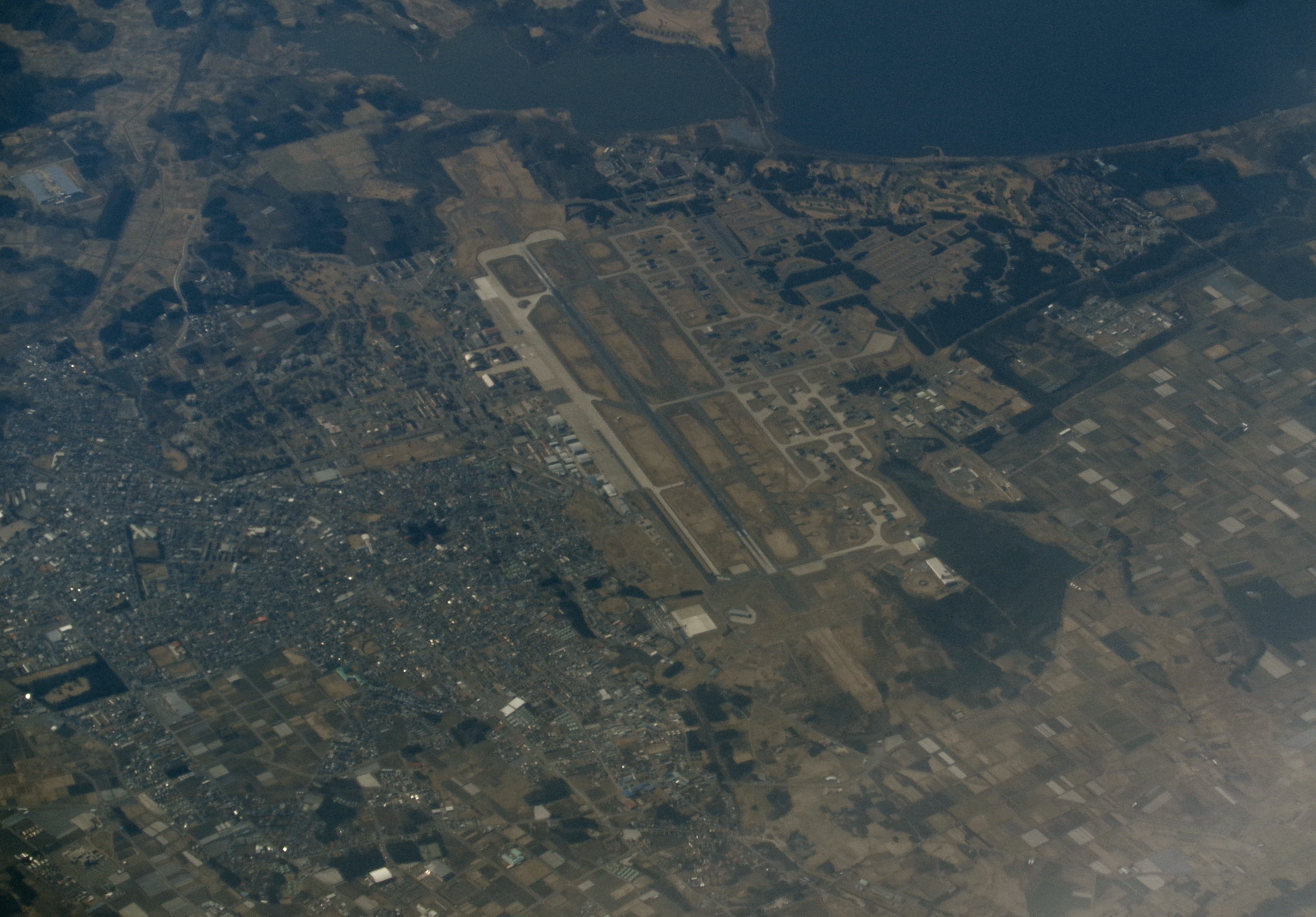
三沢飛行場
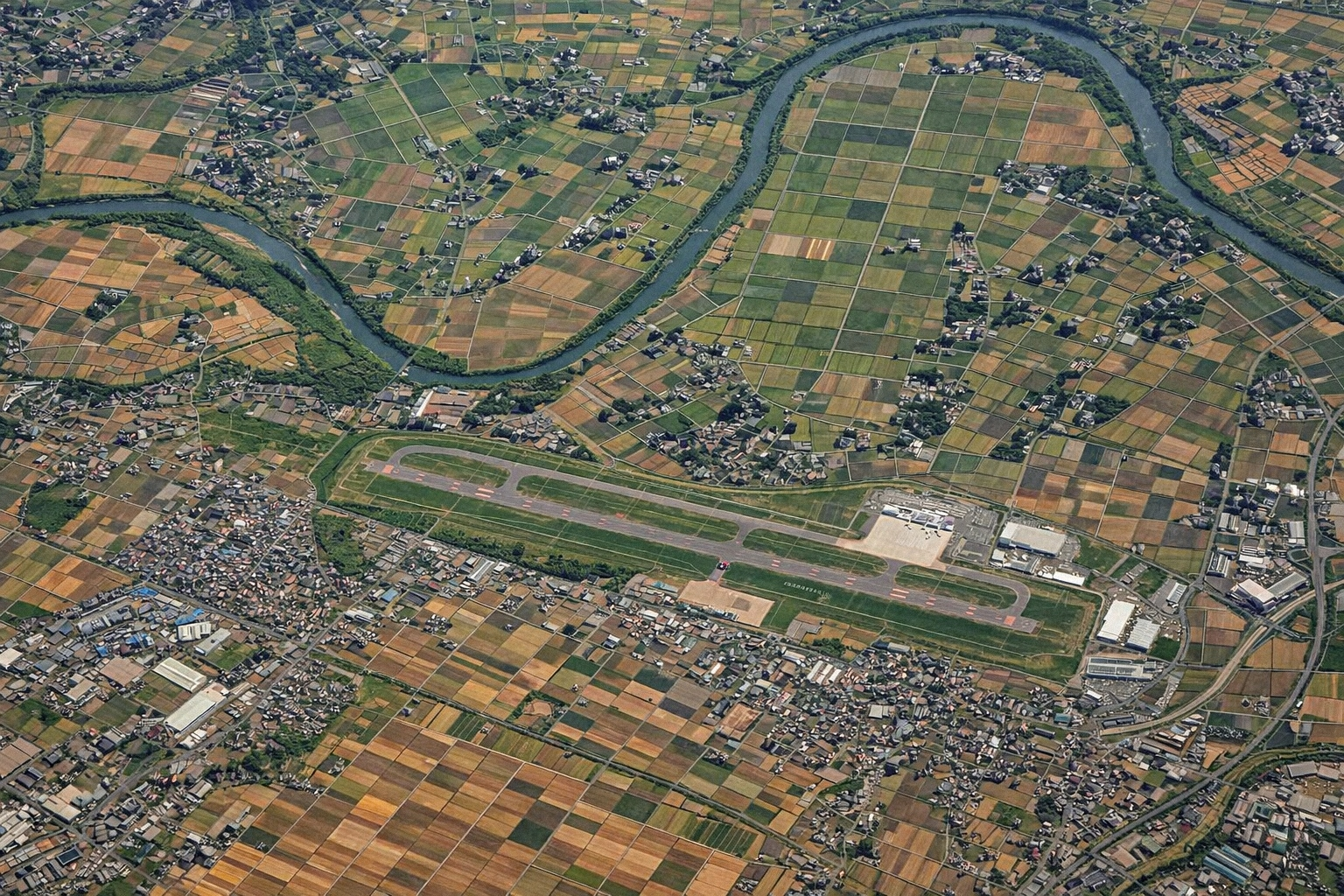
花巻空港
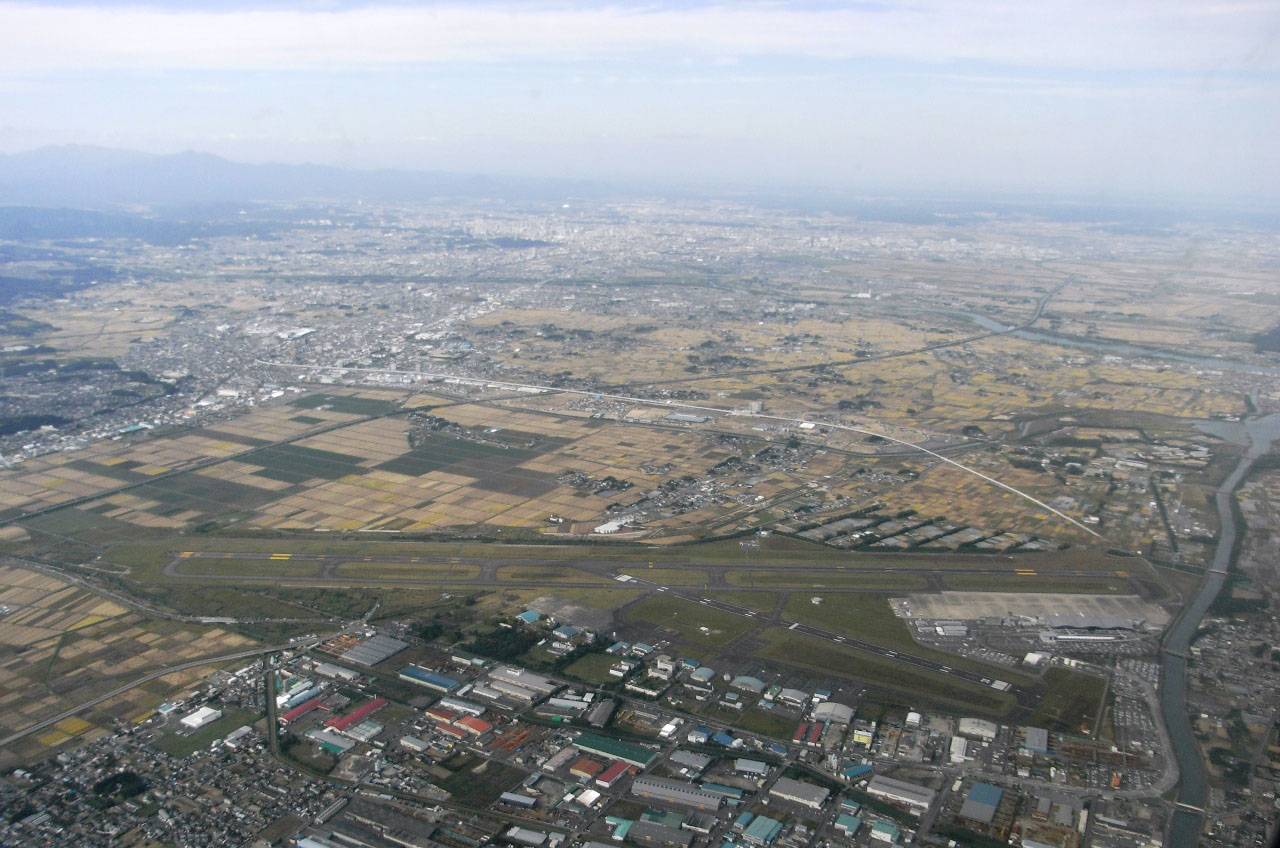
仙台空港
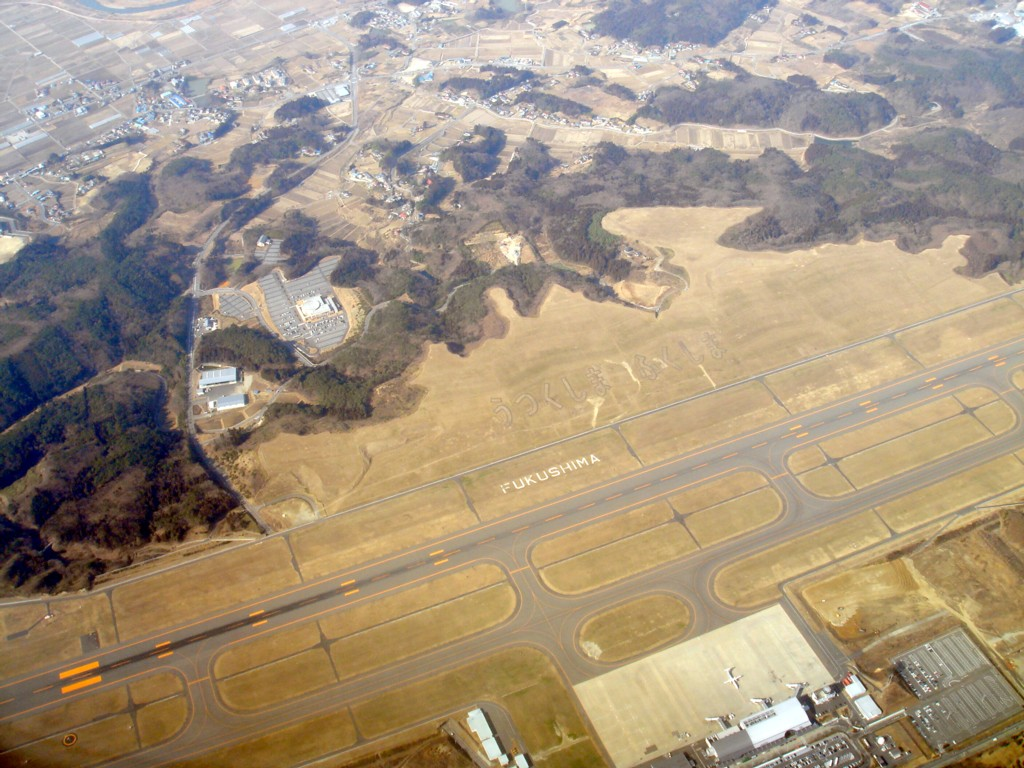
福島空港
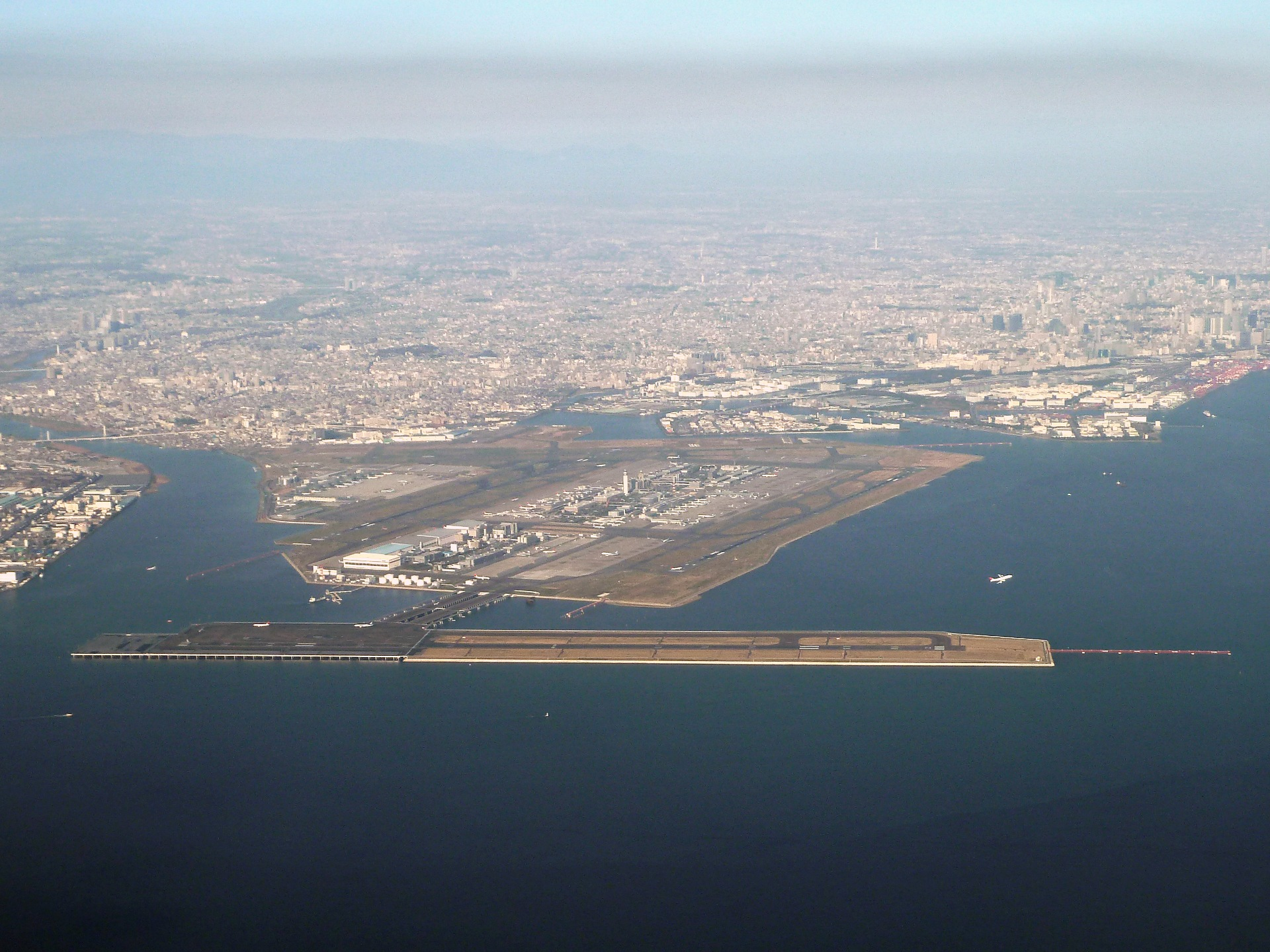
東京国際空港
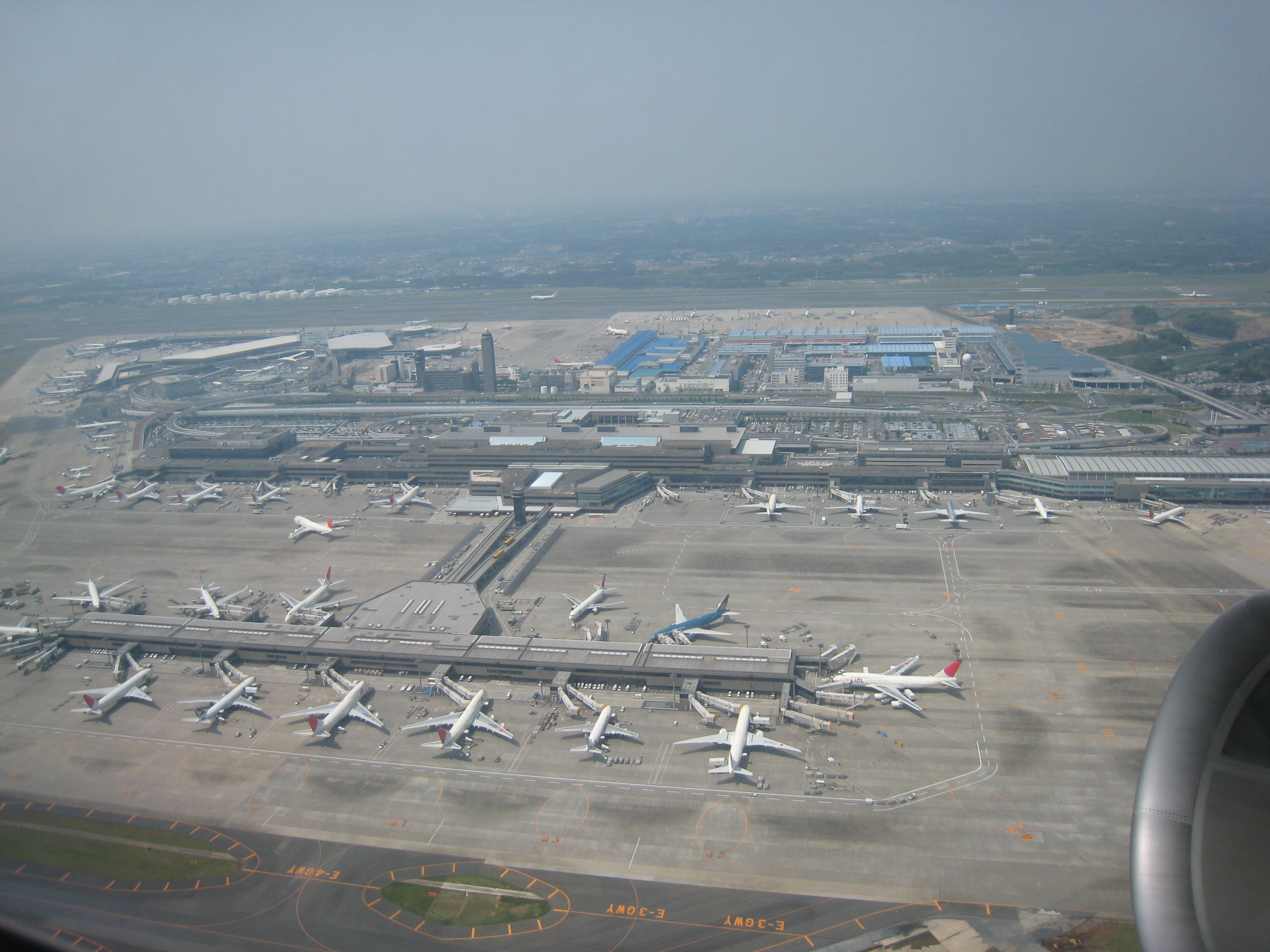
成田国際空港
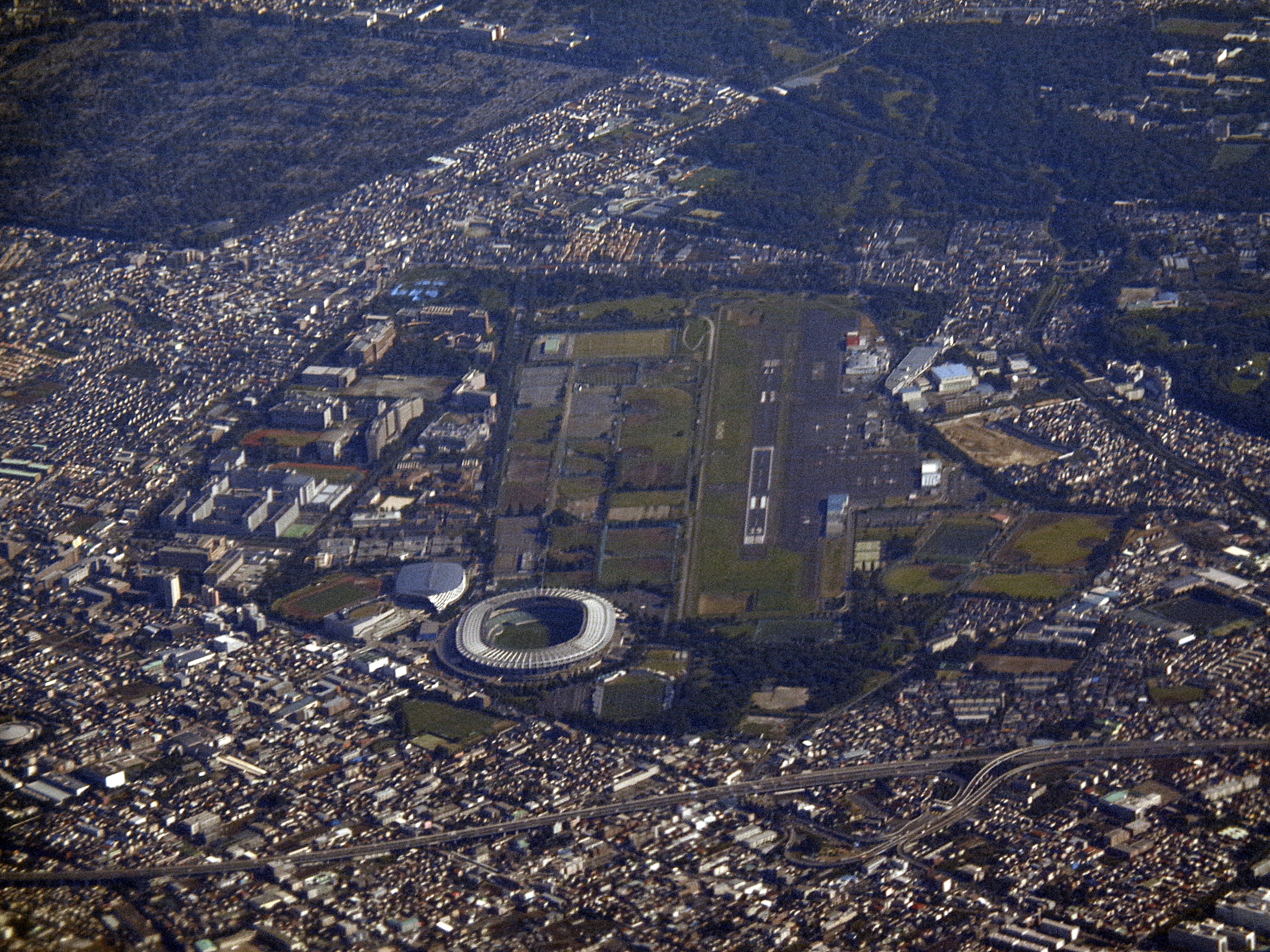
調布飛行場
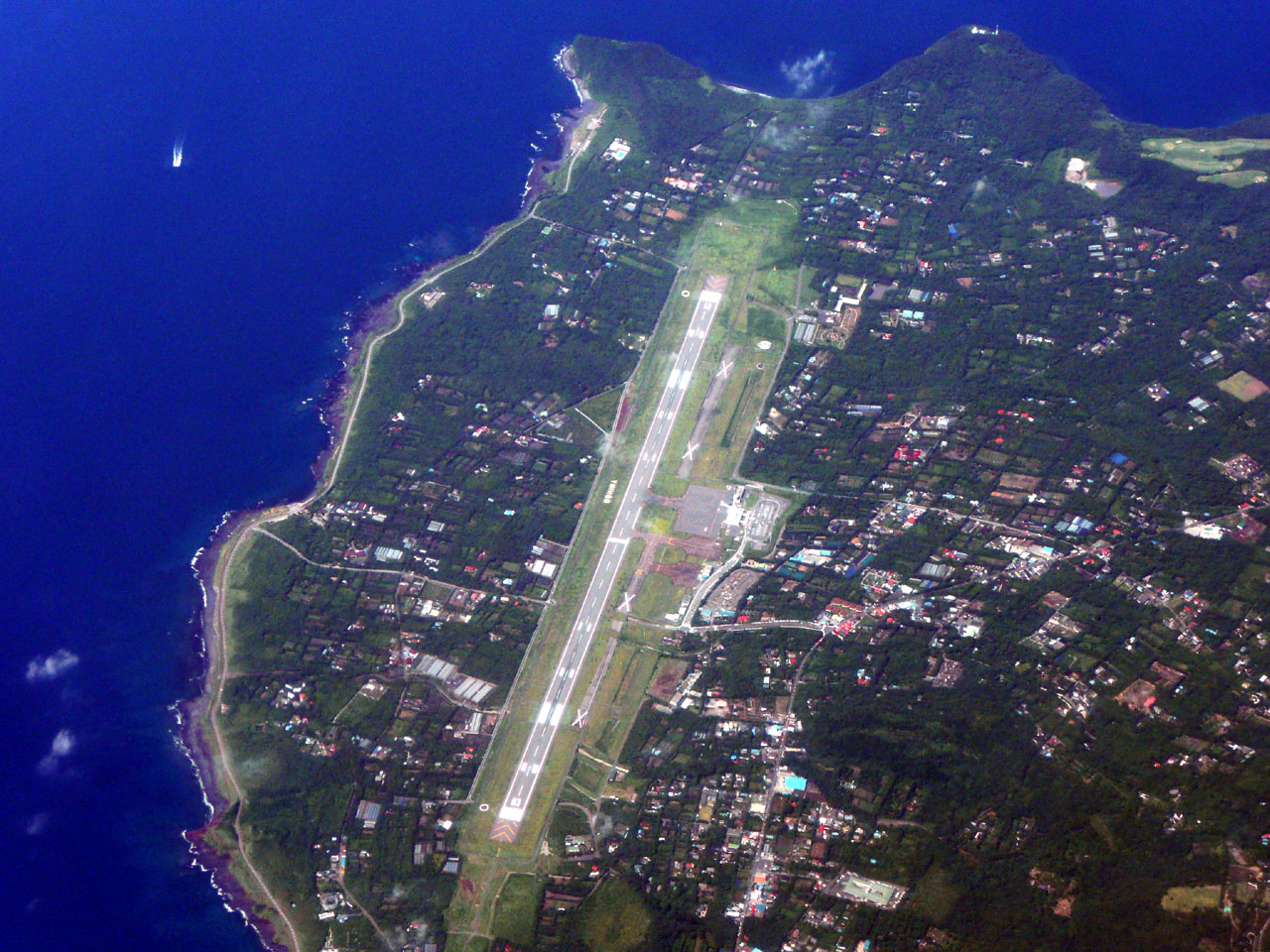
大島空港
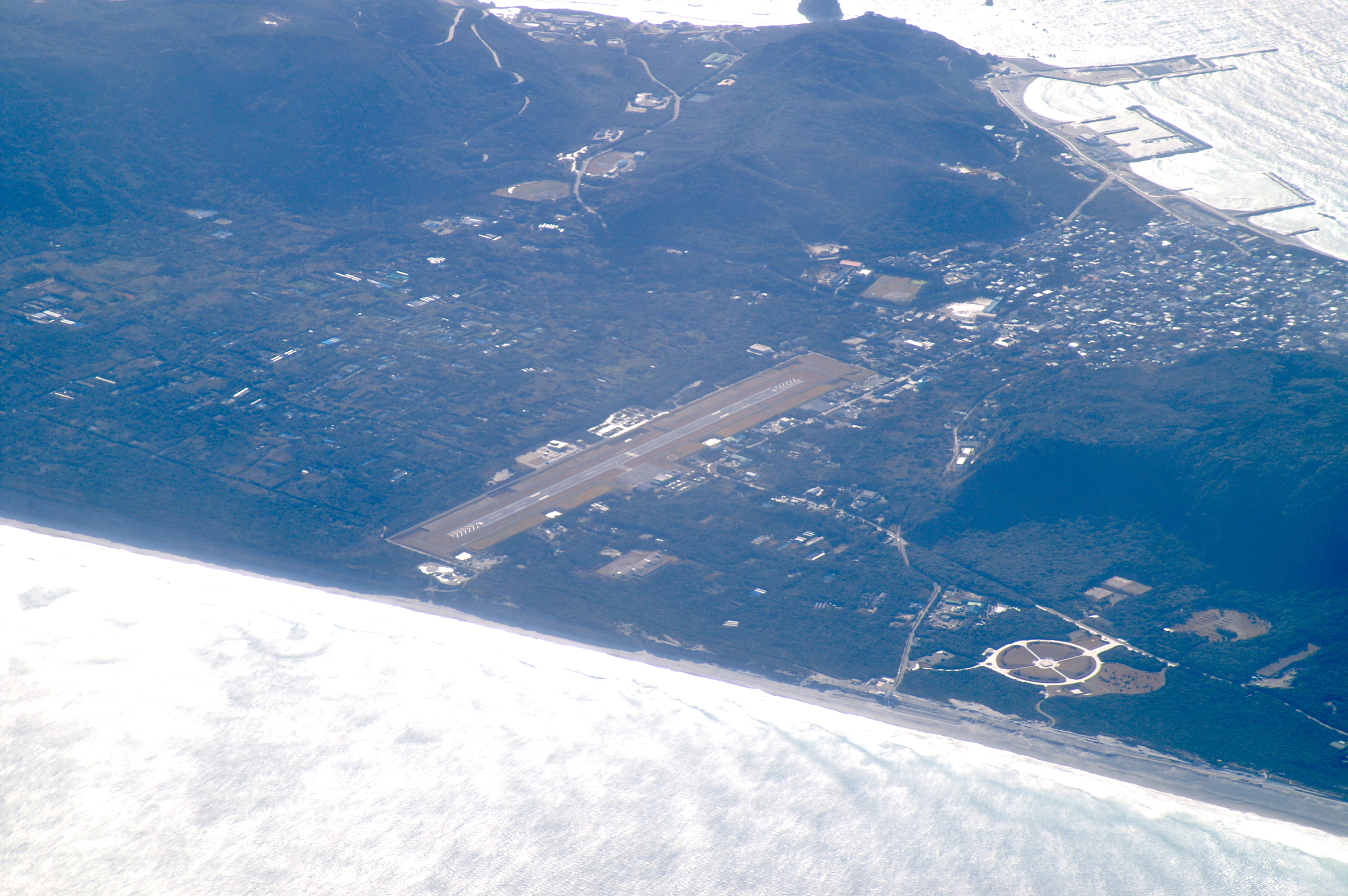
新島空港
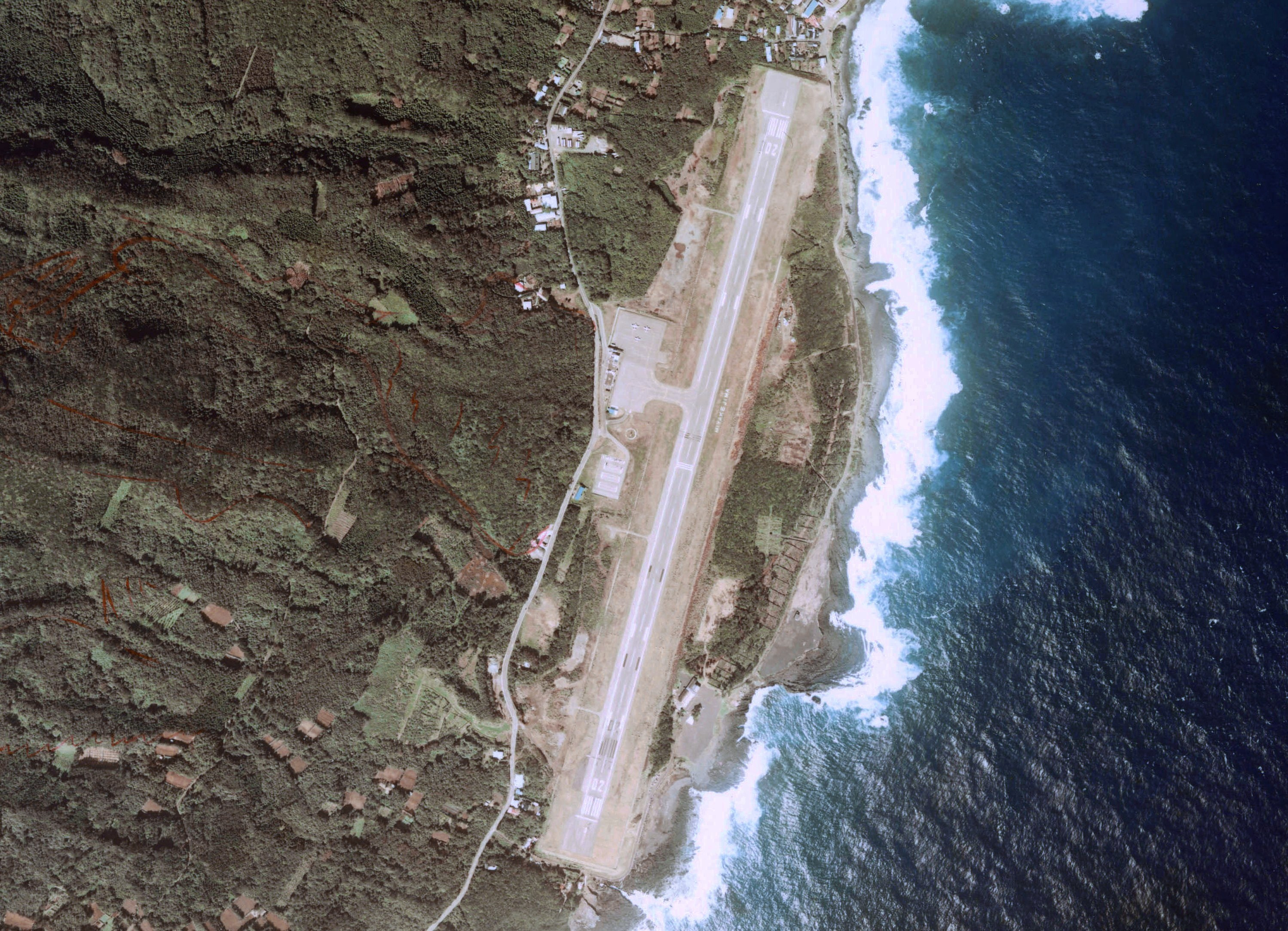
三宅島空港
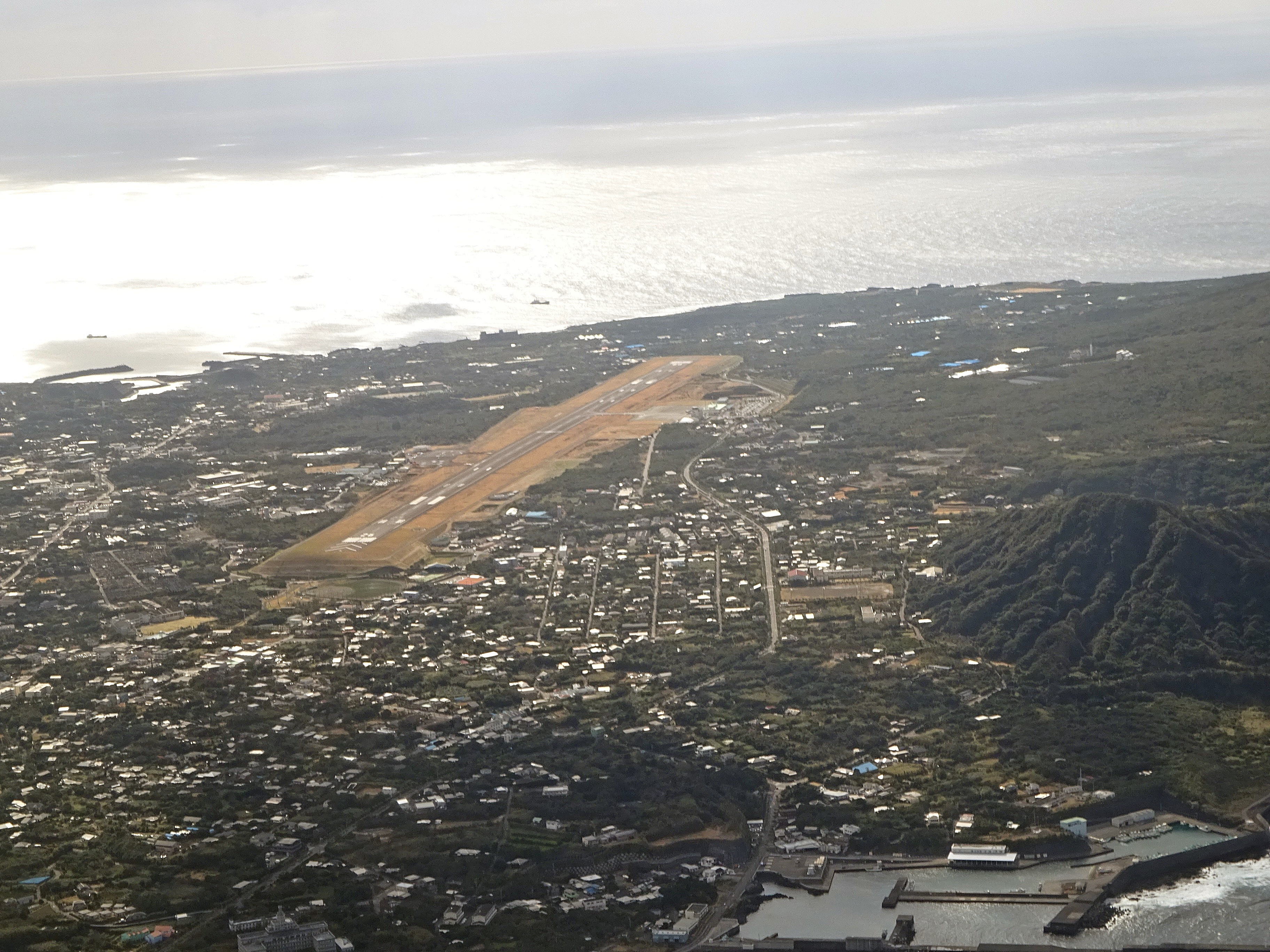
八丈島空港
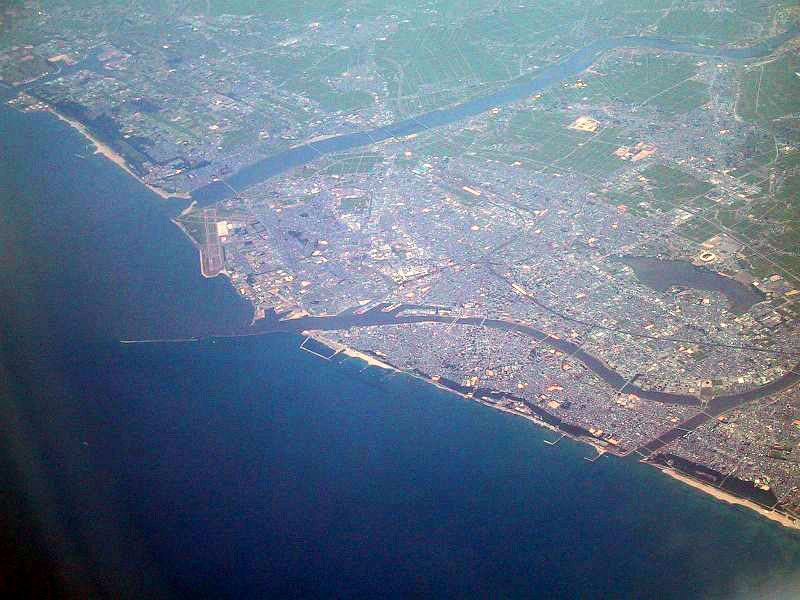
新潟空港（画像奥の阿賀野川河口に位置する）
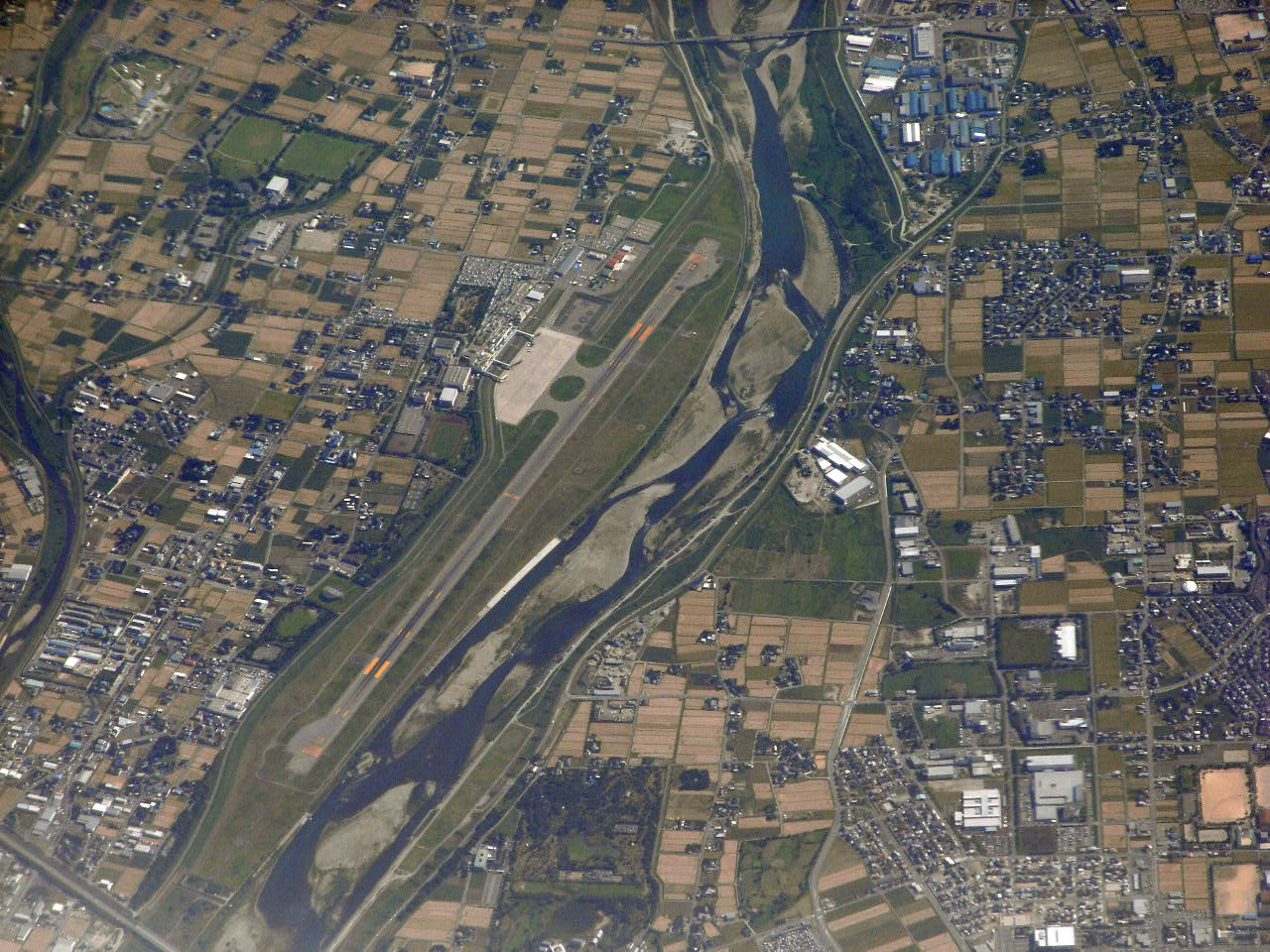
富山空港
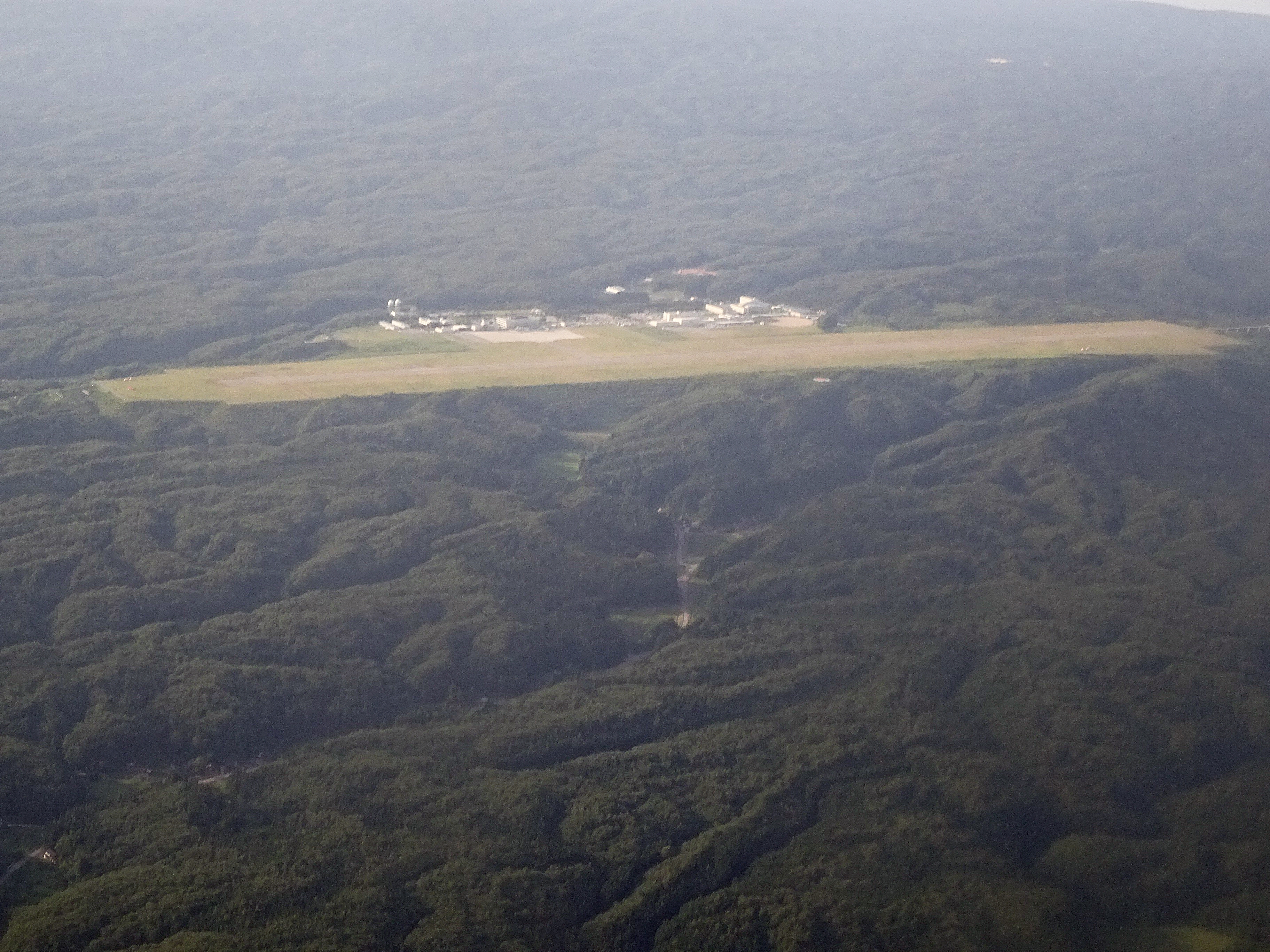
能登空港
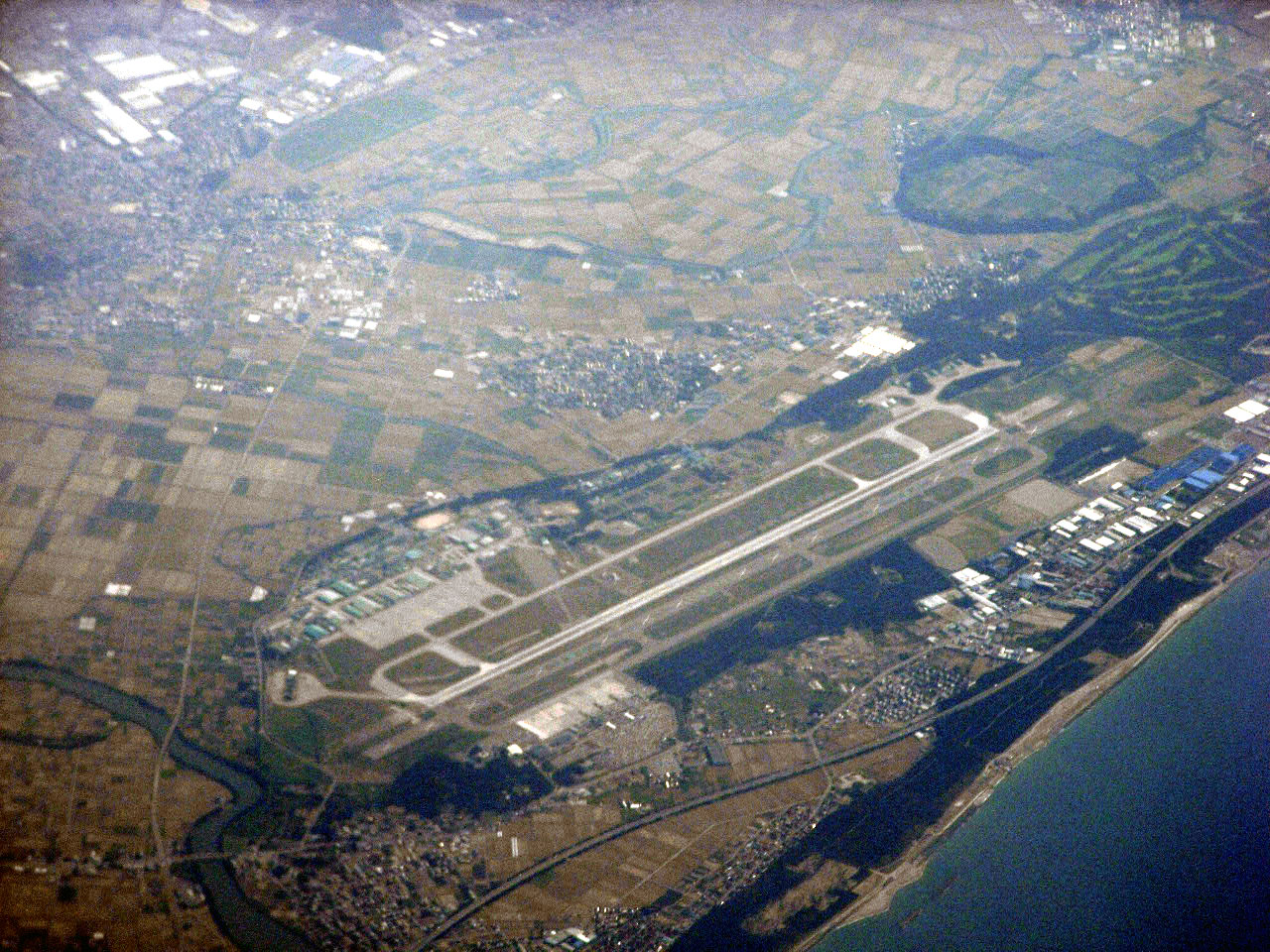
小松飛行場
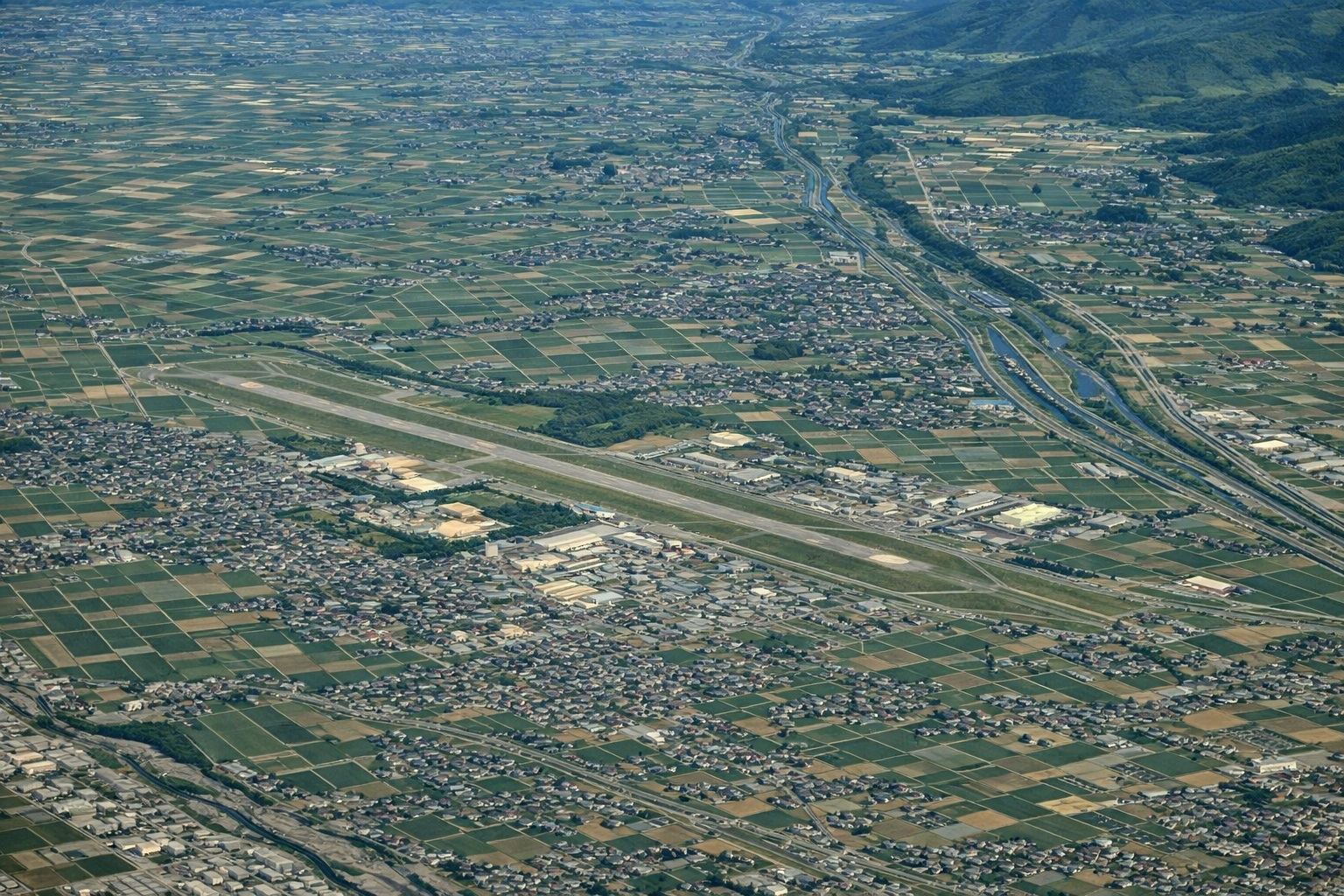
松本空港
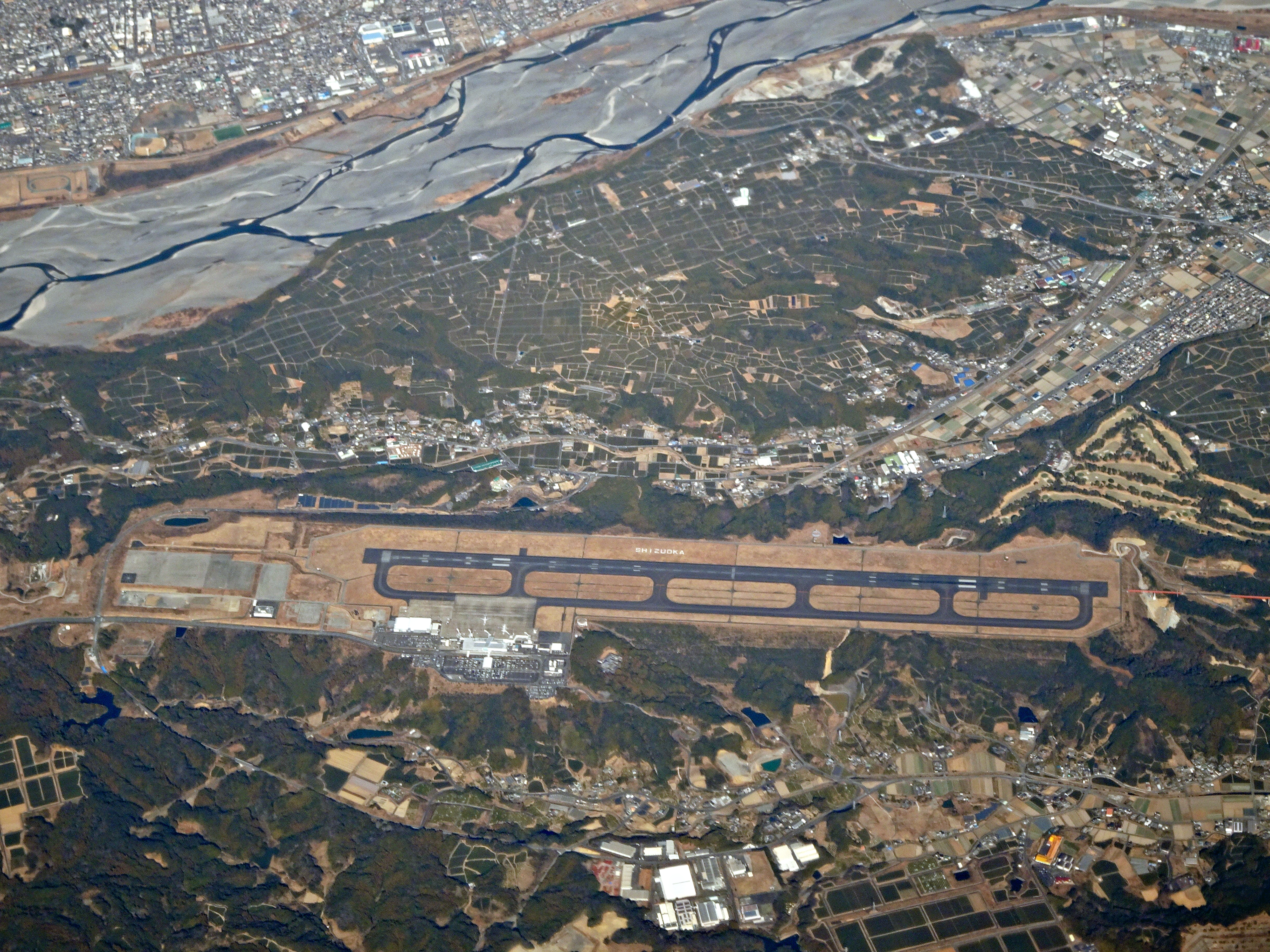
静岡空港
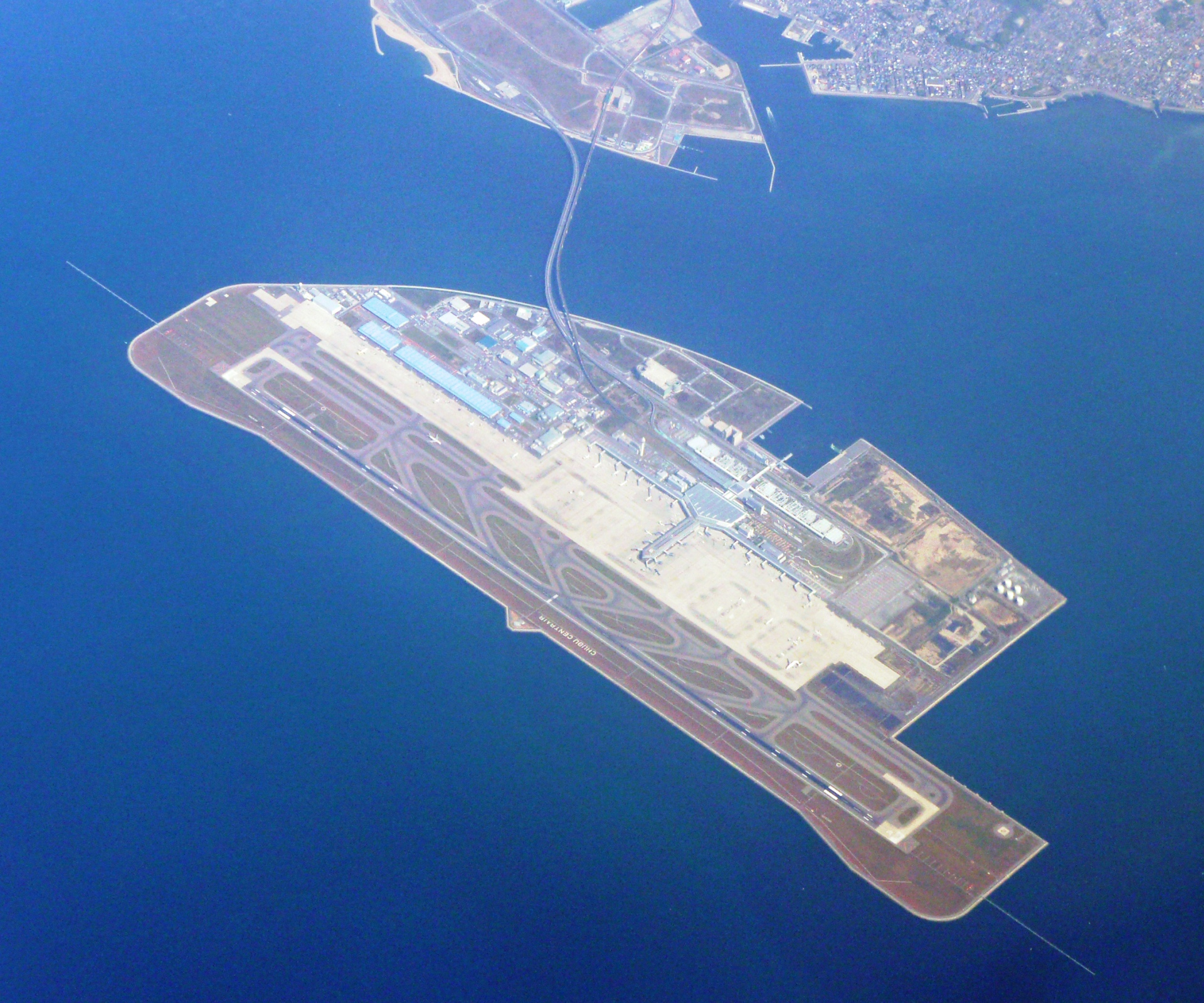
中部国際空港
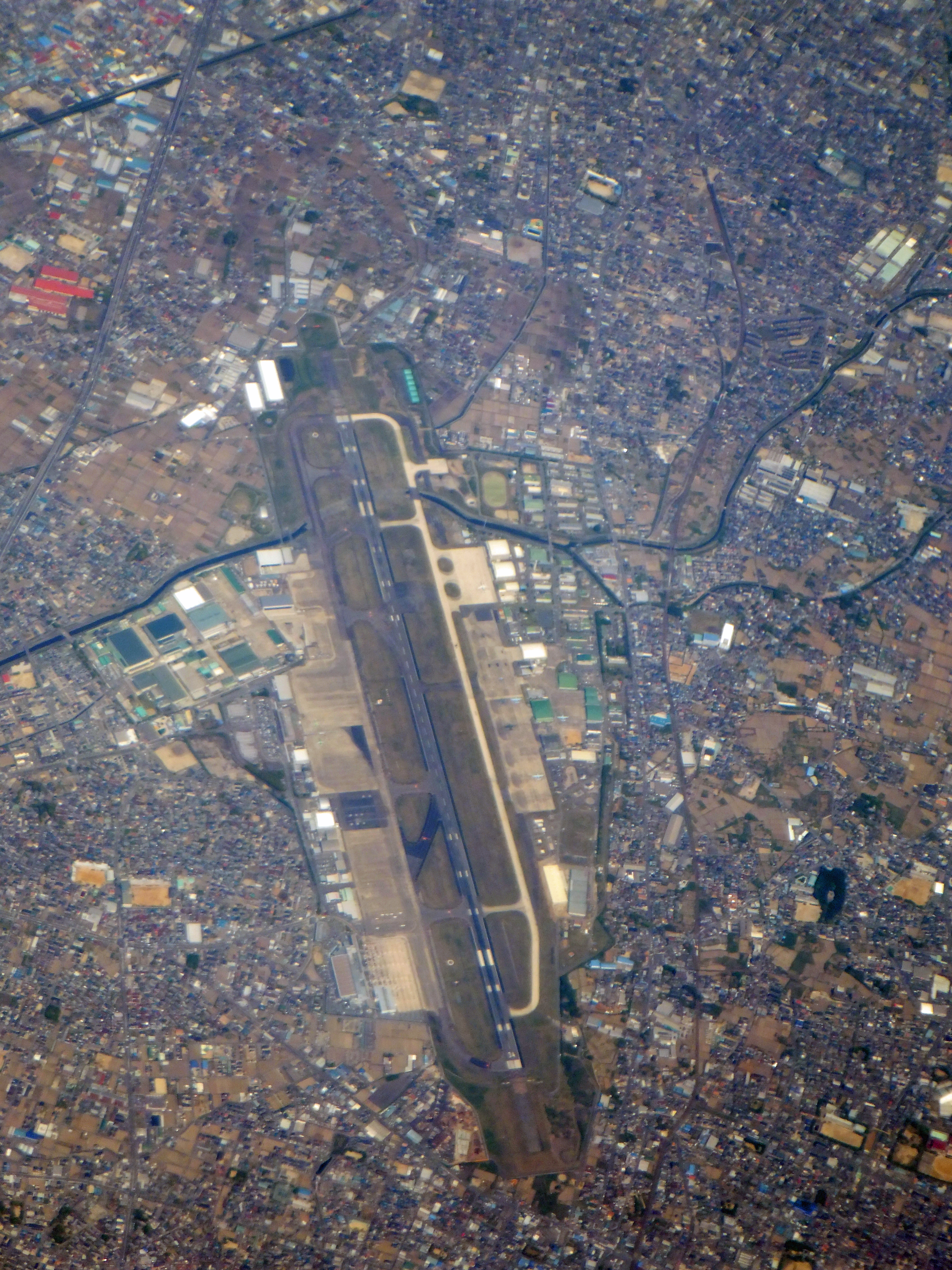
名古屋飛行場
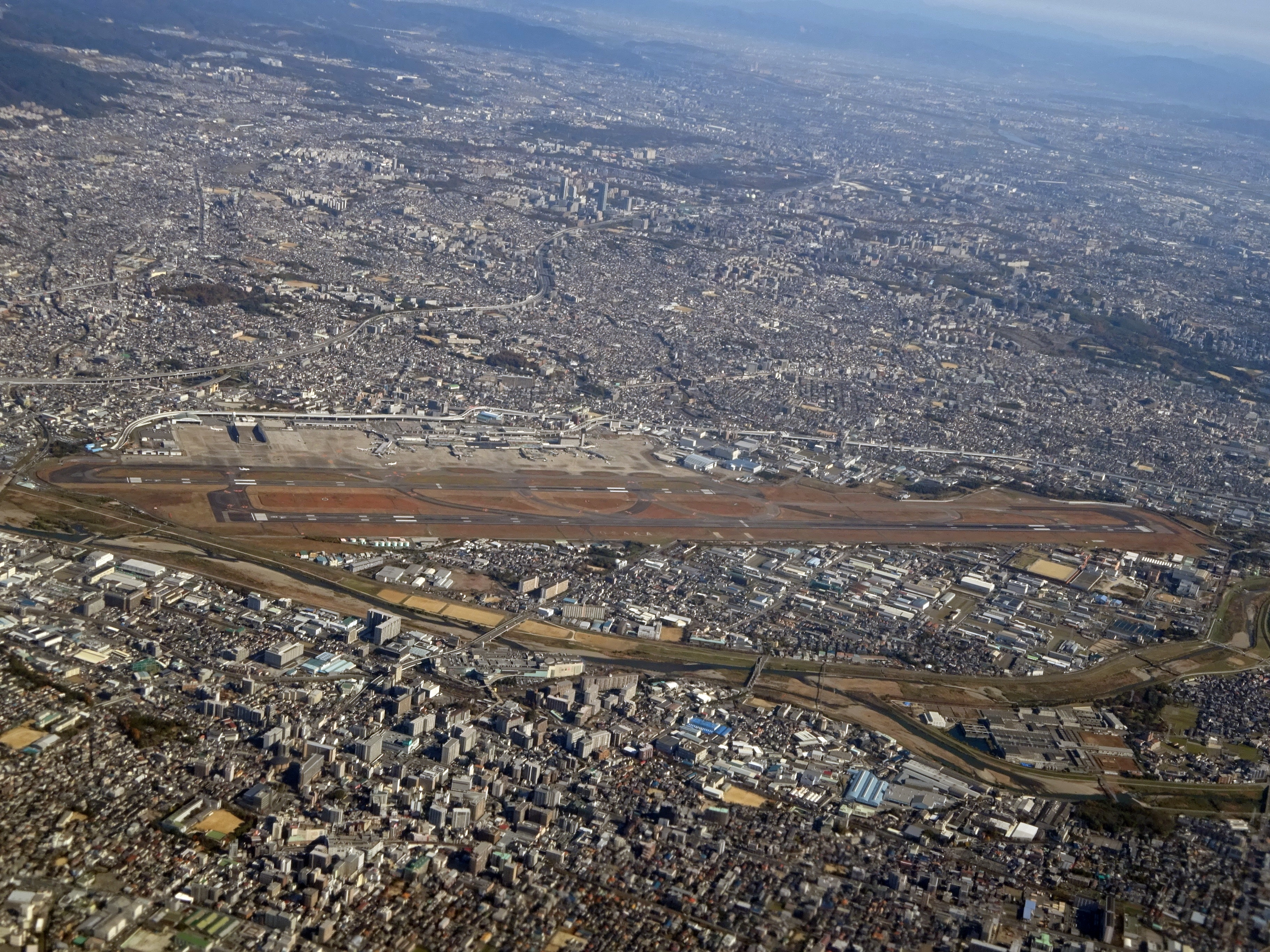
大阪国際空港
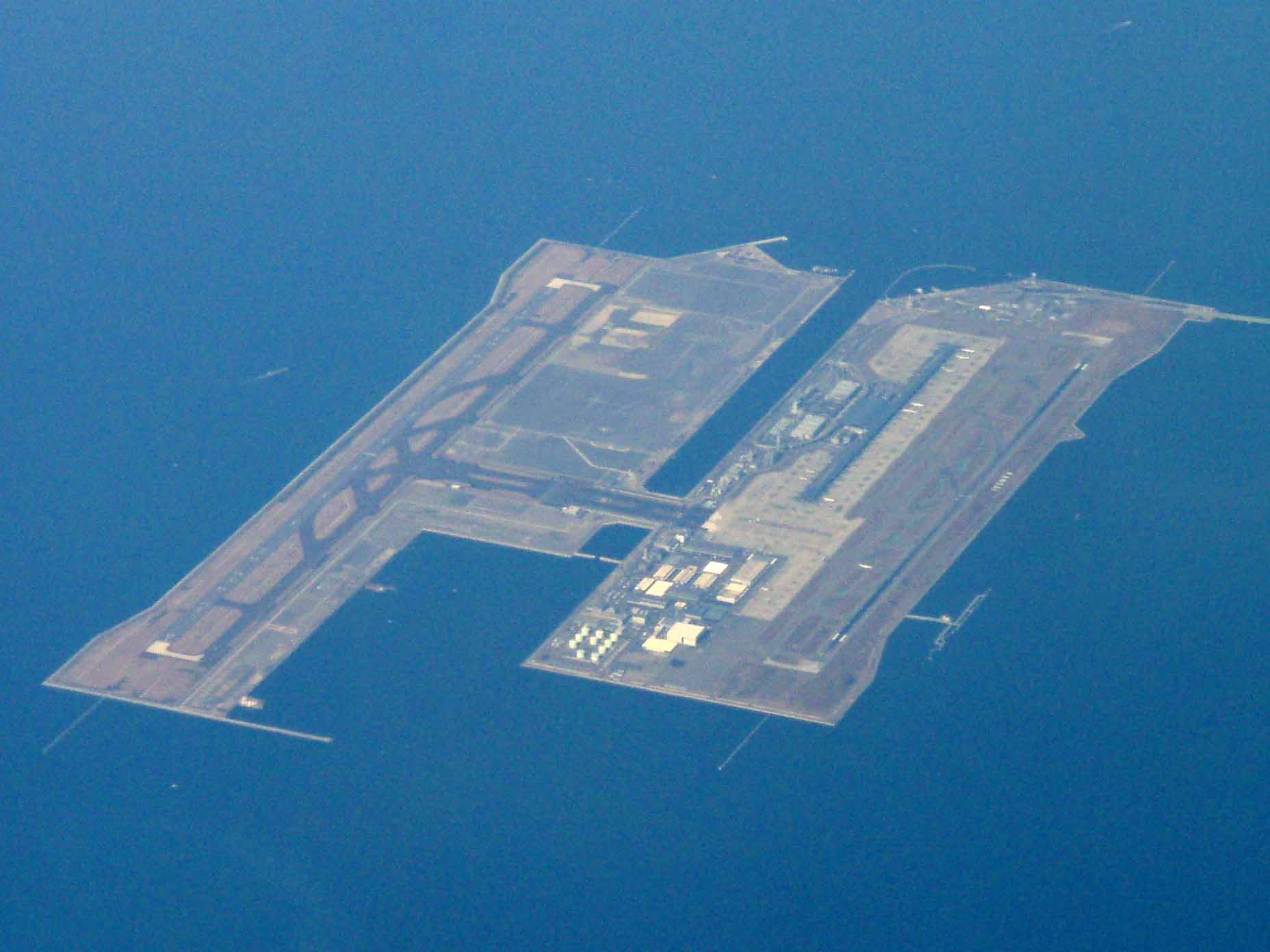
関西国際空港
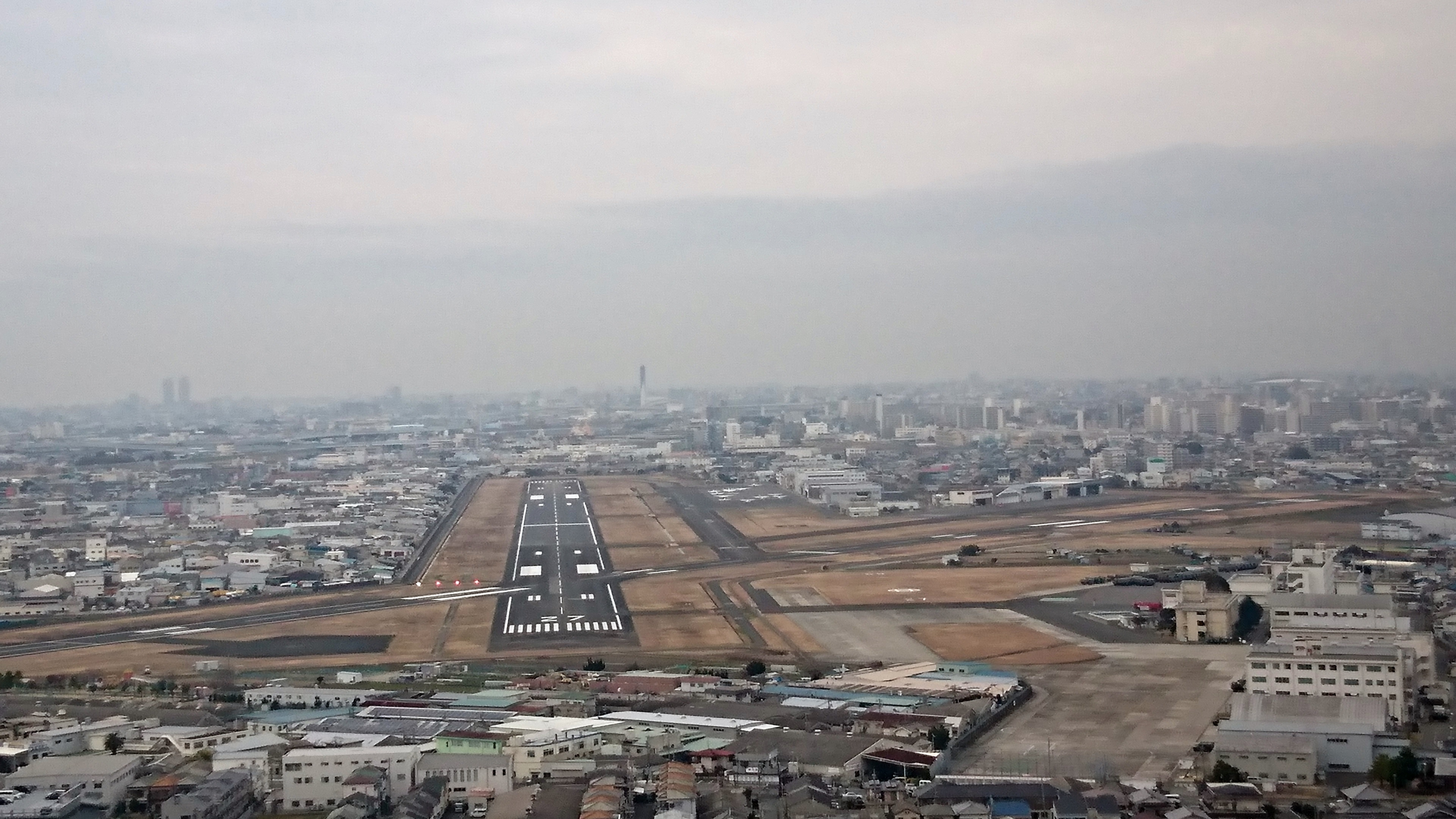
八尾空港
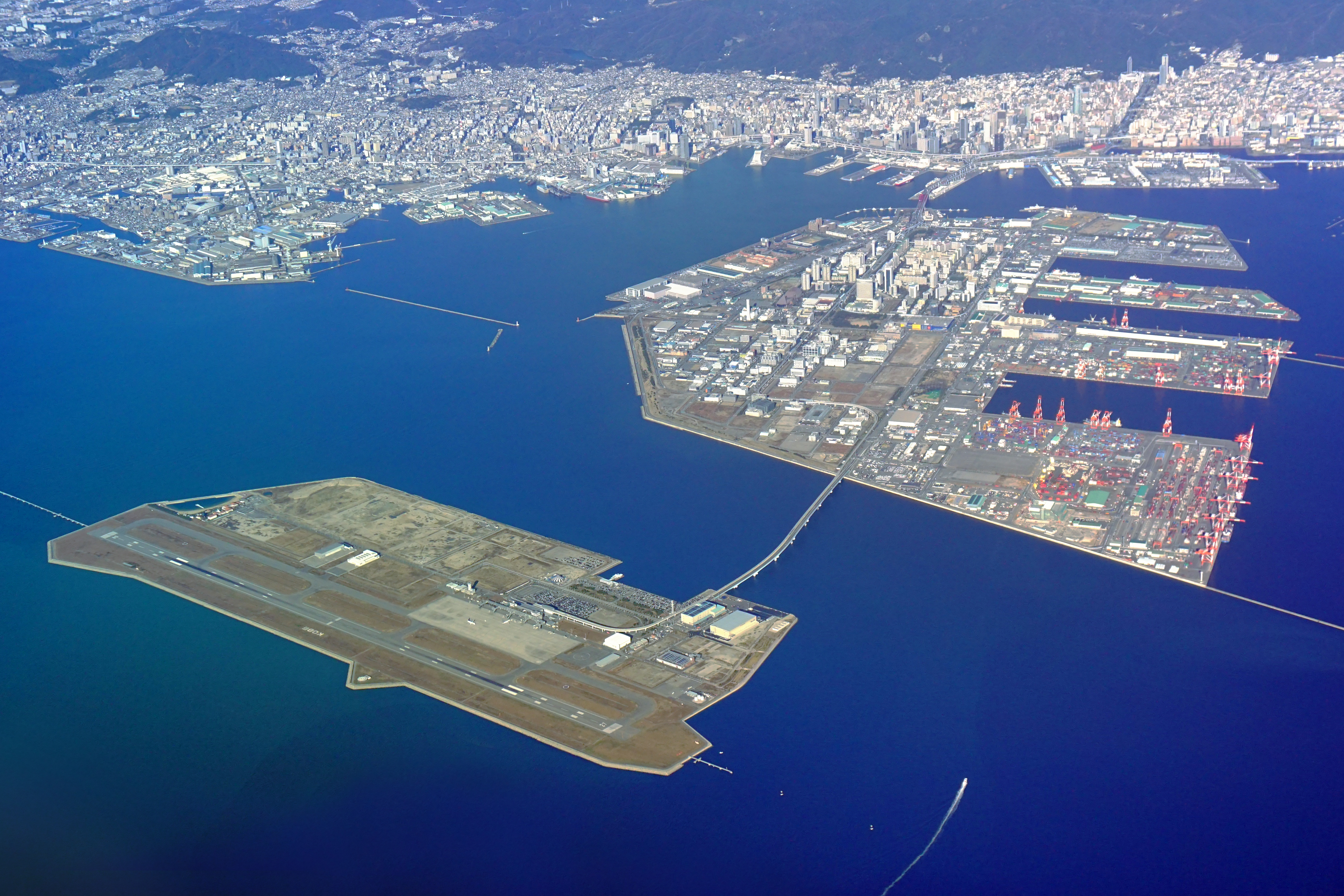
神戸空港
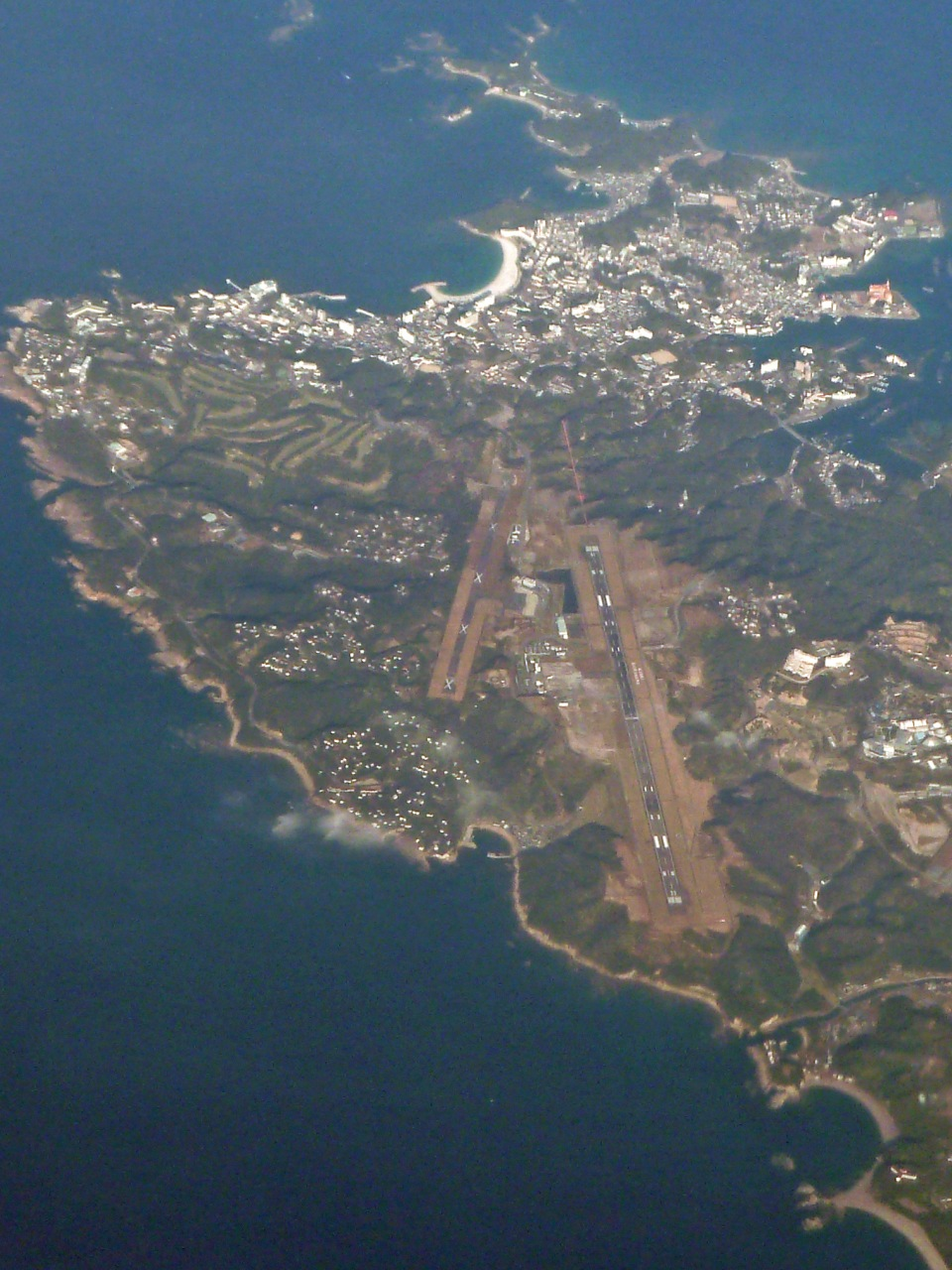
南紀白浜空港
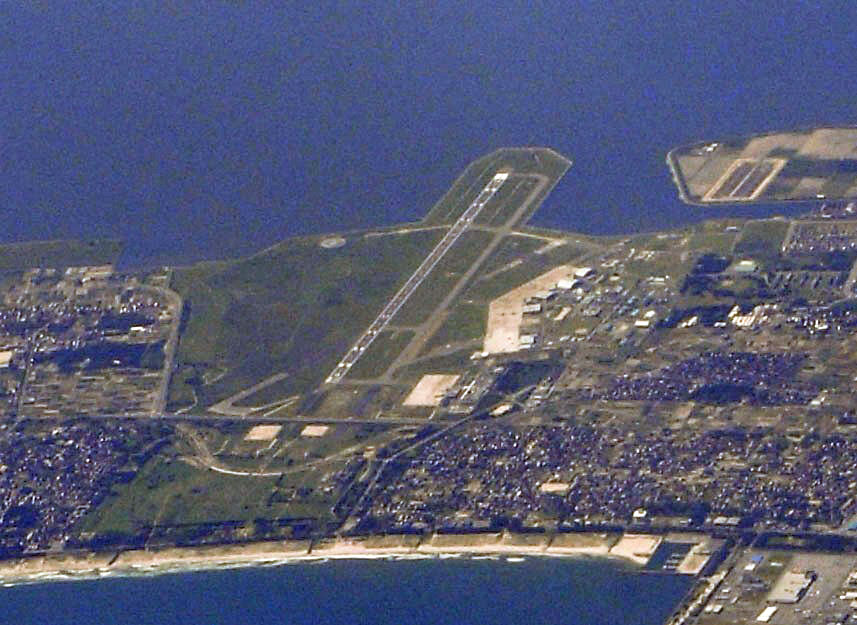
美保飛行場
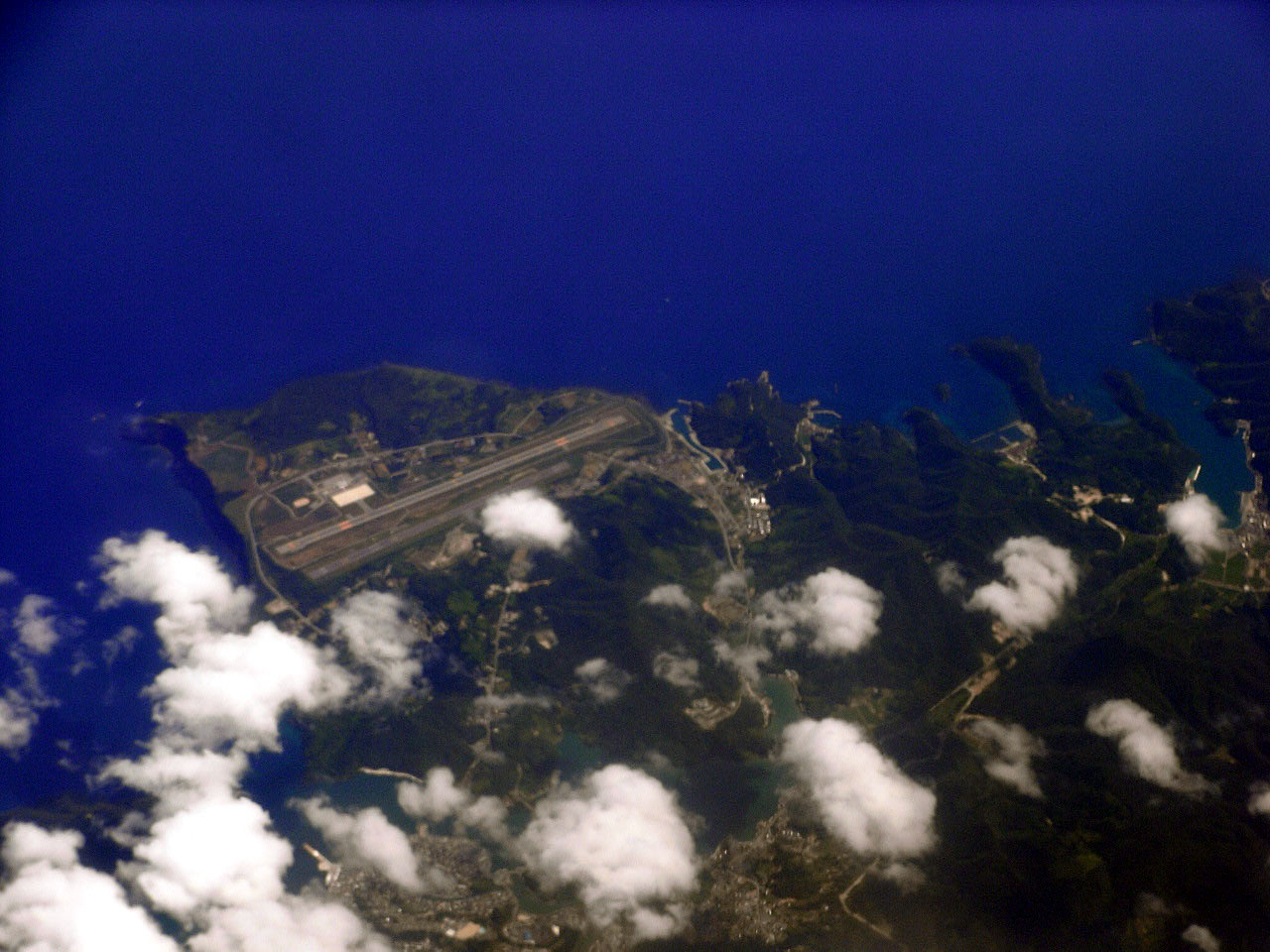
隠岐空港
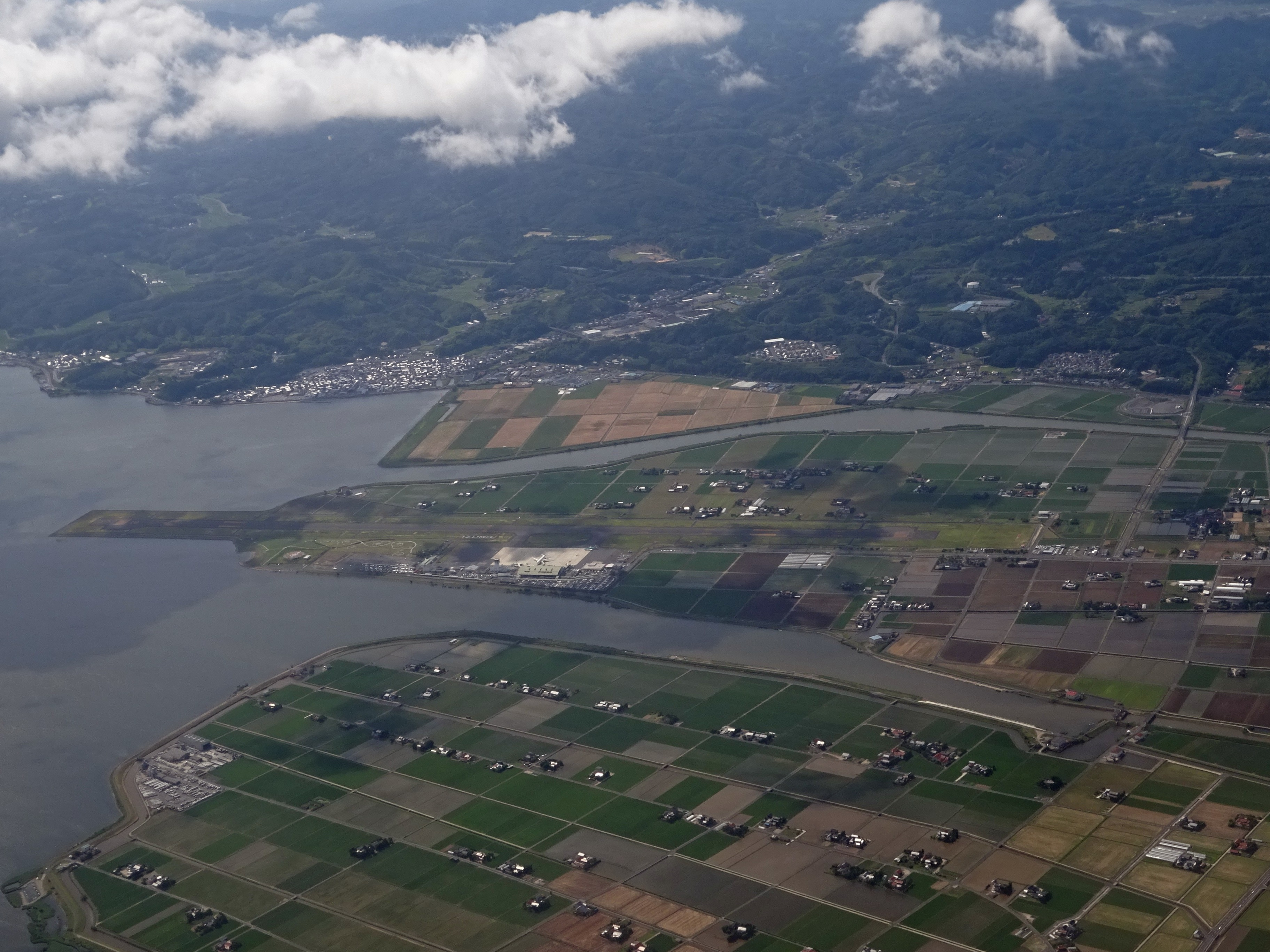
出雲空港
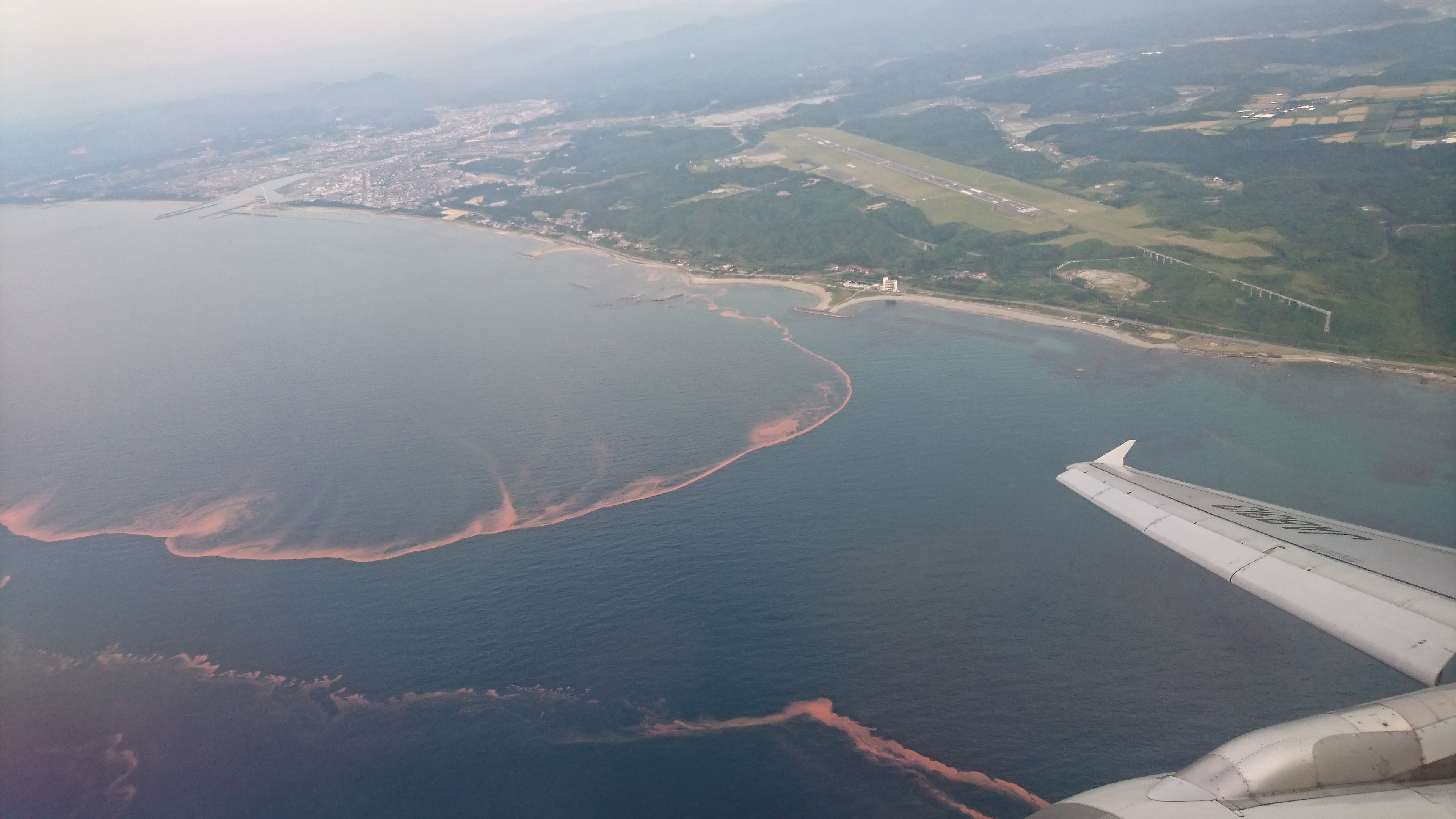
石見空港
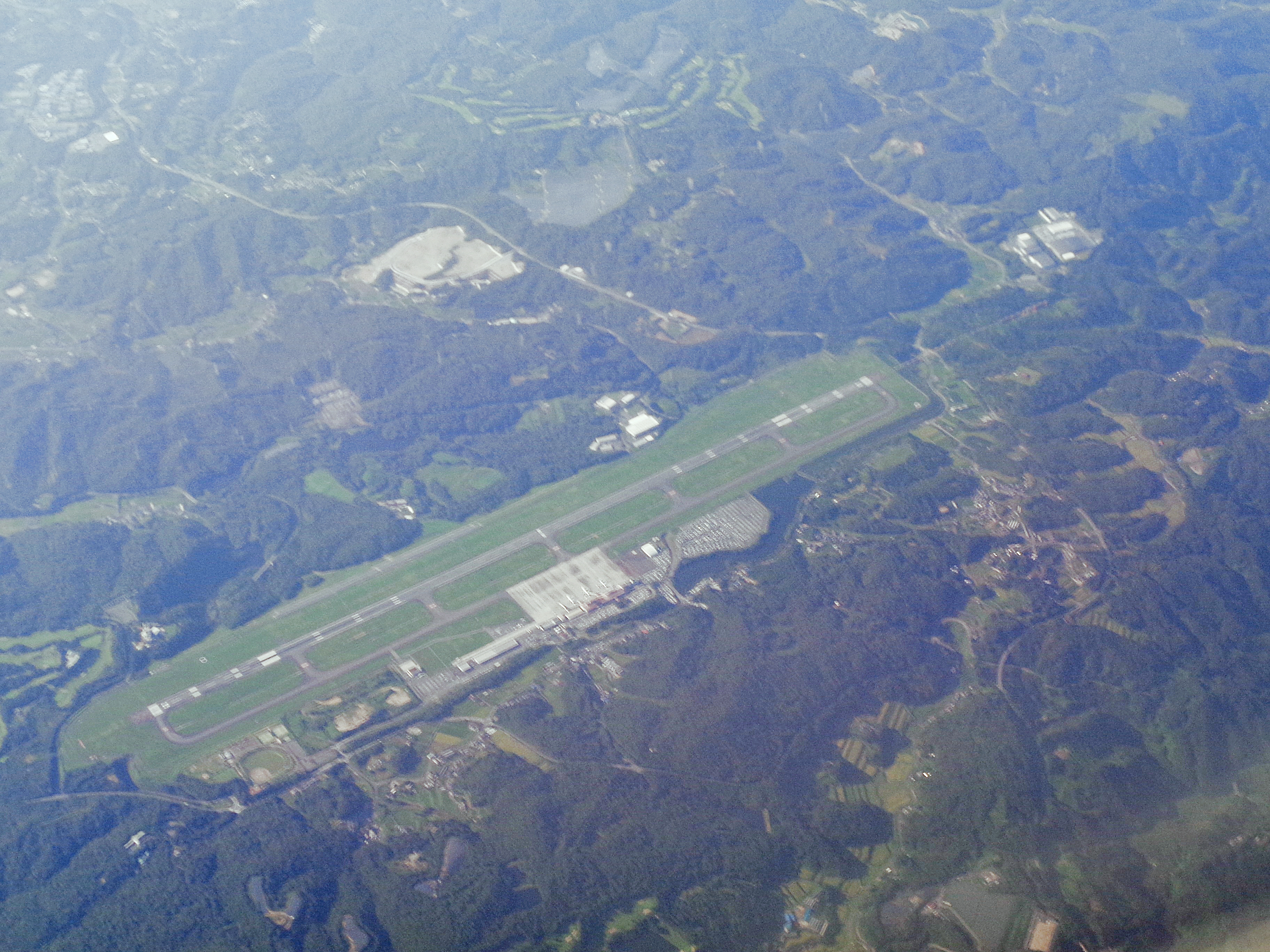
岡山空港
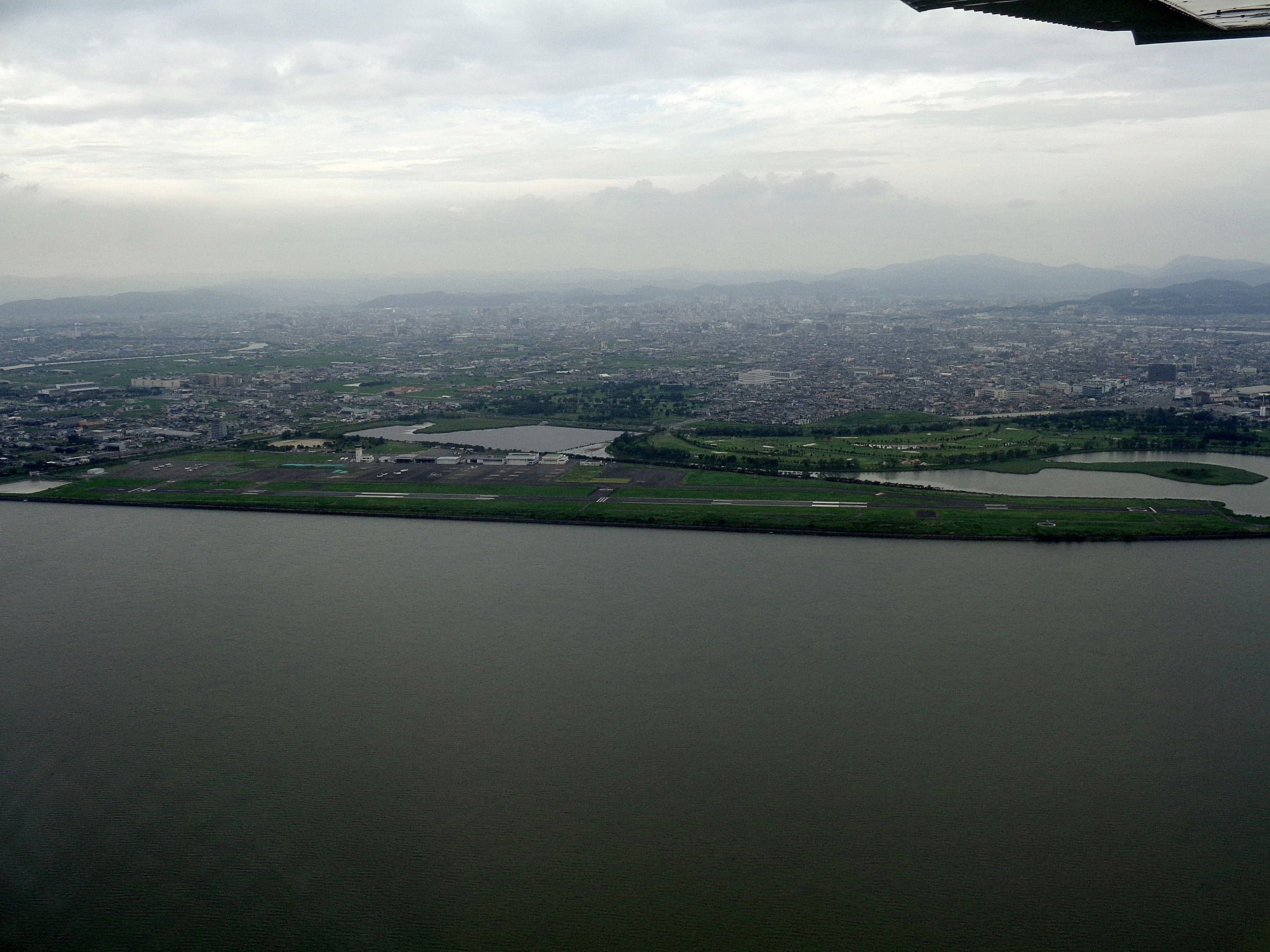
岡南飛行場
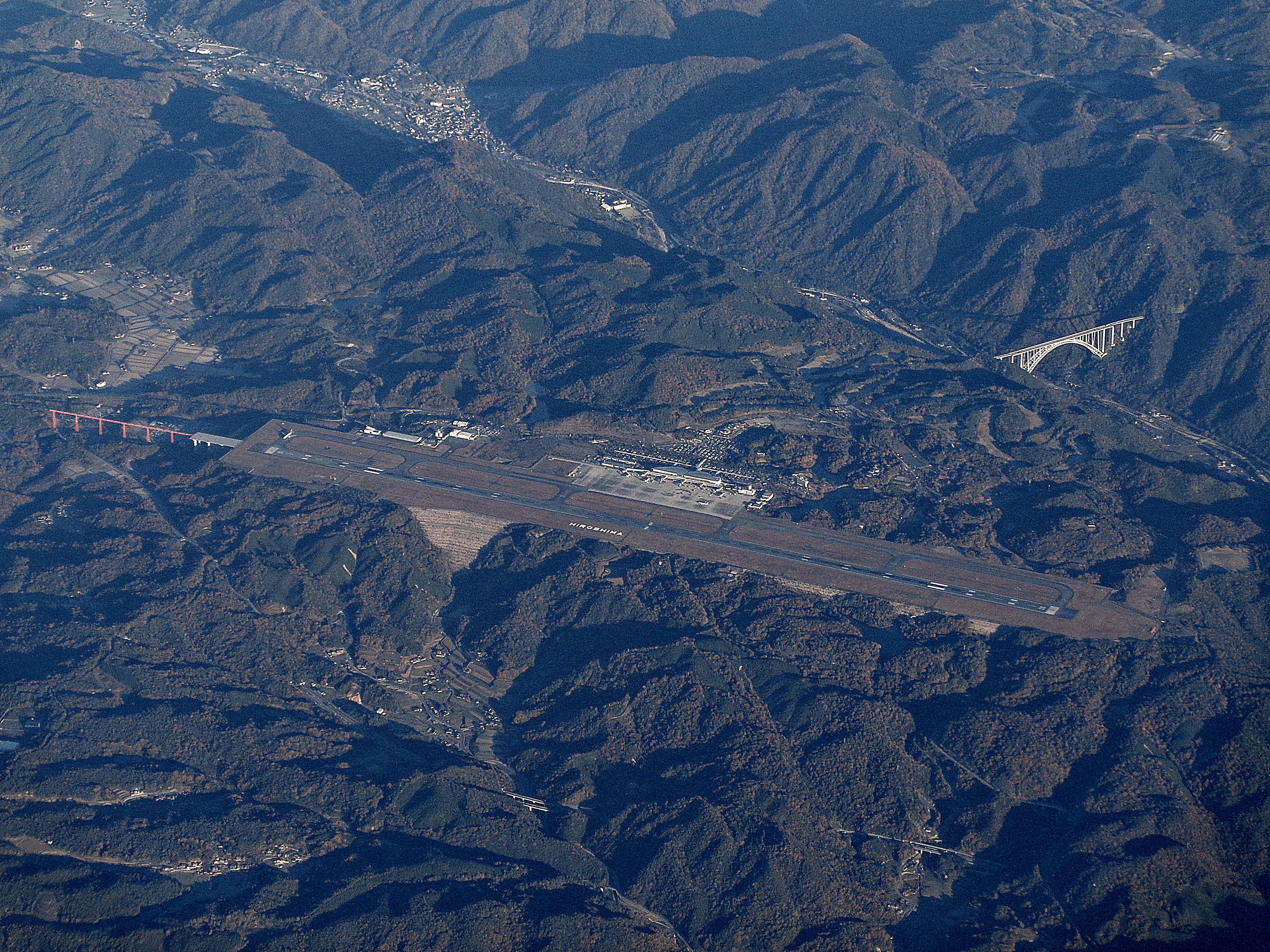
広島空港
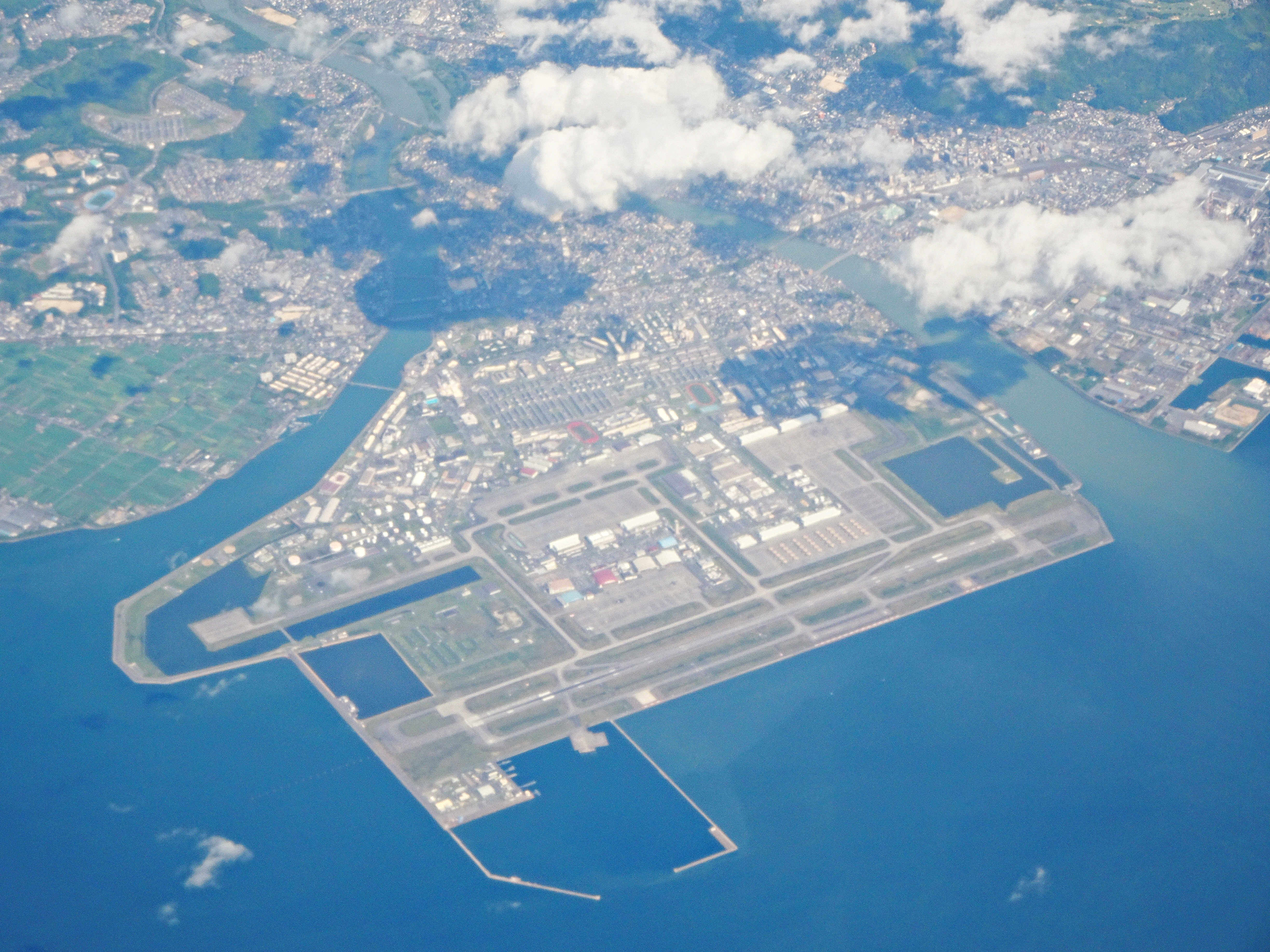
岩国飛行場
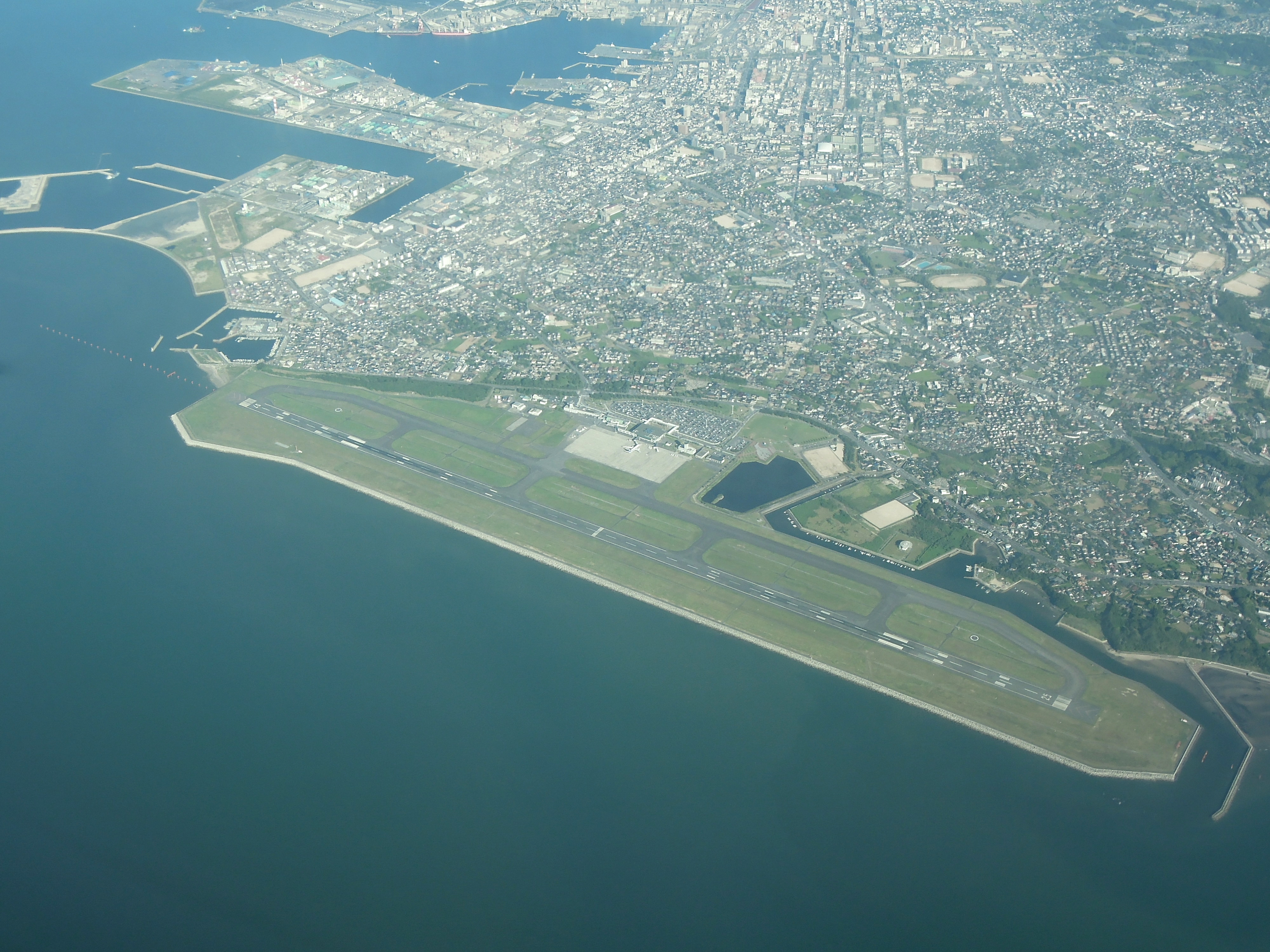
山口宇部空港
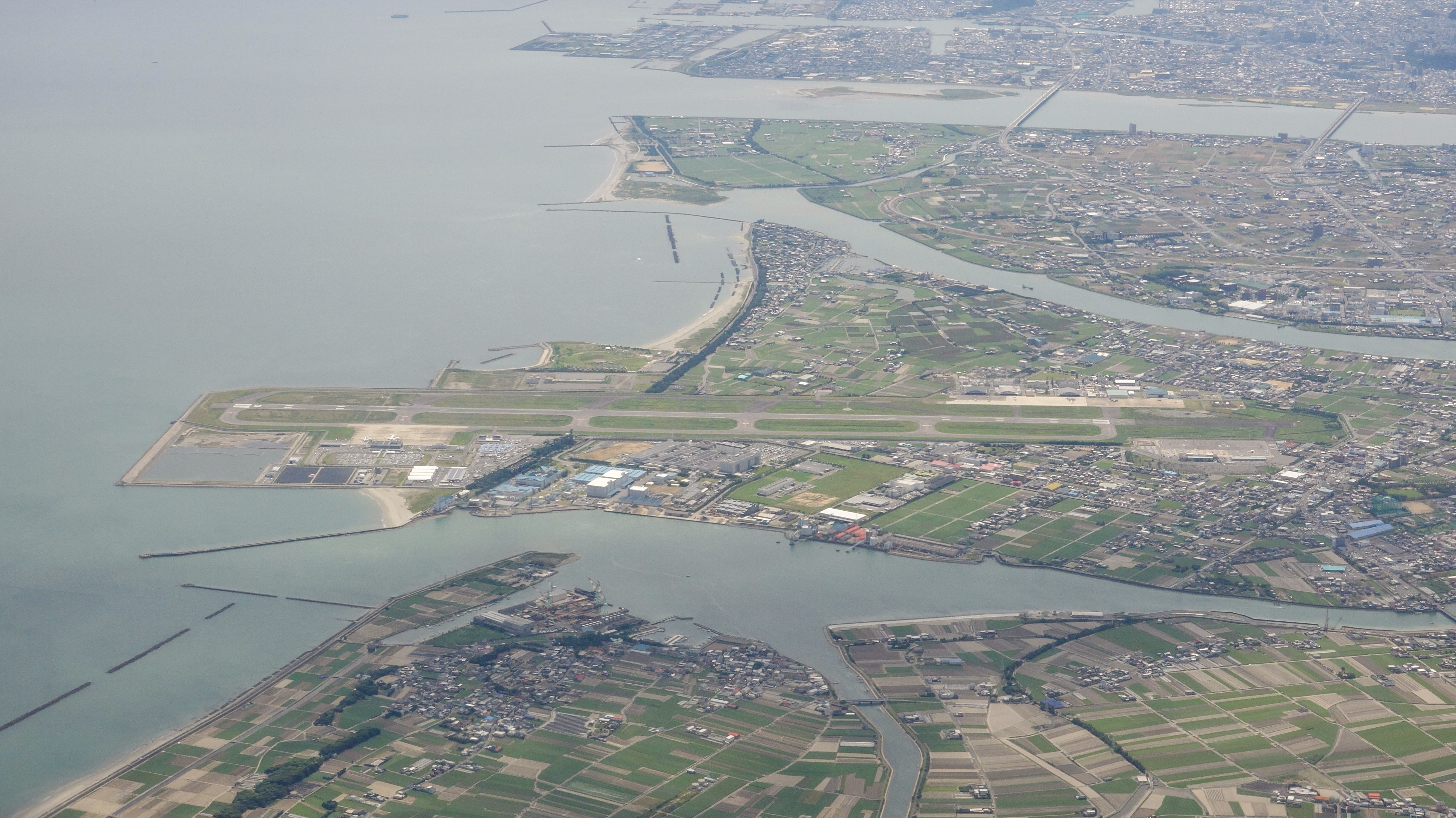
徳島飛行場
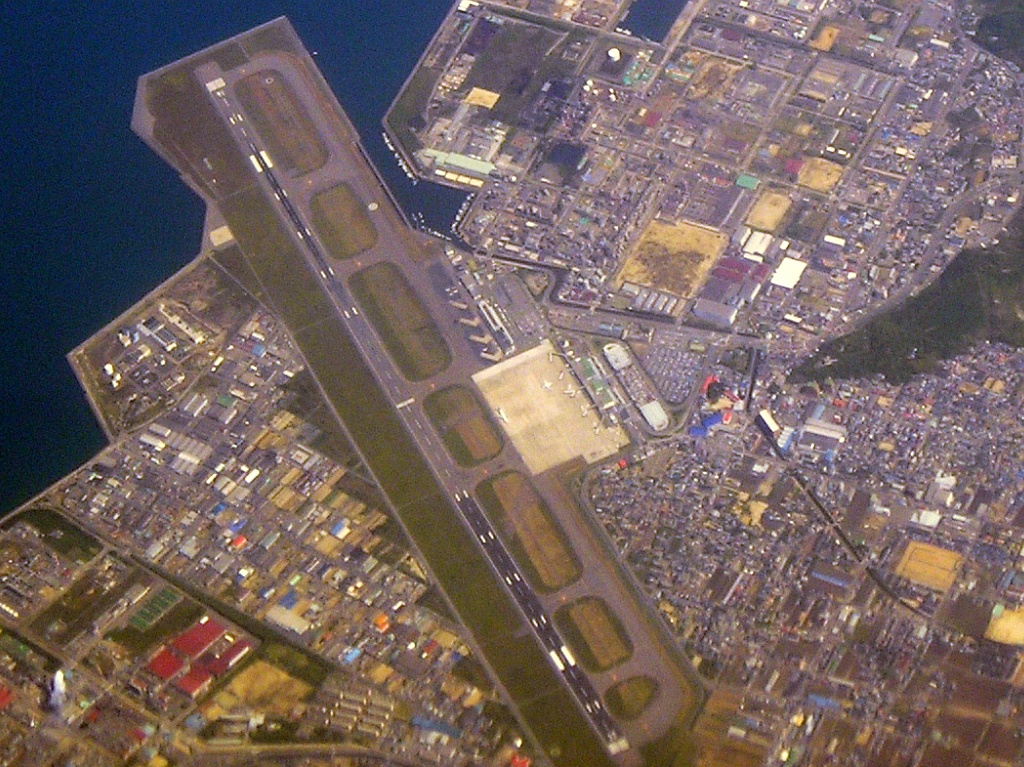
松山空港
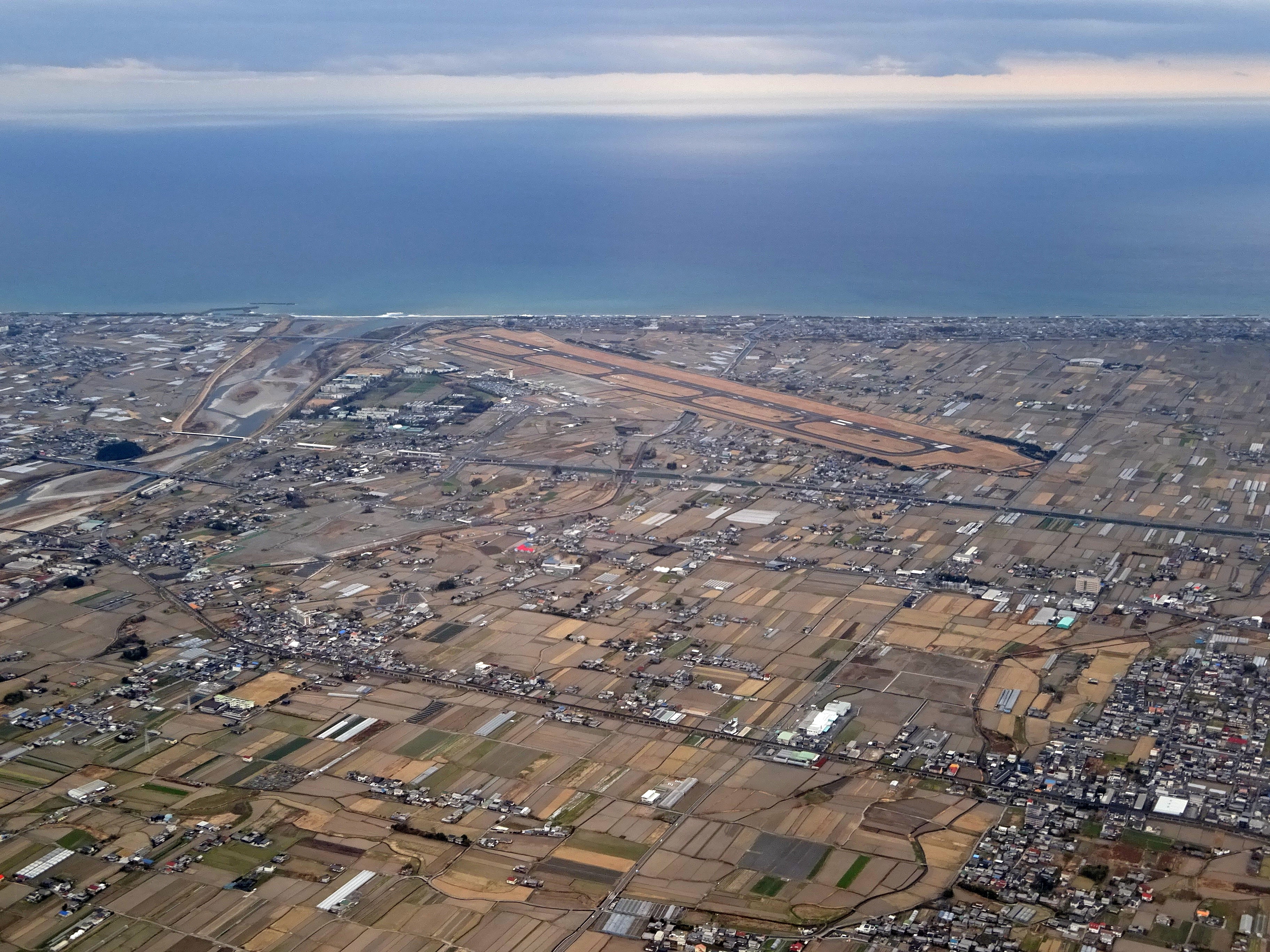
高知空港
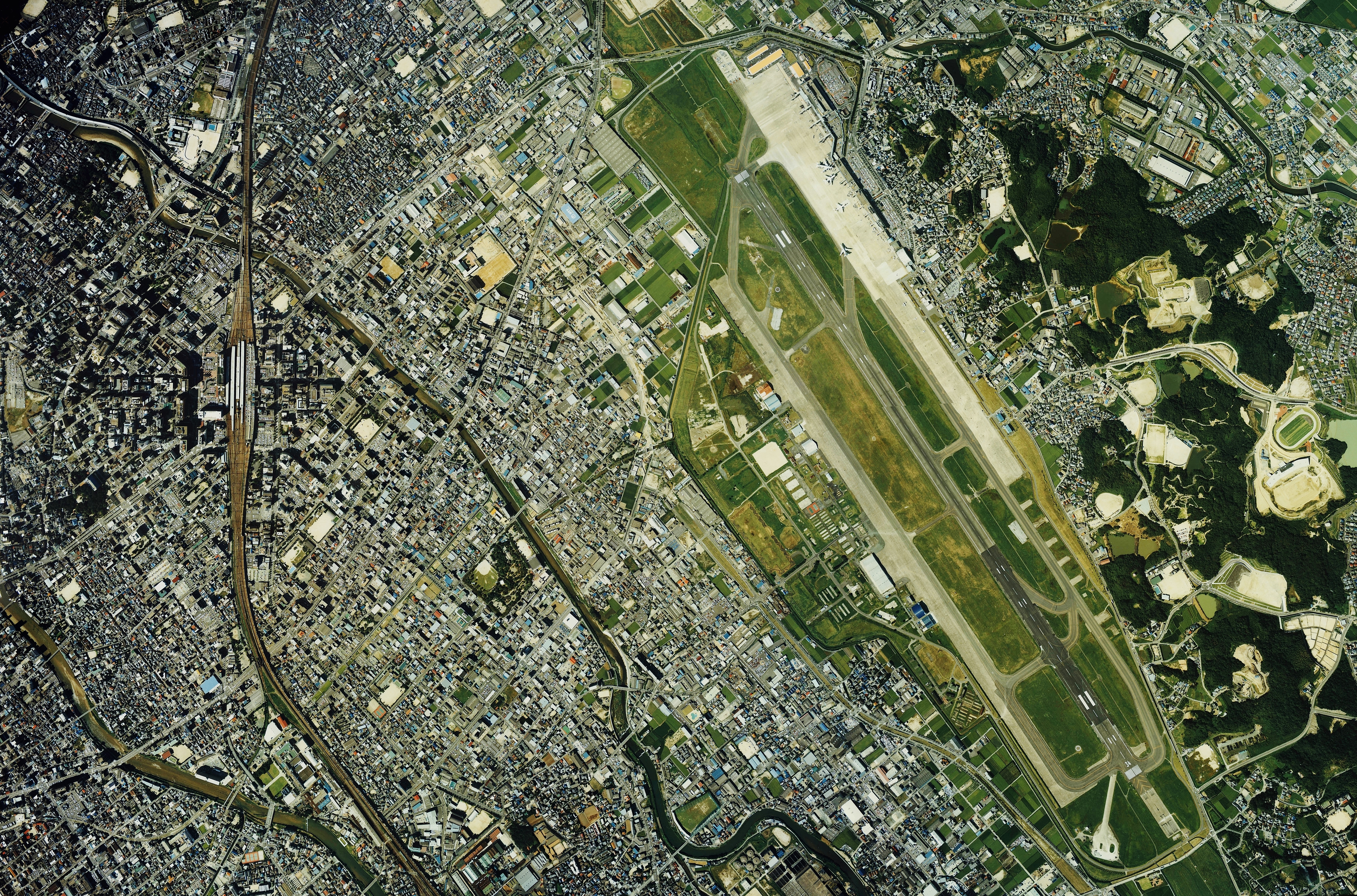
福岡空港
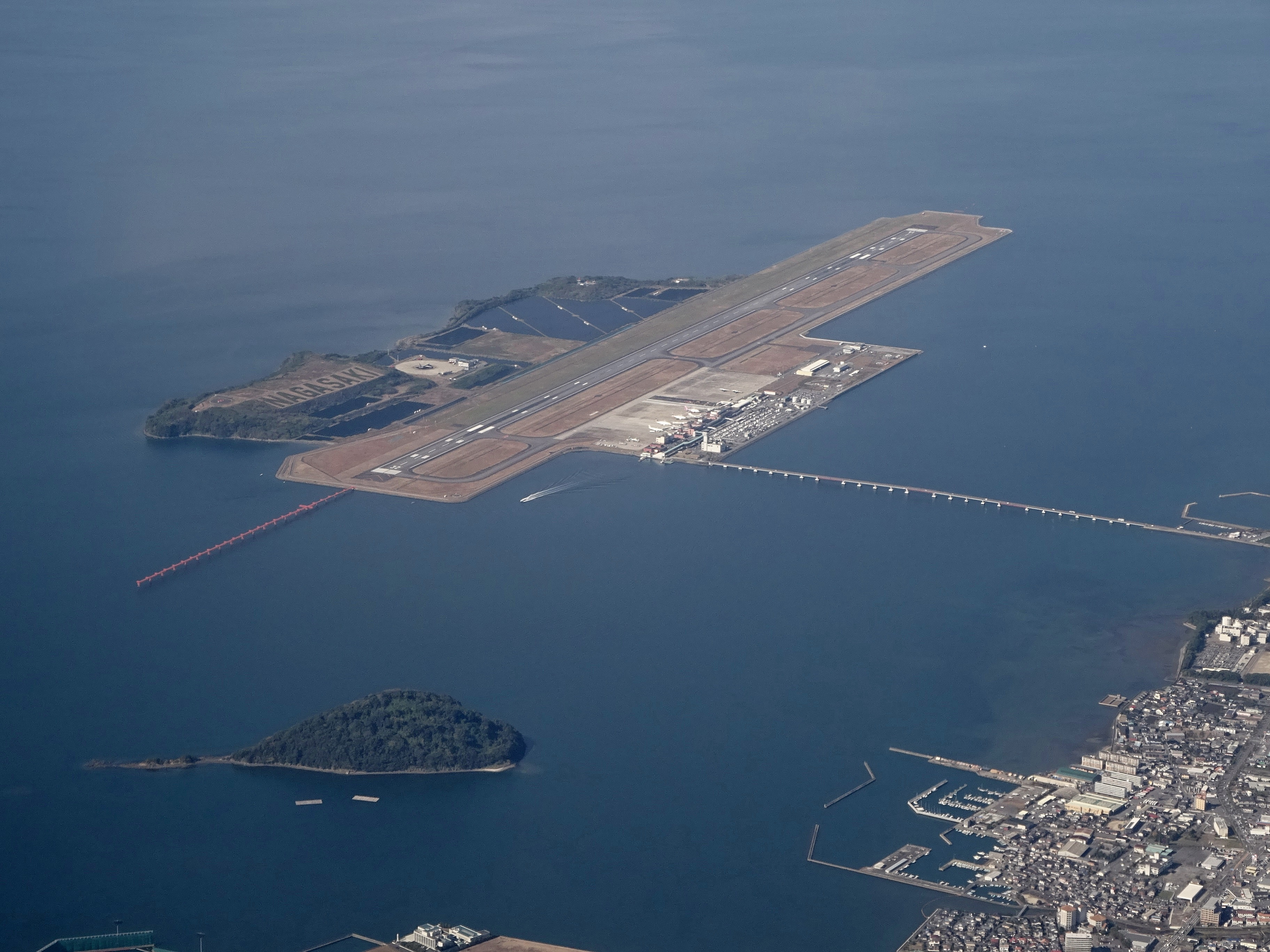
長崎空港
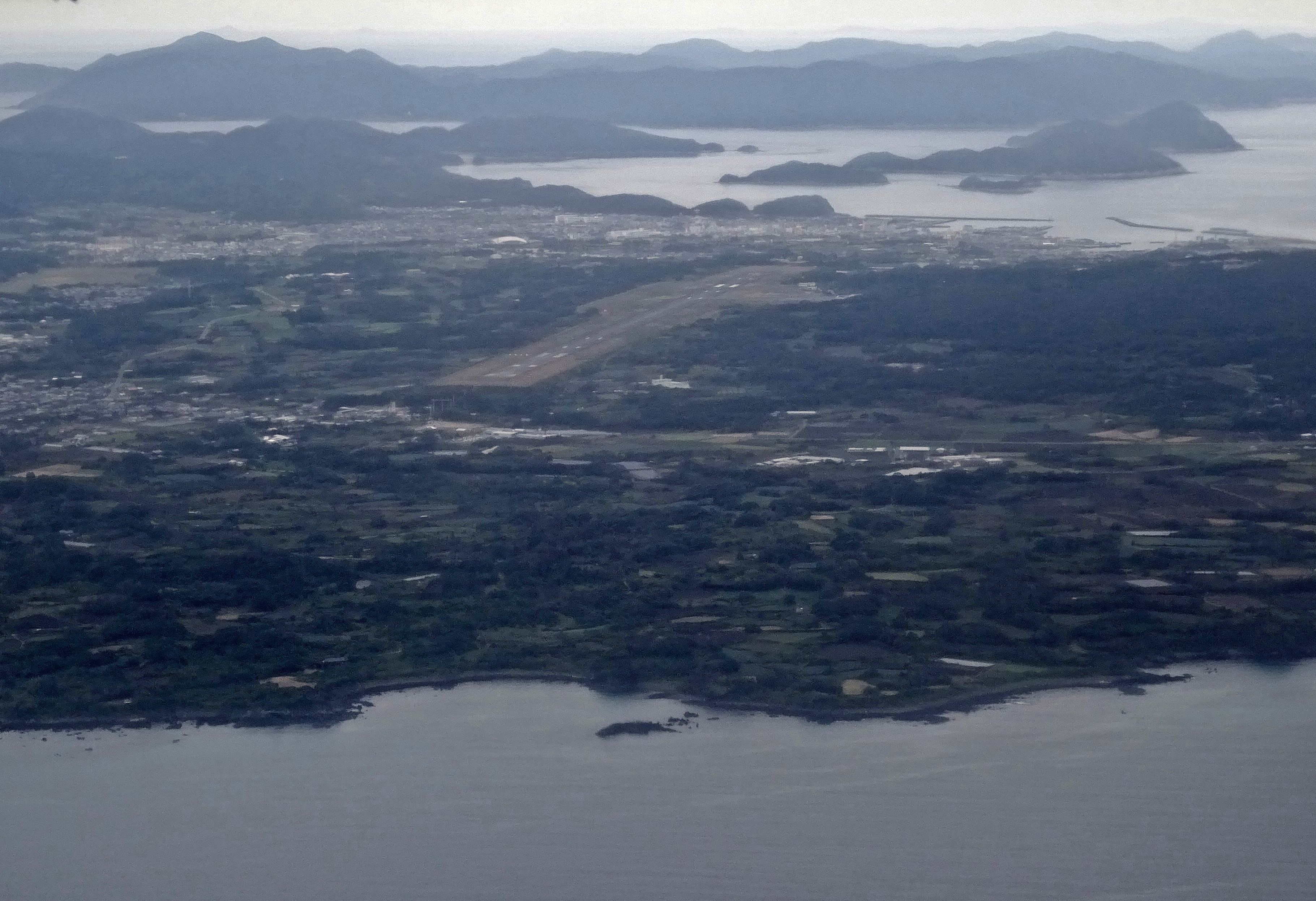
福江空港
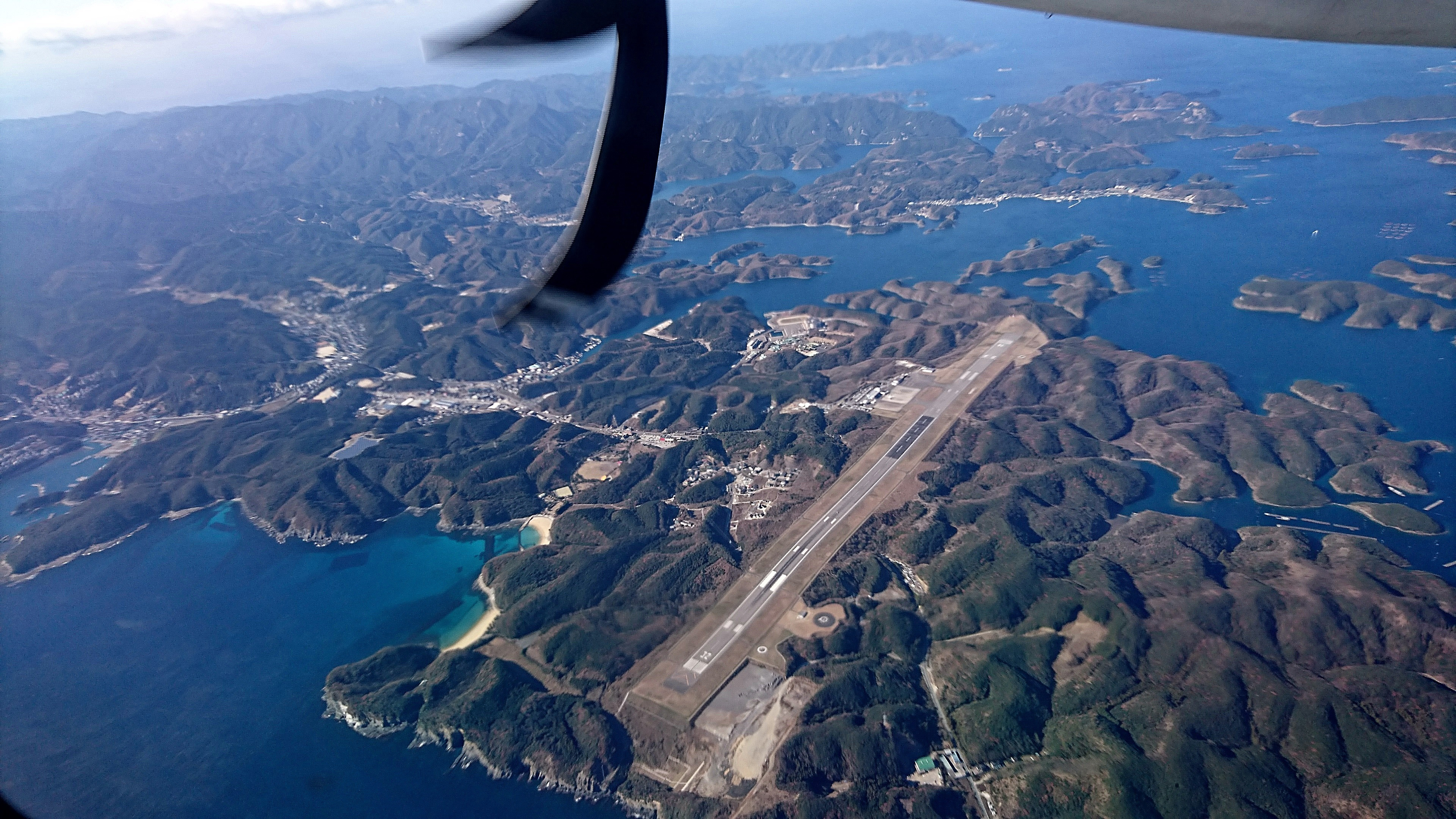
対馬空港
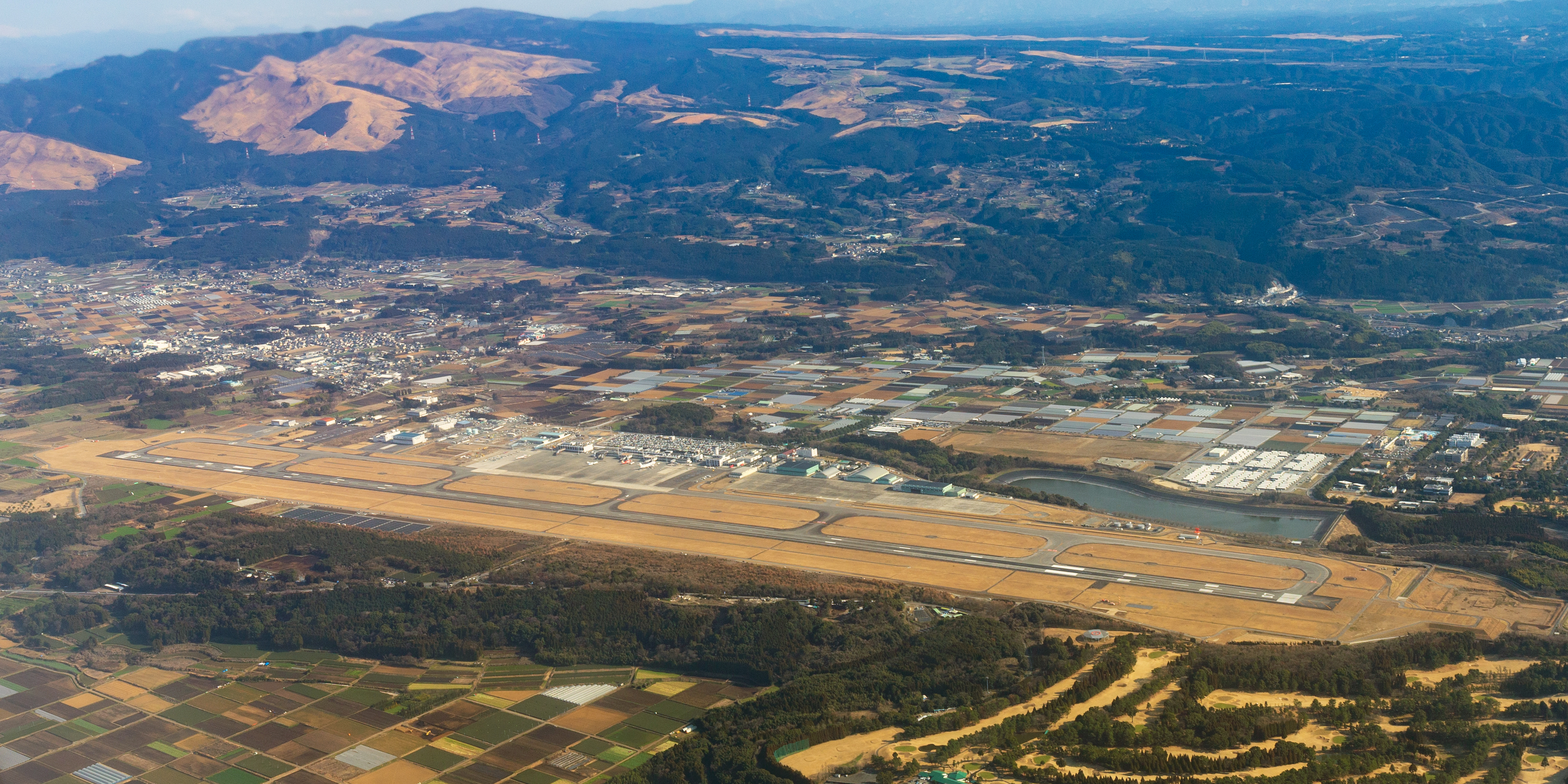
熊本空港
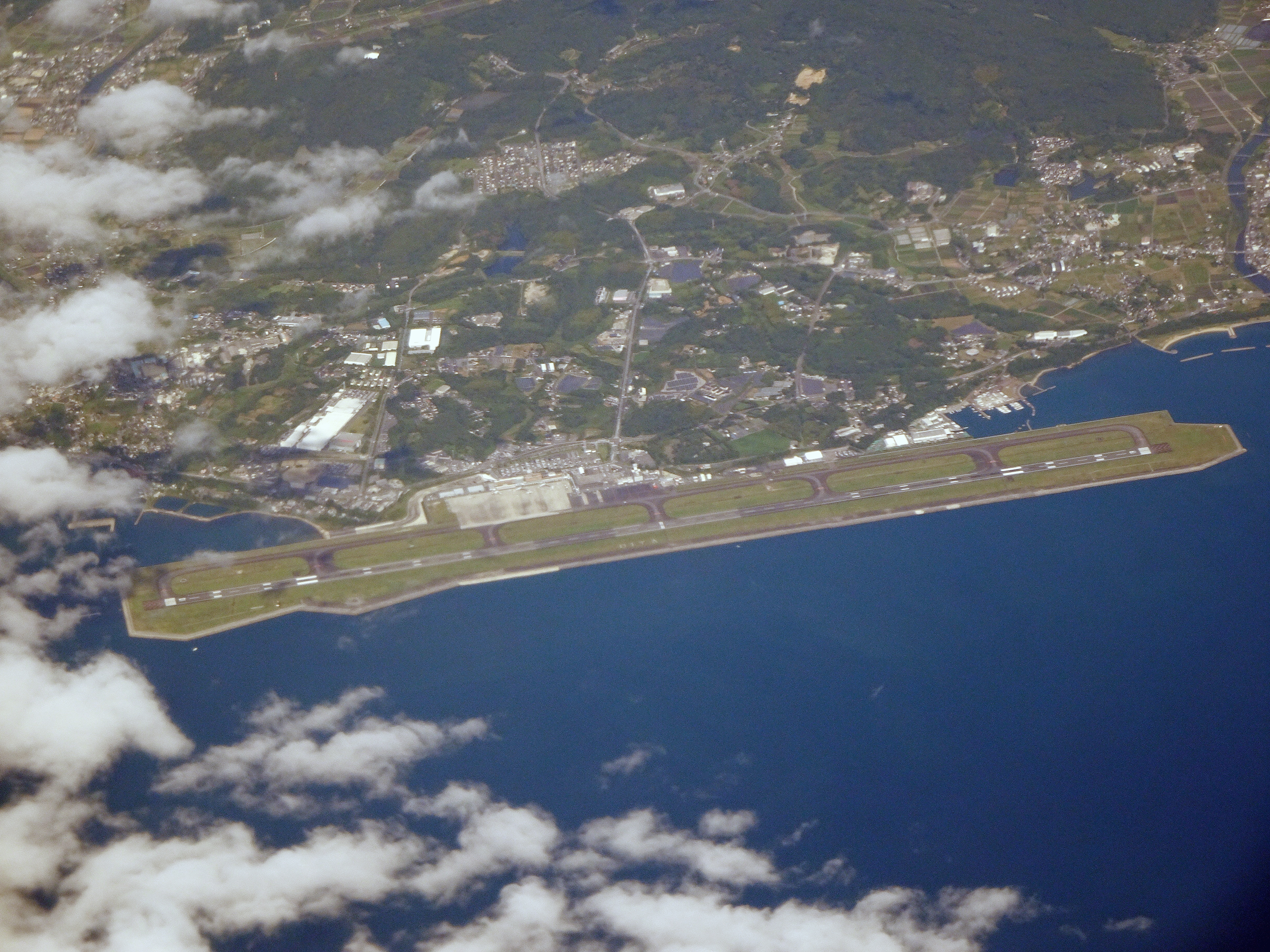
大分空港
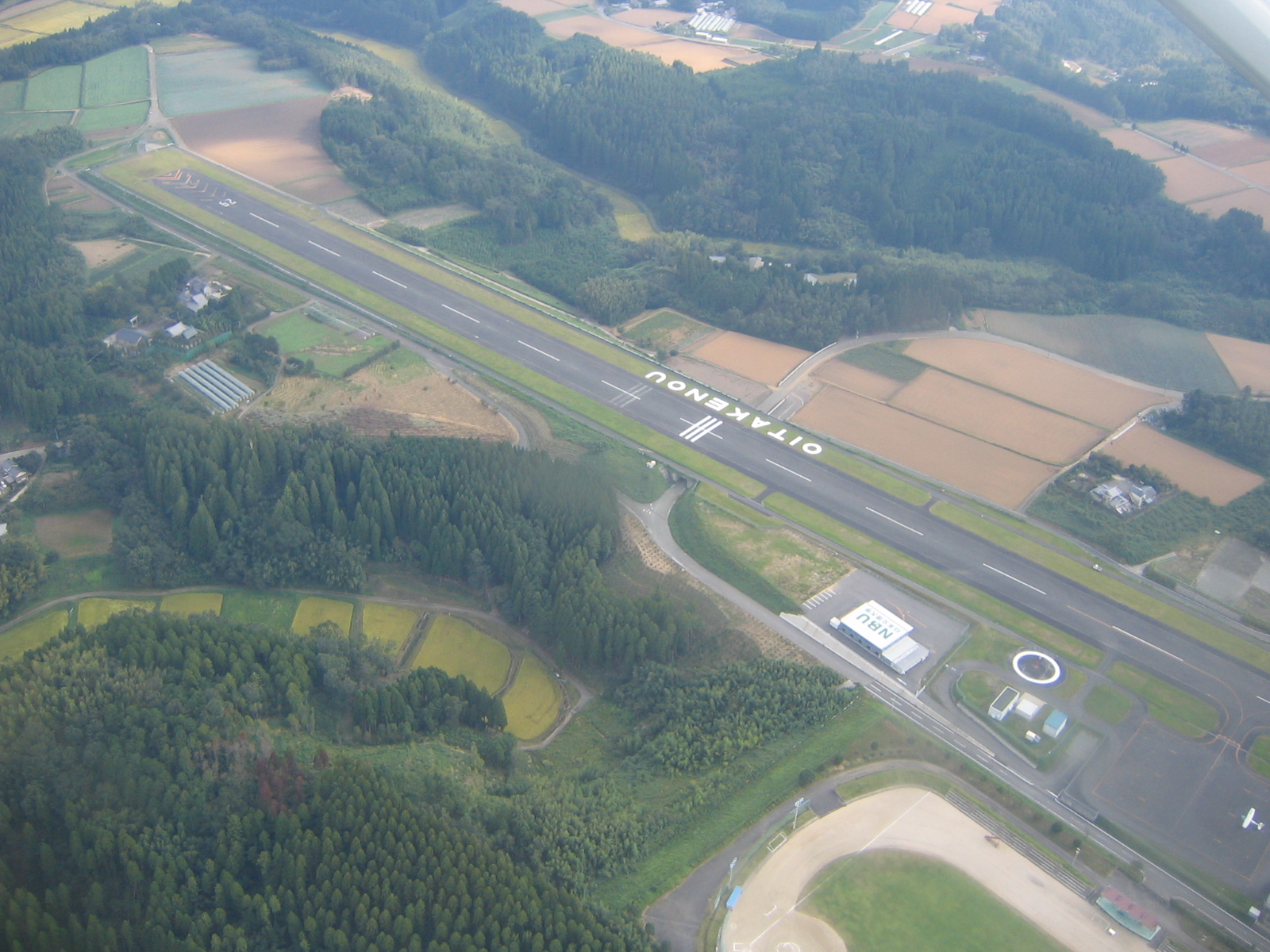
大分県央飛行場
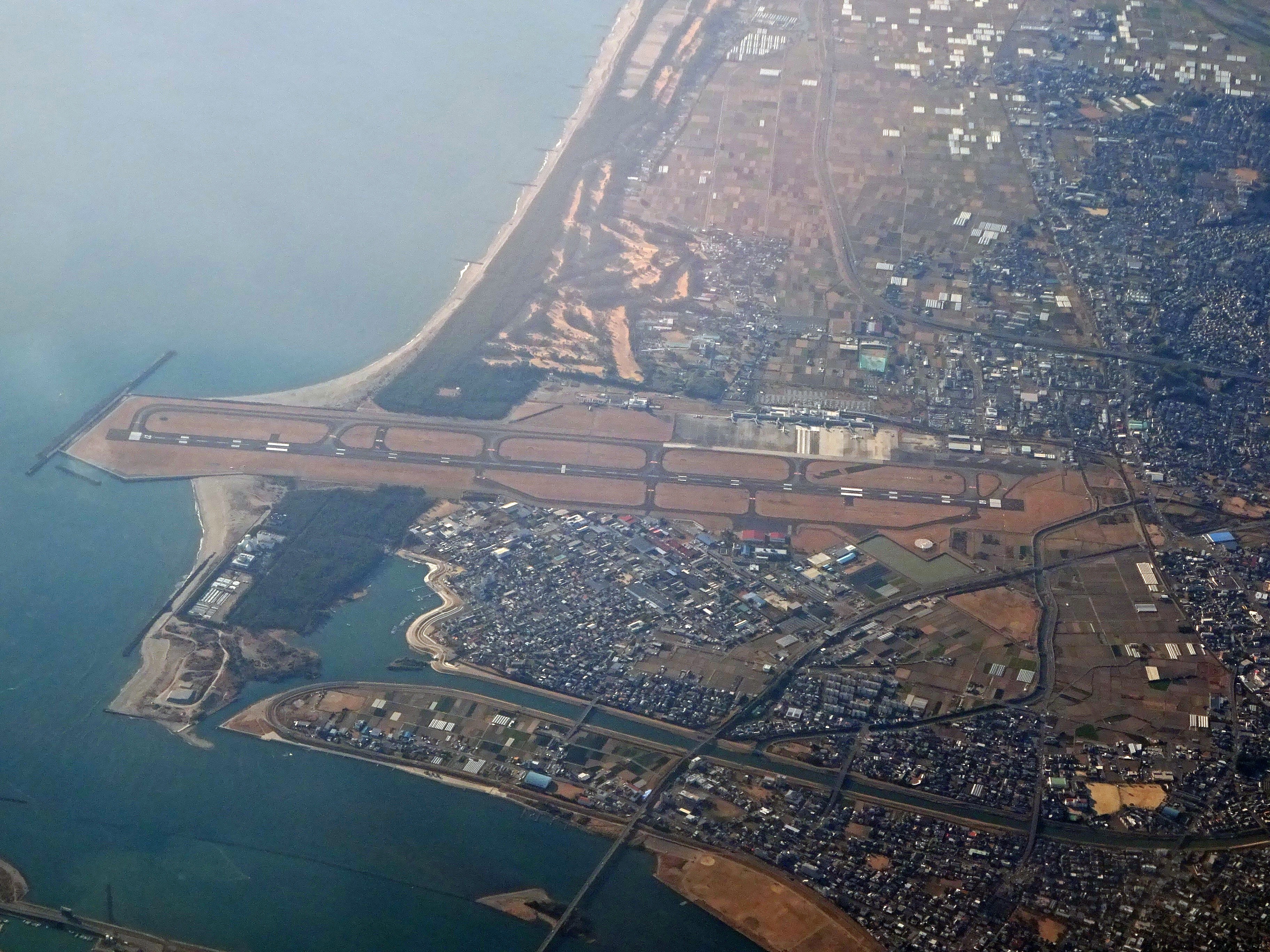
宮崎空港
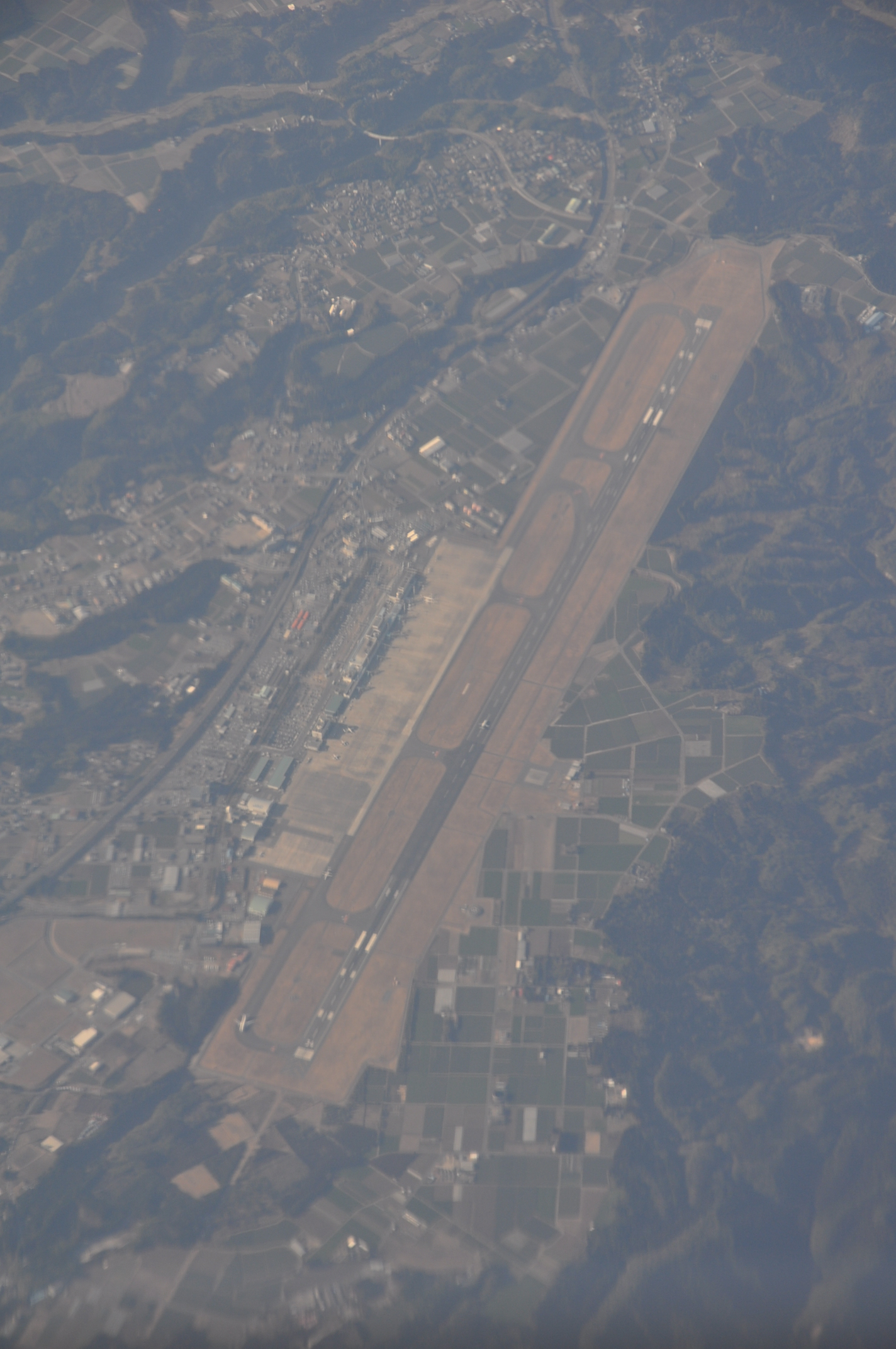
鹿児島空港
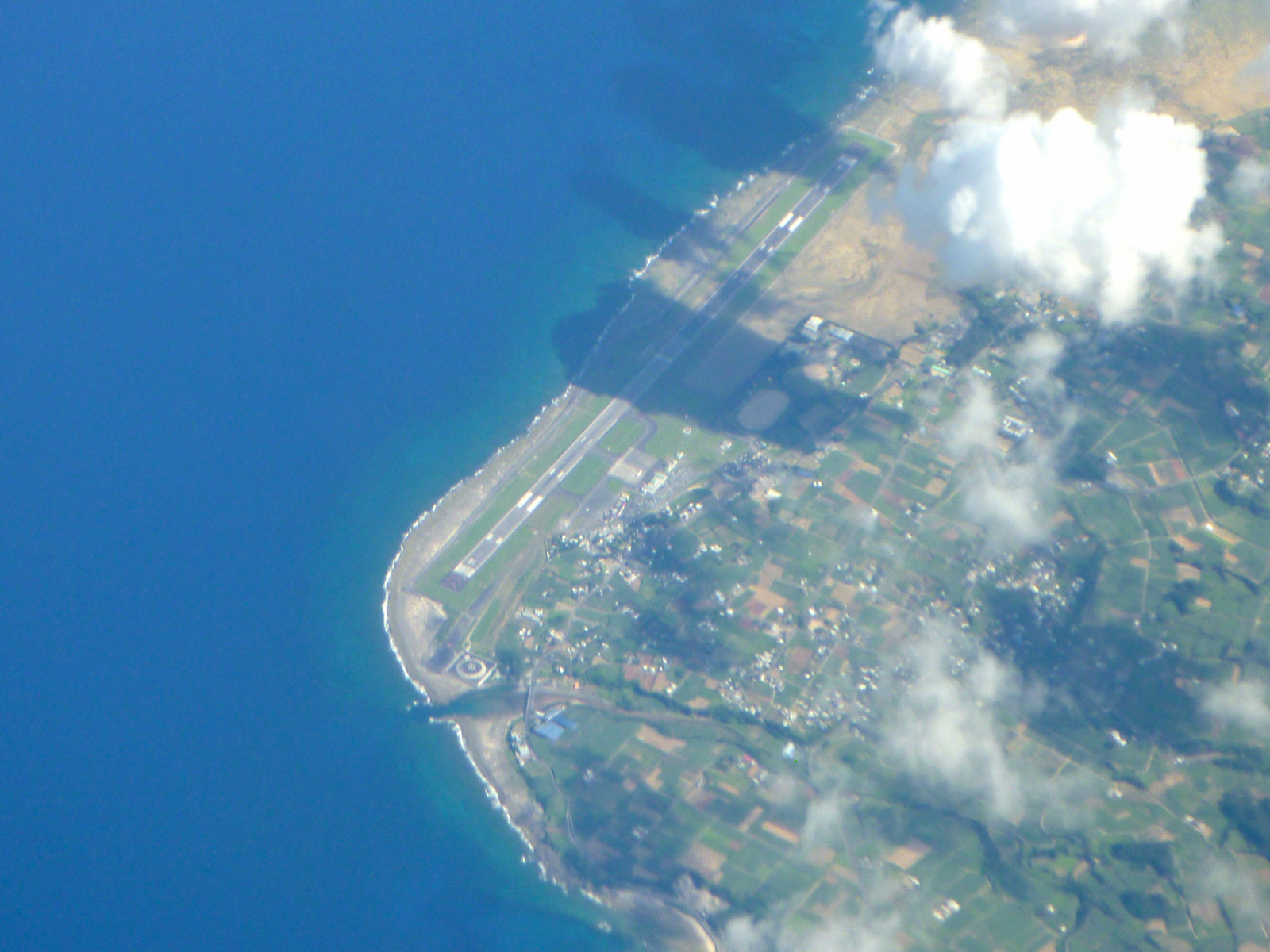
徳之島空港
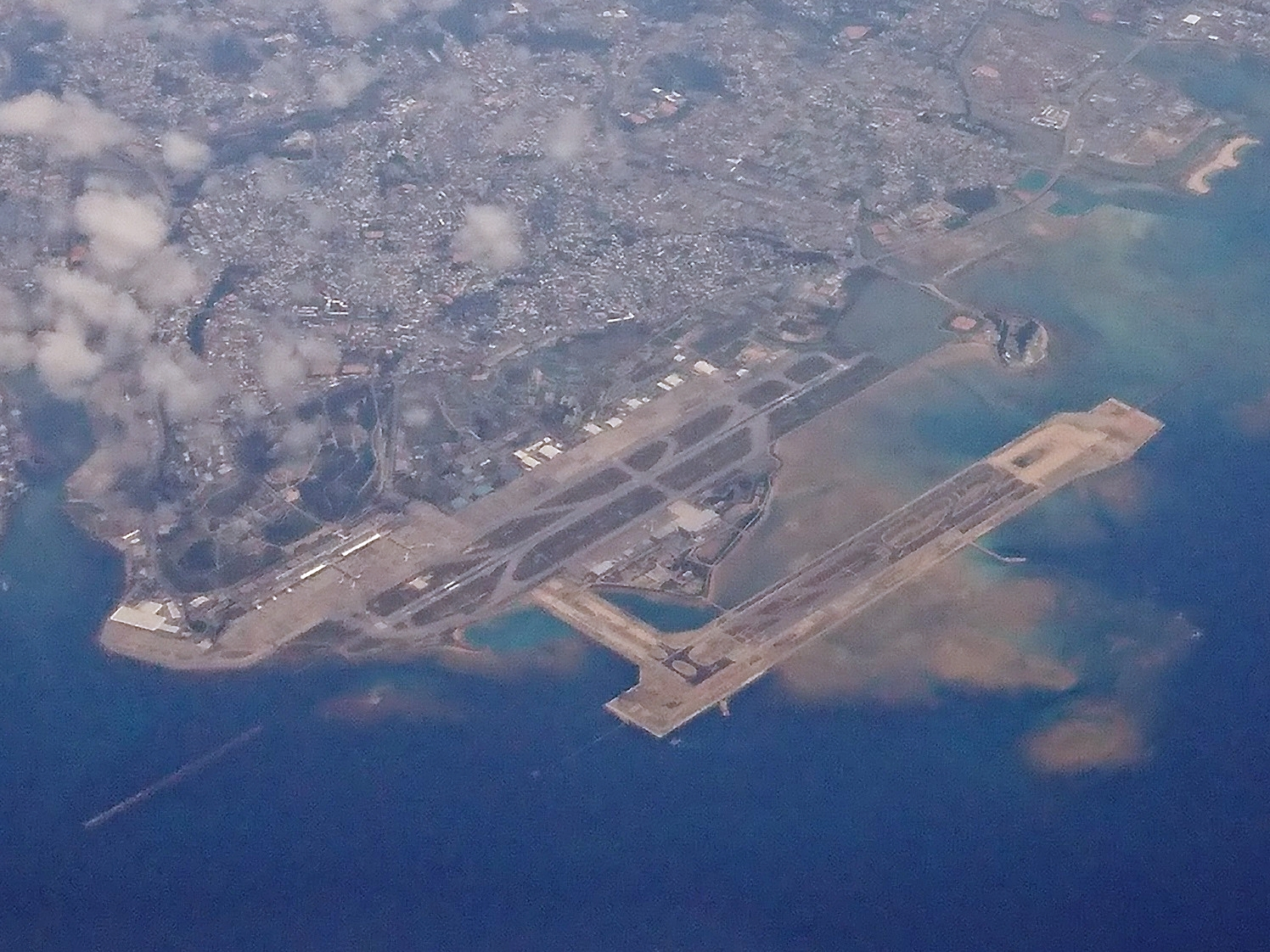
那覇空港
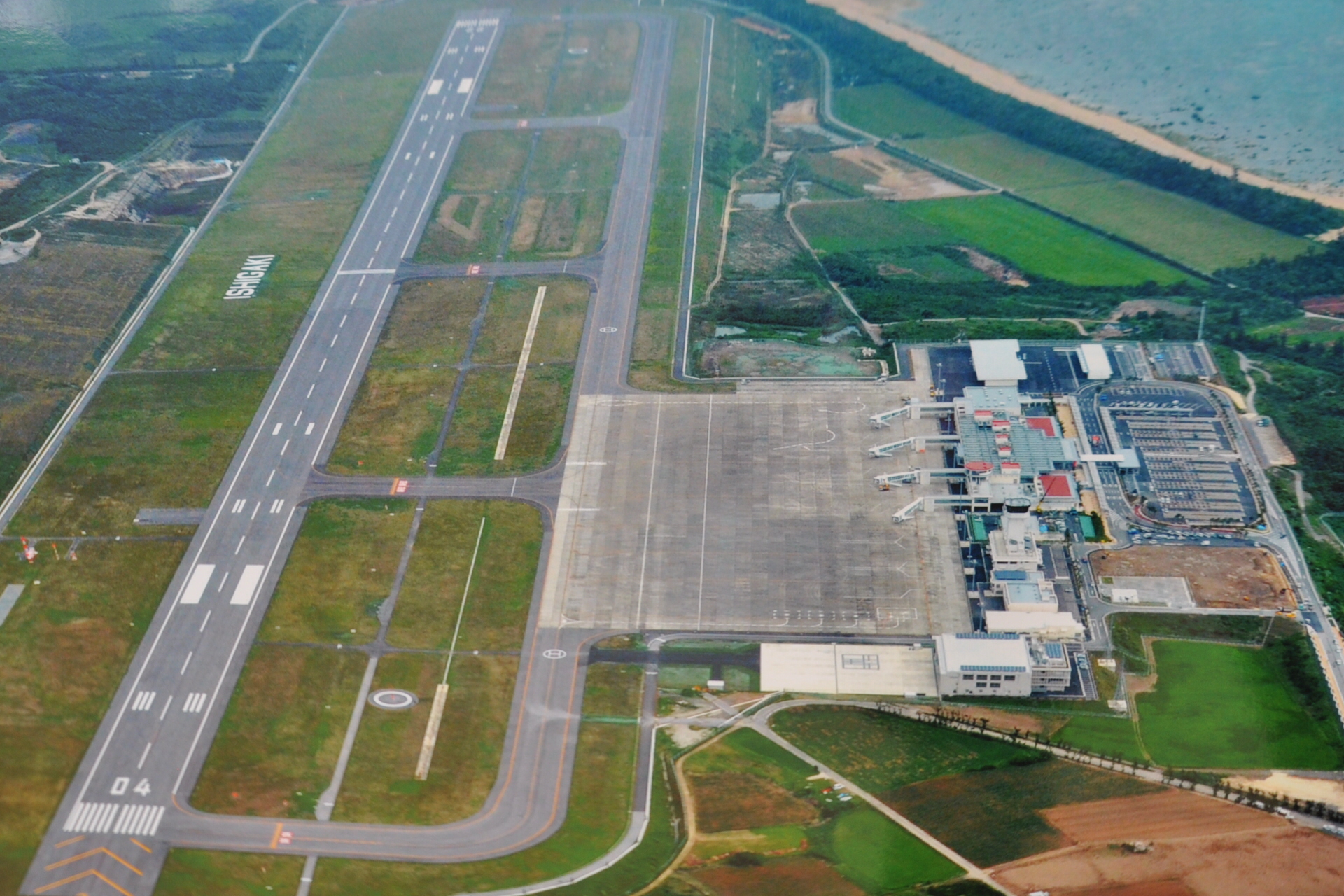
石垣空港
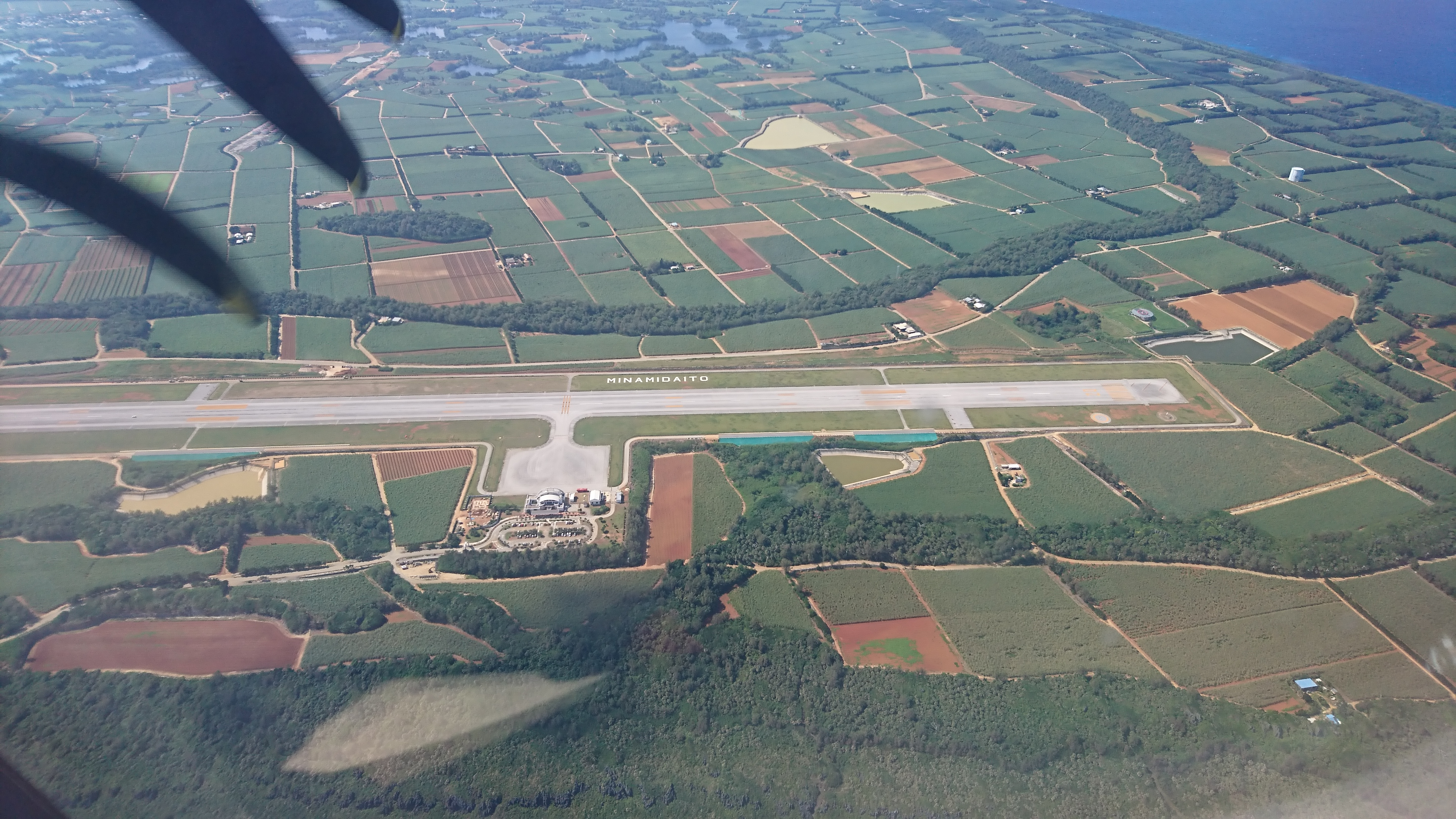
南大東空港
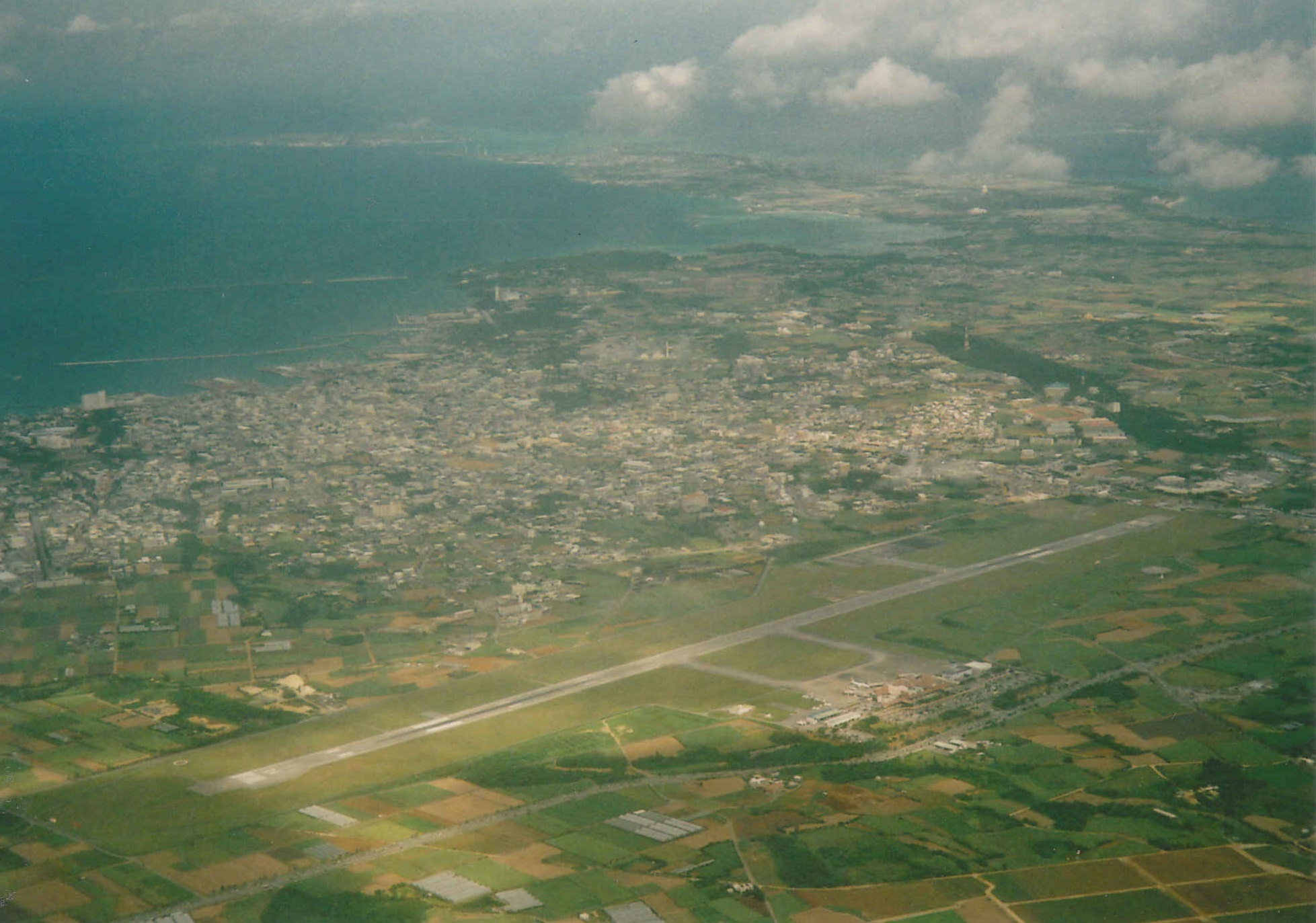
宮古空港
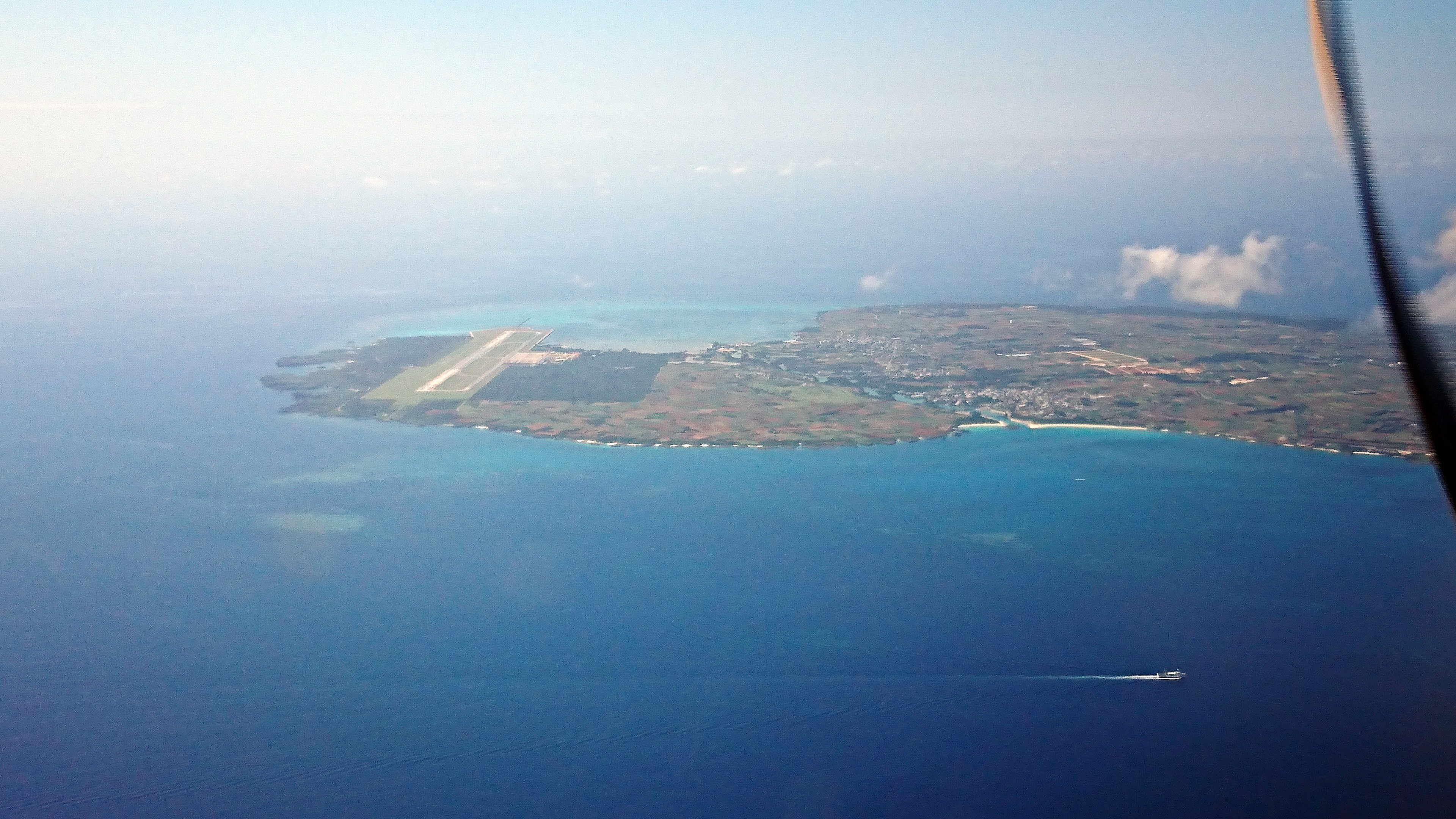
多良間空港
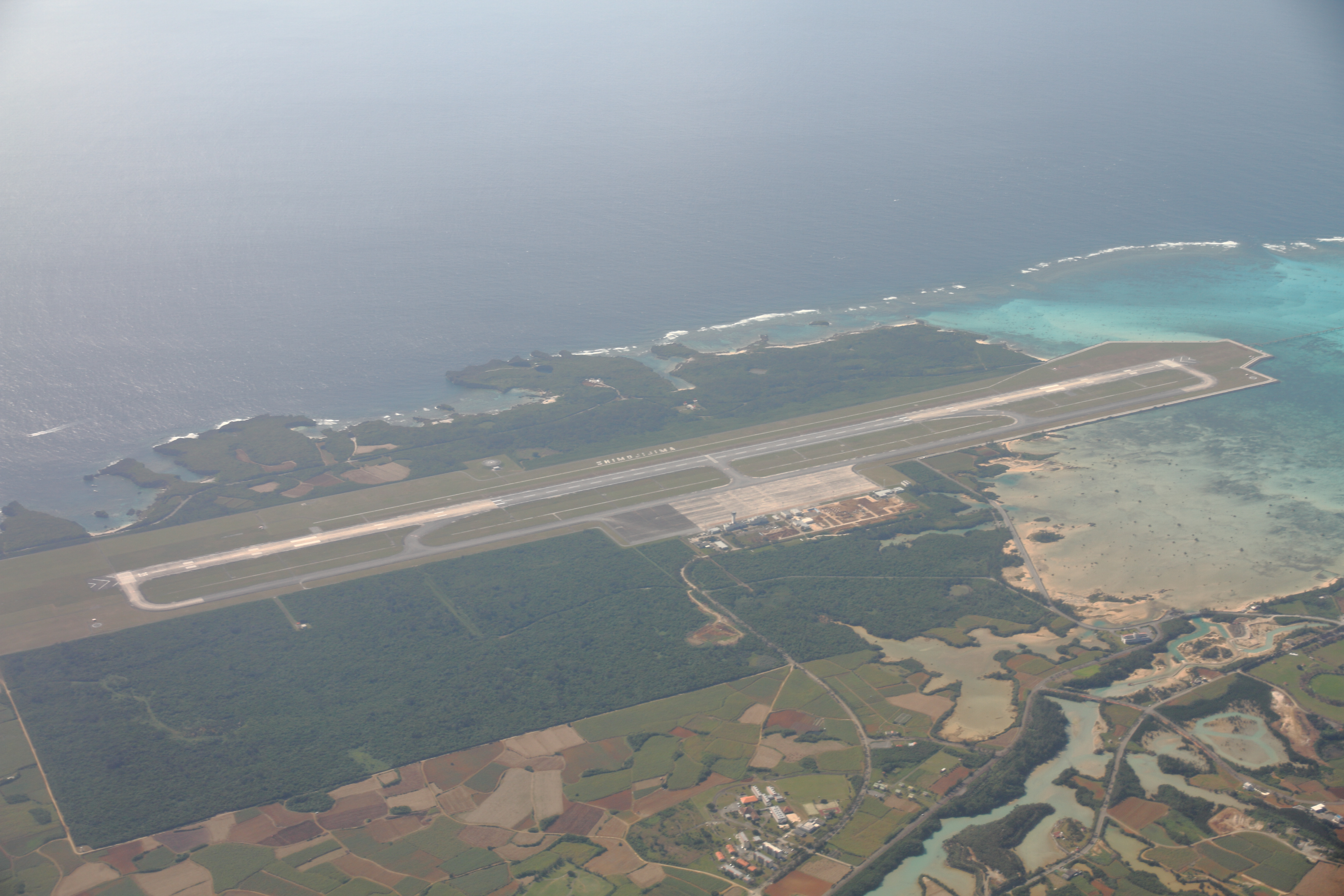
下地島空港
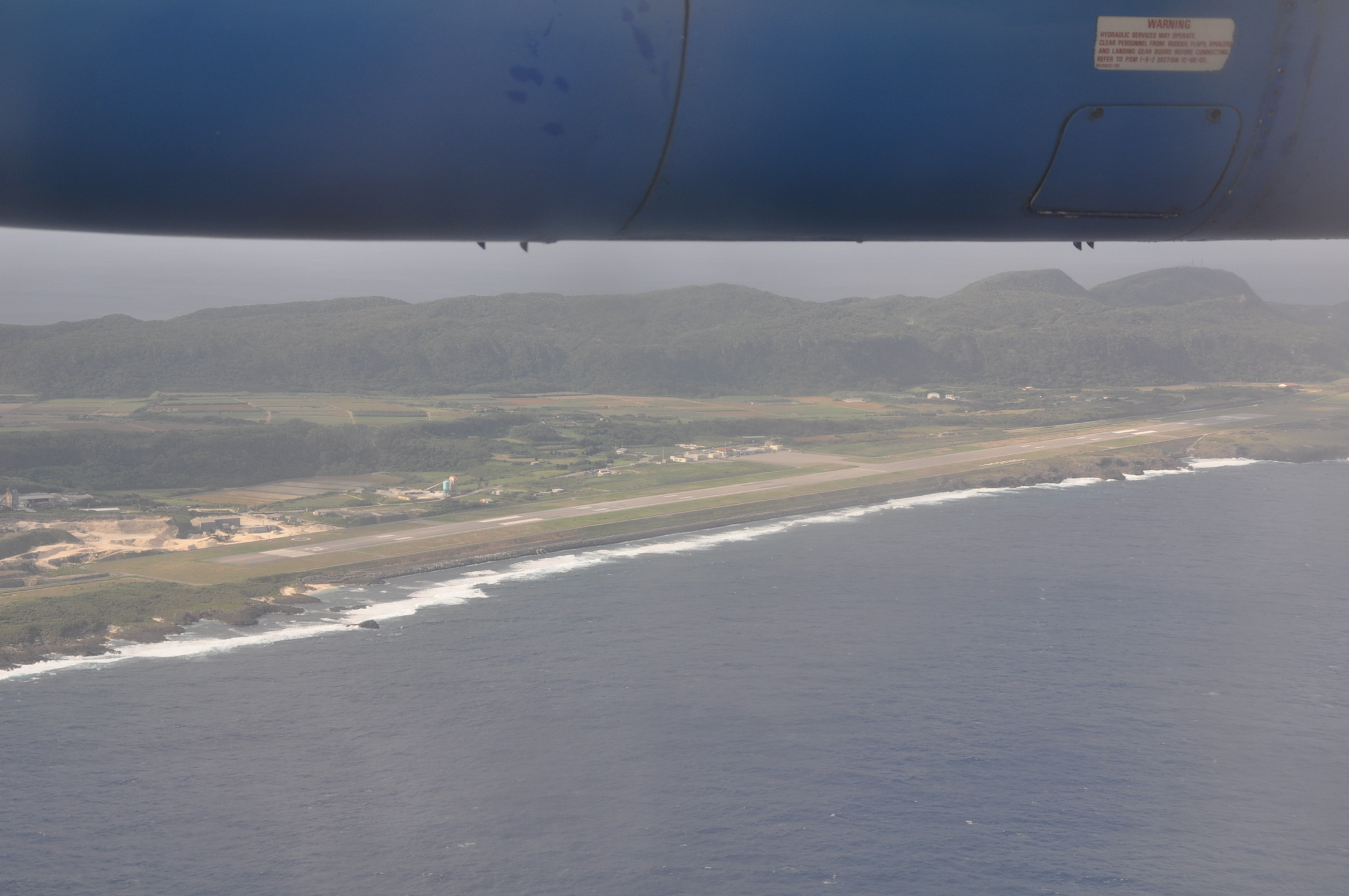
与那国空港
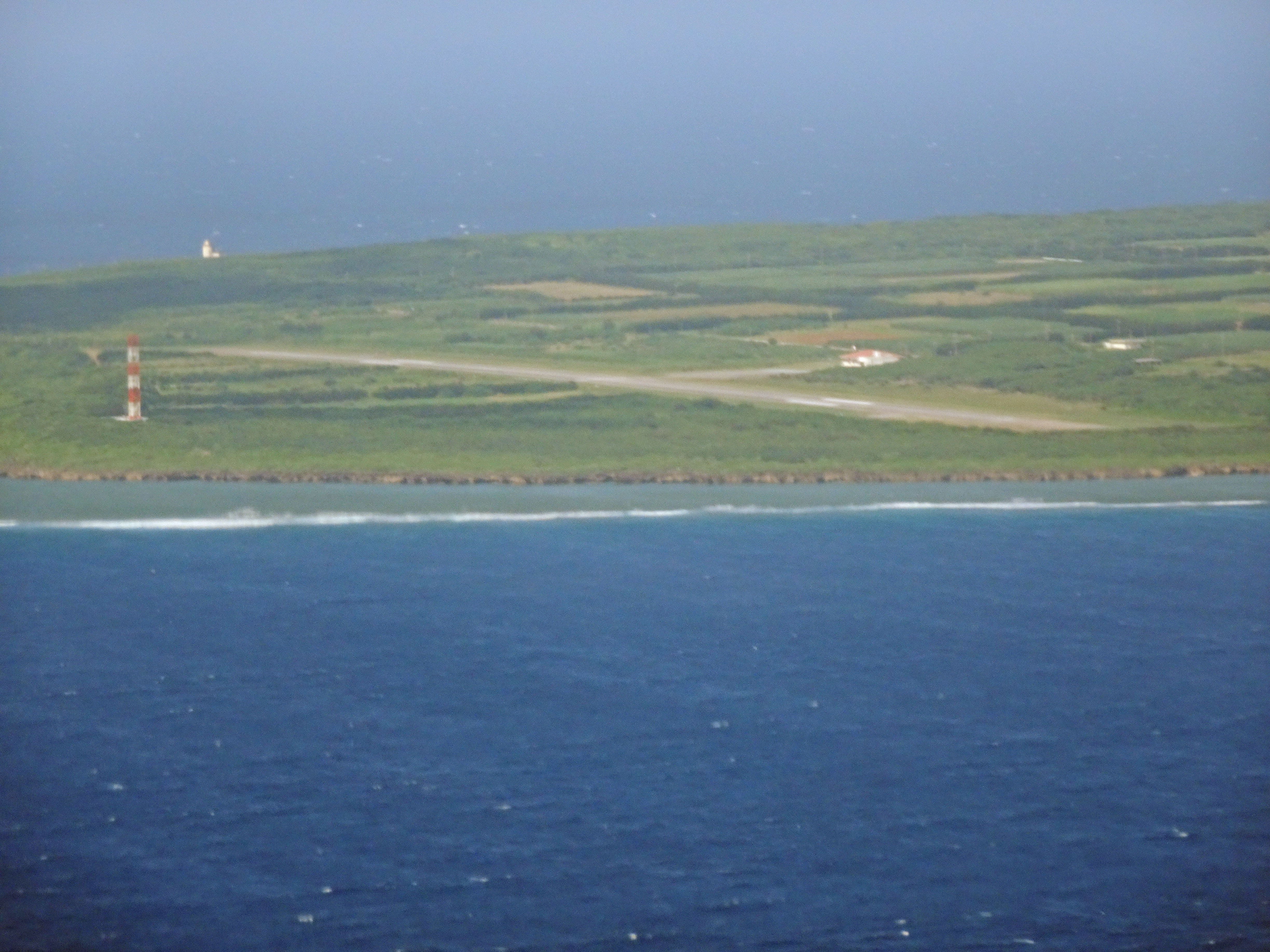
波照間空港